# Мат слоном і конем
Мат слоном і конем у шахах — це мат голому королю, який форсовано ставлять за допомогою слона, коня і короля. Якщо хід сильнішої сторони і суперники грають ідеальним чином, то цей мат можна форсовано поставити за 33 ходи, якщо слабша сторона не може швидко виграти одну із фігур. Першим винятком є ситуація коли король слабшої сторони створює вилку коневі і слону таким чином, що може побити одного із них наступним ходом. Другий виняток — це коли кінь потрапляє в кут до короля слабшої сторони і король його може побити за один або два ходи. Третій випадок — пат, який показаний нижче. Ці винятки трапляються в 0.5 % позицій. Мат можна форсувати, лише якщо загнати короля суперника в кут кольору слона, або на сусідню з цією клітинку біля краю шахівниці. Хоча за класифікацією такий мат належить до базових або елементарних (Fine та Benko, 2003, с. 1) (інші це ферзь; король і тура; або король і два слони проти голого короля), ситуація зі слоном і конем проти голого короля трапляється в одній з приблизно 6000 партій.
|   | a                                                                  | b                                                                  | c                                                                  | d                                                                  | e                                                                  | f                                                                  | g                                                                  | h                                                                  |   |
| 8 | a8 чорний король · a6 білий кінь · b6 білий король · c6 білий слон | a8 чорний король · a6 білий кінь · b6 білий король · c6 білий слон | a8 чорний король · a6 білий кінь · b6 білий король · c6 білий слон | a8 чорний король · a6 білий кінь · b6 білий король · c6 білий слон | a8 чорний король · a6 білий кінь · b6 білий король · c6 білий слон | a8 чорний король · a6 білий кінь · b6 білий король · c6 білий слон | a8 чорний король · a6 білий кінь · b6 білий король · c6 білий слон | a8 чорний король · a6 білий кінь · b6 білий король · c6 білий слон | 8 |
| 7 | a8 чорний король · a6 білий кінь · b6 білий король · c6 білий слон | a8 чорний король · a6 білий кінь · b6 білий король · c6 білий слон | a8 чорний король · a6 білий кінь · b6 білий король · c6 білий слон | a8 чорний король · a6 білий кінь · b6 білий король · c6 білий слон | a8 чорний король · a6 білий кінь · b6 білий король · c6 білий слон | a8 чорний король · a6 білий кінь · b6 білий король · c6 білий слон | a8 чорний король · a6 білий кінь · b6 білий король · c6 білий слон | a8 чорний король · a6 білий кінь · b6 білий король · c6 білий слон | 7 |
| 6 | a8 чорний король · a6 білий кінь · b6 білий король · c6 білий слон | a8 чорний король · a6 білий кінь · b6 білий король · c6 білий слон | a8 чорний король · a6 білий кінь · b6 білий король · c6 білий слон | a8 чорний король · a6 білий кінь · b6 білий король · c6 білий слон | a8 чорний король · a6 білий кінь · b6 білий король · c6 білий слон | a8 чорний король · a6 білий кінь · b6 білий король · c6 білий слон | a8 чорний король · a6 білий кінь · b6 білий король · c6 білий слон | a8 чорний король · a6 білий кінь · b6 білий король · c6 білий слон | 6 |
| 5 | a8 чорний король · a6 білий кінь · b6 білий король · c6 білий слон | a8 чорний король · a6 білий кінь · b6 білий король · c6 білий слон | a8 чорний король · a6 білий кінь · b6 білий король · c6 білий слон | a8 чорний король · a6 білий кінь · b6 білий король · c6 білий слон | a8 чорний король · a6 білий кінь · b6 білий король · c6 білий слон | a8 чорний король · a6 білий кінь · b6 білий король · c6 білий слон | a8 чорний король · a6 білий кінь · b6 білий король · c6 білий слон | a8 чорний король · a6 білий кінь · b6 білий король · c6 білий слон | 5 |
| 4 | a8 чорний король · a6 білий кінь · b6 білий король · c6 білий слон | a8 чорний король · a6 білий кінь · b6 білий король · c6 білий слон | a8 чорний король · a6 білий кінь · b6 білий король · c6 білий слон | a8 чорний король · a6 білий кінь · b6 білий король · c6 білий слон | a8 чорний король · a6 білий кінь · b6 білий король · c6 білий слон | a8 чорний король · a6 білий кінь · b6 білий король · c6 білий слон | a8 чорний король · a6 білий кінь · b6 білий король · c6 білий слон | a8 чорний король · a6 білий кінь · b6 білий король · c6 білий слон | 4 |
| 3 | a8 чорний король · a6 білий кінь · b6 білий король · c6 білий слон | a8 чорний король · a6 білий кінь · b6 білий король · c6 білий слон | a8 чорний король · a6 білий кінь · b6 білий король · c6 білий слон | a8 чорний король · a6 білий кінь · b6 білий король · c6 білий слон | a8 чорний король · a6 білий кінь · b6 білий король · c6 білий слон | a8 чорний король · a6 білий кінь · b6 білий король · c6 білий слон | a8 чорний король · a6 білий кінь · b6 білий король · c6 білий слон | a8 чорний король · a6 білий кінь · b6 білий король · c6 білий слон | 3 |
| 2 | a8 чорний король · a6 білий кінь · b6 білий король · c6 білий слон | a8 чорний король · a6 білий кінь · b6 білий король · c6 білий слон | a8 чорний король · a6 білий кінь · b6 білий король · c6 білий слон | a8 чорний король · a6 білий кінь · b6 білий король · c6 білий слон | a8 чорний король · a6 білий кінь · b6 білий король · c6 білий слон | a8 чорний король · a6 білий кінь · b6 білий король · c6 білий слон | a8 чорний король · a6 білий кінь · b6 білий король · c6 білий слон | a8 чорний король · a6 білий кінь · b6 білий король · c6 білий слон | 2 |
| 1 | a8 чорний король · a6 білий кінь · b6 білий король · c6 білий слон | a8 чорний король · a6 білий кінь · b6 білий король · c6 білий слон | a8 чорний король · a6 білий кінь · b6 білий король · c6 білий слон | a8 чорний король · a6 білий кінь · b6 білий король · c6 білий слон | a8 чорний король · a6 білий кінь · b6 білий король · c6 білий слон | a8 чорний король · a6 білий кінь · b6 білий король · c6 білий слон | a8 чорний король · a6 білий кінь · b6 білий король · c6 білий слон | a8 чорний король · a6 білий кінь · b6 білий король · c6 білий слон | 1 |
|   | a                                                                  | b                                                                  | c                                                                  | d                                                                  | e                                                                  | f                                                                  | g                                                                  | h                                                                  |   |

|   | a                                                                  | b                                                                  | c                                                                  | d                                                                  | e                                                                  | f                                                                  | g                                                                  | h                                                                  |   |
| 8 | a7 чорний король · b7 білий слон · c7 білий король · c6 білий кінь | a7 чорний король · b7 білий слон · c7 білий король · c6 білий кінь | a7 чорний король · b7 білий слон · c7 білий король · c6 білий кінь | a7 чорний король · b7 білий слон · c7 білий король · c6 білий кінь | a7 чорний король · b7 білий слон · c7 білий король · c6 білий кінь | a7 чорний король · b7 білий слон · c7 білий король · c6 білий кінь | a7 чорний король · b7 білий слон · c7 білий король · c6 білий кінь | a7 чорний король · b7 білий слон · c7 білий король · c6 білий кінь | 8 |
| 7 | a7 чорний король · b7 білий слон · c7 білий король · c6 білий кінь | a7 чорний король · b7 білий слон · c7 білий король · c6 білий кінь | a7 чорний король · b7 білий слон · c7 білий король · c6 білий кінь | a7 чорний король · b7 білий слон · c7 білий король · c6 білий кінь | a7 чорний король · b7 білий слон · c7 білий король · c6 білий кінь | a7 чорний король · b7 білий слон · c7 білий король · c6 білий кінь | a7 чорний король · b7 білий слон · c7 білий король · c6 білий кінь | a7 чорний король · b7 білий слон · c7 білий король · c6 білий кінь | 7 |
| 6 | a7 чорний король · b7 білий слон · c7 білий король · c6 білий кінь | a7 чорний король · b7 білий слон · c7 білий король · c6 білий кінь | a7 чорний король · b7 білий слон · c7 білий король · c6 білий кінь | a7 чорний король · b7 білий слон · c7 білий король · c6 білий кінь | a7 чорний король · b7 білий слон · c7 білий король · c6 білий кінь | a7 чорний король · b7 білий слон · c7 білий король · c6 білий кінь | a7 чорний король · b7 білий слон · c7 білий король · c6 білий кінь | a7 чорний король · b7 білий слон · c7 білий король · c6 білий кінь | 6 |
| 5 | a7 чорний король · b7 білий слон · c7 білий король · c6 білий кінь | a7 чорний король · b7 білий слон · c7 білий король · c6 білий кінь | a7 чорний король · b7 білий слон · c7 білий король · c6 білий кінь | a7 чорний король · b7 білий слон · c7 білий король · c6 білий кінь | a7 чорний король · b7 білий слон · c7 білий король · c6 білий кінь | a7 чорний король · b7 білий слон · c7 білий король · c6 білий кінь | a7 чорний король · b7 білий слон · c7 білий король · c6 білий кінь | a7 чорний король · b7 білий слон · c7 білий король · c6 білий кінь | 5 |
| 4 | a7 чорний король · b7 білий слон · c7 білий король · c6 білий кінь | a7 чорний король · b7 білий слон · c7 білий король · c6 білий кінь | a7 чорний король · b7 білий слон · c7 білий король · c6 білий кінь | a7 чорний король · b7 білий слон · c7 білий король · c6 білий кінь | a7 чорний король · b7 білий слон · c7 білий король · c6 білий кінь | a7 чорний король · b7 білий слон · c7 білий король · c6 білий кінь | a7 чорний король · b7 білий слон · c7 білий король · c6 білий кінь | a7 чорний король · b7 білий слон · c7 білий король · c6 білий кінь | 4 |
| 3 | a7 чорний король · b7 білий слон · c7 білий король · c6 білий кінь | a7 чорний король · b7 білий слон · c7 білий король · c6 білий кінь | a7 чорний король · b7 білий слон · c7 білий король · c6 білий кінь | a7 чорний король · b7 білий слон · c7 білий король · c6 білий кінь | a7 чорний король · b7 білий слон · c7 білий король · c6 білий кінь | a7 чорний король · b7 білий слон · c7 білий король · c6 білий кінь | a7 чорний король · b7 білий слон · c7 білий король · c6 білий кінь | a7 чорний король · b7 білий слон · c7 білий король · c6 білий кінь | 3 |
| 2 | a7 чорний король · b7 білий слон · c7 білий король · c6 білий кінь | a7 чорний король · b7 білий слон · c7 білий король · c6 білий кінь | a7 чорний король · b7 білий слон · c7 білий король · c6 білий кінь | a7 чорний король · b7 білий слон · c7 білий король · c6 білий кінь | a7 чорний король · b7 білий слон · c7 білий король · c6 білий кінь | a7 чорний король · b7 білий слон · c7 білий король · c6 білий кінь | a7 чорний король · b7 білий слон · c7 білий король · c6 білий кінь | a7 чорний король · b7 білий слон · c7 білий король · c6 білий кінь | 2 |
| 1 | a7 чорний король · b7 білий слон · c7 білий король · c6 білий кінь | a7 чорний король · b7 білий слон · c7 білий король · c6 білий кінь | a7 чорний король · b7 білий слон · c7 білий король · c6 білий кінь | a7 чорний король · b7 білий слон · c7 білий король · c6 білий кінь | a7 чорний король · b7 білий слон · c7 білий король · c6 білий кінь | a7 чорний король · b7 білий слон · c7 білий король · c6 білий кінь | a7 чорний король · b7 білий слон · c7 білий король · c6 білий кінь | a7 чорний король · b7 білий слон · c7 білий король · c6 білий кінь | 1 |
|   | a                                                                  | b                                                                  | c                                                                  | d                                                                  | e                                                                  | f                                                                  | g                                                                  | h                                                                  |   |

|   | a                                                                  | b                                                                  | c                                                                  | d                                                                  | e                                                                  | f                                                                  | g                                                                  | h                                                                  |   |
| 8 | e8 чорний король · e7 білий слон · d6 білий кінь · e6 білий король | e8 чорний король · e7 білий слон · d6 білий кінь · e6 білий король | e8 чорний король · e7 білий слон · d6 білий кінь · e6 білий король | e8 чорний король · e7 білий слон · d6 білий кінь · e6 білий король | e8 чорний король · e7 білий слон · d6 білий кінь · e6 білий король | e8 чорний король · e7 білий слон · d6 білий кінь · e6 білий король | e8 чорний король · e7 білий слон · d6 білий кінь · e6 білий король | e8 чорний король · e7 білий слон · d6 білий кінь · e6 білий король | 8 |
| 7 | e8 чорний король · e7 білий слон · d6 білий кінь · e6 білий король | e8 чорний король · e7 білий слон · d6 білий кінь · e6 білий король | e8 чорний король · e7 білий слон · d6 білий кінь · e6 білий король | e8 чорний король · e7 білий слон · d6 білий кінь · e6 білий король | e8 чорний король · e7 білий слон · d6 білий кінь · e6 білий король | e8 чорний король · e7 білий слон · d6 білий кінь · e6 білий король | e8 чорний король · e7 білий слон · d6 білий кінь · e6 білий король | e8 чорний король · e7 білий слон · d6 білий кінь · e6 білий король | 7 |
| 6 | e8 чорний король · e7 білий слон · d6 білий кінь · e6 білий король | e8 чорний король · e7 білий слон · d6 білий кінь · e6 білий король | e8 чорний король · e7 білий слон · d6 білий кінь · e6 білий король | e8 чорний король · e7 білий слон · d6 білий кінь · e6 білий король | e8 чорний король · e7 білий слон · d6 білий кінь · e6 білий король | e8 чорний король · e7 білий слон · d6 білий кінь · e6 білий король | e8 чорний король · e7 білий слон · d6 білий кінь · e6 білий король | e8 чорний король · e7 білий слон · d6 білий кінь · e6 білий король | 6 |
| 5 | e8 чорний король · e7 білий слон · d6 білий кінь · e6 білий король | e8 чорний король · e7 білий слон · d6 білий кінь · e6 білий король | e8 чорний король · e7 білий слон · d6 білий кінь · e6 білий король | e8 чорний король · e7 білий слон · d6 білий кінь · e6 білий король | e8 чорний король · e7 білий слон · d6 білий кінь · e6 білий король | e8 чорний король · e7 білий слон · d6 білий кінь · e6 білий король | e8 чорний король · e7 білий слон · d6 білий кінь · e6 білий король | e8 чорний король · e7 білий слон · d6 білий кінь · e6 білий король | 5 |
| 4 | e8 чорний король · e7 білий слон · d6 білий кінь · e6 білий король | e8 чорний король · e7 білий слон · d6 білий кінь · e6 білий король | e8 чорний король · e7 білий слон · d6 білий кінь · e6 білий король | e8 чорний король · e7 білий слон · d6 білий кінь · e6 білий король | e8 чорний король · e7 білий слон · d6 білий кінь · e6 білий король | e8 чорний король · e7 білий слон · d6 білий кінь · e6 білий король | e8 чорний король · e7 білий слон · d6 білий кінь · e6 білий король | e8 чорний король · e7 білий слон · d6 білий кінь · e6 білий король | 4 |
| 3 | e8 чорний король · e7 білий слон · d6 білий кінь · e6 білий король | e8 чорний король · e7 білий слон · d6 білий кінь · e6 білий король | e8 чорний король · e7 білий слон · d6 білий кінь · e6 білий король | e8 чорний король · e7 білий слон · d6 білий кінь · e6 білий король | e8 чорний король · e7 білий слон · d6 білий кінь · e6 білий король | e8 чорний король · e7 білий слон · d6 білий кінь · e6 білий король | e8 чорний король · e7 білий слон · d6 білий кінь · e6 білий король | e8 чорний король · e7 білий слон · d6 білий кінь · e6 білий король | 3 |
| 2 | e8 чорний король · e7 білий слон · d6 білий кінь · e6 білий король | e8 чорний король · e7 білий слон · d6 білий кінь · e6 білий король | e8 чорний король · e7 білий слон · d6 білий кінь · e6 білий король | e8 чорний король · e7 білий слон · d6 білий кінь · e6 білий король | e8 чорний король · e7 білий слон · d6 білий кінь · e6 білий король | e8 чорний король · e7 білий слон · d6 білий кінь · e6 білий король | e8 чорний король · e7 білий слон · d6 білий кінь · e6 білий король | e8 чорний король · e7 білий слон · d6 білий кінь · e6 білий король | 2 |
| 1 | e8 чорний король · e7 білий слон · d6 білий кінь · e6 білий король | e8 чорний король · e7 білий слон · d6 білий кінь · e6 білий король | e8 чорний король · e7 білий слон · d6 білий кінь · e6 білий король | e8 чорний король · e7 білий слон · d6 білий кінь · e6 білий король | e8 чорний король · e7 білий слон · d6 білий кінь · e6 білий король | e8 чорний король · e7 білий слон · d6 білий кінь · e6 білий король | e8 чорний король · e7 білий слон · d6 білий кінь · e6 білий король | e8 чорний король · e7 білий слон · d6 білий кінь · e6 білий король | 1 |
|   | a                                                                  | b                                                                  | c                                                                  | d                                                                  | e                                                                  | f                                                                  | g                                                                  | h                                                                  |   |

|   | a                                                                  | b                                                                  | c                                                                  | d                                                                  | e                                                                  | f                                                                  | g                                                                  | h                                                                  |   |
| 8 | a8 чорний король · a7 білий слон · c7 білий кінь · a6 білий король | a8 чорний король · a7 білий слон · c7 білий кінь · a6 білий король | a8 чорний король · a7 білий слон · c7 білий кінь · a6 білий король | a8 чорний король · a7 білий слон · c7 білий кінь · a6 білий король | a8 чорний король · a7 білий слон · c7 білий кінь · a6 білий король | a8 чорний король · a7 білий слон · c7 білий кінь · a6 білий король | a8 чорний король · a7 білий слон · c7 білий кінь · a6 білий король | a8 чорний король · a7 білий слон · c7 білий кінь · a6 білий король | 8 |
| 7 | a8 чорний король · a7 білий слон · c7 білий кінь · a6 білий король | a8 чорний король · a7 білий слон · c7 білий кінь · a6 білий король | a8 чорний король · a7 білий слон · c7 білий кінь · a6 білий король | a8 чорний король · a7 білий слон · c7 білий кінь · a6 білий король | a8 чорний король · a7 білий слон · c7 білий кінь · a6 білий король | a8 чорний король · a7 білий слон · c7 білий кінь · a6 білий король | a8 чорний король · a7 білий слон · c7 білий кінь · a6 білий король | a8 чорний король · a7 білий слон · c7 білий кінь · a6 білий король | 7 |
| 6 | a8 чорний король · a7 білий слон · c7 білий кінь · a6 білий король | a8 чорний король · a7 білий слон · c7 білий кінь · a6 білий король | a8 чорний король · a7 білий слон · c7 білий кінь · a6 білий король | a8 чорний король · a7 білий слон · c7 білий кінь · a6 білий король | a8 чорний король · a7 білий слон · c7 білий кінь · a6 білий король | a8 чорний король · a7 білий слон · c7 білий кінь · a6 білий король | a8 чорний король · a7 білий слон · c7 білий кінь · a6 білий король | a8 чорний король · a7 білий слон · c7 білий кінь · a6 білий король | 6 |
| 5 | a8 чорний король · a7 білий слон · c7 білий кінь · a6 білий король | a8 чорний король · a7 білий слон · c7 білий кінь · a6 білий король | a8 чорний король · a7 білий слон · c7 білий кінь · a6 білий король | a8 чорний король · a7 білий слон · c7 білий кінь · a6 білий король | a8 чорний король · a7 білий слон · c7 білий кінь · a6 білий король | a8 чорний король · a7 білий слон · c7 білий кінь · a6 білий король | a8 чорний король · a7 білий слон · c7 білий кінь · a6 білий король | a8 чорний король · a7 білий слон · c7 білий кінь · a6 білий король | 5 |
| 4 | a8 чорний король · a7 білий слон · c7 білий кінь · a6 білий король | a8 чорний король · a7 білий слон · c7 білий кінь · a6 білий король | a8 чорний король · a7 білий слон · c7 білий кінь · a6 білий король | a8 чорний король · a7 білий слон · c7 білий кінь · a6 білий король | a8 чорний король · a7 білий слон · c7 білий кінь · a6 білий король | a8 чорний король · a7 білий слон · c7 білий кінь · a6 білий король | a8 чорний король · a7 білий слон · c7 білий кінь · a6 білий король | a8 чорний король · a7 білий слон · c7 білий кінь · a6 білий король | 4 |
| 3 | a8 чорний король · a7 білий слон · c7 білий кінь · a6 білий король | a8 чорний король · a7 білий слон · c7 білий кінь · a6 білий король | a8 чорний король · a7 білий слон · c7 білий кінь · a6 білий король | a8 чорний король · a7 білий слон · c7 білий кінь · a6 білий король | a8 чорний король · a7 білий слон · c7 білий кінь · a6 білий король | a8 чорний король · a7 білий слон · c7 білий кінь · a6 білий король | a8 чорний король · a7 білий слон · c7 білий кінь · a6 білий король | a8 чорний король · a7 білий слон · c7 білий кінь · a6 білий король | 3 |
| 2 | a8 чорний король · a7 білий слон · c7 білий кінь · a6 білий король | a8 чорний король · a7 білий слон · c7 білий кінь · a6 білий король | a8 чорний король · a7 білий слон · c7 білий кінь · a6 білий король | a8 чорний король · a7 білий слон · c7 білий кінь · a6 білий король | a8 чорний король · a7 білий слон · c7 білий кінь · a6 білий король | a8 чорний король · a7 білий слон · c7 білий кінь · a6 білий король | a8 чорний король · a7 білий слон · c7 білий кінь · a6 білий король | a8 чорний король · a7 білий слон · c7 білий кінь · a6 білий король | 2 |
| 1 | a8 чорний король · a7 білий слон · c7 білий кінь · a6 білий король | a8 чорний король · a7 білий слон · c7 білий кінь · a6 білий король | a8 чорний король · a7 білий слон · c7 білий кінь · a6 білий король | a8 чорний король · a7 білий слон · c7 білий кінь · a6 білий король | a8 чорний король · a7 білий слон · c7 білий кінь · a6 білий король | a8 чорний король · a7 білий слон · c7 білий кінь · a6 білий король | a8 чорний король · a7 білий слон · c7 білий кінь · a6 білий король | a8 чорний король · a7 білий слон · c7 білий кінь · a6 білий король | 1 |
|   | a                                                                  | b                                                                  | c                                                                  | d                                                                  | e                                                                  | f                                                                  | g                                                                  | h                                                                  |   |

|   | a                                                                  | b                                                                  | c                                                                  | d                                                                  | e                                                                  | f                                                                  | g                                                                  | h                                                                  |   |
| 8 | a8 білий король · c8 чорний король · e8 білий слон · h2 білий кінь | a8 білий король · c8 чорний король · e8 білий слон · h2 білий кінь | a8 білий король · c8 чорний король · e8 білий слон · h2 білий кінь | a8 білий король · c8 чорний король · e8 білий слон · h2 білий кінь | a8 білий король · c8 чорний король · e8 білий слон · h2 білий кінь | a8 білий король · c8 чорний король · e8 білий слон · h2 білий кінь | a8 білий король · c8 чорний король · e8 білий слон · h2 білий кінь | a8 білий король · c8 чорний король · e8 білий слон · h2 білий кінь | 8 |
| 7 | a8 білий король · c8 чорний король · e8 білий слон · h2 білий кінь | a8 білий король · c8 чорний король · e8 білий слон · h2 білий кінь | a8 білий король · c8 чорний король · e8 білий слон · h2 білий кінь | a8 білий король · c8 чорний король · e8 білий слон · h2 білий кінь | a8 білий король · c8 чорний король · e8 білий слон · h2 білий кінь | a8 білий король · c8 чорний король · e8 білий слон · h2 білий кінь | a8 білий король · c8 чорний король · e8 білий слон · h2 білий кінь | a8 білий король · c8 чорний король · e8 білий слон · h2 білий кінь | 7 |
| 6 | a8 білий король · c8 чорний король · e8 білий слон · h2 білий кінь | a8 білий король · c8 чорний король · e8 білий слон · h2 білий кінь | a8 білий король · c8 чорний король · e8 білий слон · h2 білий кінь | a8 білий король · c8 чорний король · e8 білий слон · h2 білий кінь | a8 білий король · c8 чорний король · e8 білий слон · h2 білий кінь | a8 білий король · c8 чорний король · e8 білий слон · h2 білий кінь | a8 білий король · c8 чорний король · e8 білий слон · h2 білий кінь | a8 білий король · c8 чорний король · e8 білий слон · h2 білий кінь | 6 |
| 5 | a8 білий король · c8 чорний король · e8 білий слон · h2 білий кінь | a8 білий король · c8 чорний король · e8 білий слон · h2 білий кінь | a8 білий король · c8 чорний король · e8 білий слон · h2 білий кінь | a8 білий король · c8 чорний король · e8 білий слон · h2 білий кінь | a8 білий король · c8 чорний король · e8 білий слон · h2 білий кінь | a8 білий король · c8 чорний король · e8 білий слон · h2 білий кінь | a8 білий король · c8 чорний король · e8 білий слон · h2 білий кінь | a8 білий король · c8 чорний король · e8 білий слон · h2 білий кінь | 5 |
| 4 | a8 білий король · c8 чорний король · e8 білий слон · h2 білий кінь | a8 білий король · c8 чорний король · e8 білий слон · h2 білий кінь | a8 білий король · c8 чорний король · e8 білий слон · h2 білий кінь | a8 білий король · c8 чорний король · e8 білий слон · h2 білий кінь | a8 білий король · c8 чорний король · e8 білий слон · h2 білий кінь | a8 білий король · c8 чорний король · e8 білий слон · h2 білий кінь | a8 білий король · c8 чорний король · e8 білий слон · h2 білий кінь | a8 білий король · c8 чорний король · e8 білий слон · h2 білий кінь | 4 |
| 3 | a8 білий король · c8 чорний король · e8 білий слон · h2 білий кінь | a8 білий король · c8 чорний король · e8 білий слон · h2 білий кінь | a8 білий король · c8 чорний король · e8 білий слон · h2 білий кінь | a8 білий король · c8 чорний король · e8 білий слон · h2 білий кінь | a8 білий король · c8 чорний король · e8 білий слон · h2 білий кінь | a8 білий король · c8 чорний король · e8 білий слон · h2 білий кінь | a8 білий король · c8 чорний король · e8 білий слон · h2 білий кінь | a8 білий король · c8 чорний король · e8 білий слон · h2 білий кінь | 3 |
| 2 | a8 білий король · c8 чорний король · e8 білий слон · h2 білий кінь | a8 білий король · c8 чорний король · e8 білий слон · h2 білий кінь | a8 білий король · c8 чорний король · e8 білий слон · h2 білий кінь | a8 білий король · c8 чорний король · e8 білий слон · h2 білий кінь | a8 білий король · c8 чорний король · e8 білий слон · h2 білий кінь | a8 білий король · c8 чорний король · e8 білий слон · h2 білий кінь | a8 білий король · c8 чорний король · e8 білий слон · h2 білий кінь | a8 білий король · c8 чорний король · e8 білий слон · h2 білий кінь | 2 |
| 1 | a8 білий король · c8 чорний король · e8 білий слон · h2 білий кінь | a8 білий король · c8 чорний король · e8 білий слон · h2 білий кінь | a8 білий король · c8 чорний король · e8 білий слон · h2 білий кінь | a8 білий король · c8 чорний король · e8 білий слон · h2 білий кінь | a8 білий король · c8 чорний король · e8 білий слон · h2 білий кінь | a8 білий король · c8 чорний король · e8 білий слон · h2 білий кінь | a8 білий король · c8 чорний король · e8 білий слон · h2 білий кінь | a8 білий король · c8 чорний король · e8 білий слон · h2 білий кінь | 1 |
|   | a                                                                  | b                                                                  | c                                                                  | d                                                                  | e                                                                  | f                                                                  | g                                                                  | h                                                                  |   |

## Історія і методи
У своїй знаменитій праці 1749 року Analyse du jeu des Échecs Франсуа-Андре Філідор наводить метод, який отримав назву «W». Інший спосіб відомий під назвою метод трикутників Делетана, який включає обмеження короля серією з трьох кожного разу вужчих рівнобедрених прямокутних трикутників з «правильним» кутом шахівниці в прямому куті трикутника. Деякі з ідей цього метода з'явилися ще 1780 року, однак повну систему опублікував у 1923 році Андре Делетан. Цей метод займає від 5 до 10 ходів більше, ніж метод W Філідора, але описується меншою кількістю правил і його також можна поставити до того як спрацює правило п'ятдесяти ходів. «Другий трикутник» або «середній трикутник» виходить більш стандартними методами (див. нижче). Мат можна форсувати без строгого застосування цих методів. Випадково мат можна поставити 460 різними шляхами (позиціями).

## Важливість
Існують різні точки зору щодо того, чи повинні гравці вивчати процедуру матування. Джеймс Хауелл не наводить у своїй книзі мат двома слонами, оскільки він рідко трапляється, але включає в неї мат слоном і конем. Хауелл каже, що в його іграх це траплялося тричі коли він був слабшою стороною, а також стверджує, що такий мат трапляється частіше, ніж мат двома слонами(Howell, 1997, с. 138). З іншого боку, Джеремі Сілман навпаки наводить мат двома слонами, але не включає мат слоном і конем, оскільки останній траплявся в його партіях лише одного разу, а в партіях його друга Джона Ватсона не траплявся жодного (Silman, 2007, с. 33, 188). Сілман казав: 
|  | Вивчення цього закінчення вимагає значної кількості часу. Чи повинен шахіст тратити багато годин зі свого дорогоцінного часу на вивчення закінчення, які йому ніколи не трапиться (швидше за все), або ж трапиться один раз чи двічі за все життя? Оригінальний текст (англ.) [...] mastering it would take a significant chunk of time. Should the chess hopeful really spend many of his precious hours he's put aside for chess study learning an endgame he will achieve (at most) only once or twice in his lifetime? |

Міжнародний майстер Джонатан Хоукінс мав таку позицію на шахівниці лише в одній своїй партії (Hawkins, 2012, с. 192). Гросмейстер Енді Солтіс каже, що ніколи не грав цей ендшпіль у своєму житті й більшість не гратимуть, однак, вивчення його навчає техніці, яку можна застосувати в різноманітних позиціях (Soltis, 2010, с. 13).
Хоча король, слон і кінь проти короля ніколи не трапляться в кар'єрі багатьох гравців, але відомим прикладом такого ендшпілю, коли він трапився у важливій партії, була перемога Таля Шакеда над Олександром Морозевичем у останньому турі чемпіонату світу серед юніорів 1997 року. Шакед знав точний спосіб поставити мат і ця перемога дозволила йому стати чемпіоном світу серед юніорів, тоді як нічия залишила б його без чемпіонського звання.

## Метод

### Перша стадія
|   | a                                                                  | b                                                                  | c                                                                  | d                                                                  | e                                                                  | f                                                                  | g                                                                  | h                                                                  |   |
| 8 | e3 чорний король · c1 білий кінь · e1 білий король · f1 білий слон | e3 чорний король · c1 білий кінь · e1 білий король · f1 білий слон | e3 чорний король · c1 білий кінь · e1 білий король · f1 білий слон | e3 чорний король · c1 білий кінь · e1 білий король · f1 білий слон | e3 чорний король · c1 білий кінь · e1 білий король · f1 білий слон | e3 чорний король · c1 білий кінь · e1 білий король · f1 білий слон | e3 чорний король · c1 білий кінь · e1 білий король · f1 білий слон | e3 чорний король · c1 білий кінь · e1 білий король · f1 білий слон | 8 |
| 7 | e3 чорний король · c1 білий кінь · e1 білий король · f1 білий слон | e3 чорний король · c1 білий кінь · e1 білий король · f1 білий слон | e3 чорний король · c1 білий кінь · e1 білий король · f1 білий слон | e3 чорний король · c1 білий кінь · e1 білий король · f1 білий слон | e3 чорний король · c1 білий кінь · e1 білий король · f1 білий слон | e3 чорний король · c1 білий кінь · e1 білий король · f1 білий слон | e3 чорний король · c1 білий кінь · e1 білий король · f1 білий слон | e3 чорний король · c1 білий кінь · e1 білий король · f1 білий слон | 7 |
| 6 | e3 чорний король · c1 білий кінь · e1 білий король · f1 білий слон | e3 чорний король · c1 білий кінь · e1 білий король · f1 білий слон | e3 чорний король · c1 білий кінь · e1 білий король · f1 білий слон | e3 чорний король · c1 білий кінь · e1 білий король · f1 білий слон | e3 чорний король · c1 білий кінь · e1 білий король · f1 білий слон | e3 чорний король · c1 білий кінь · e1 білий король · f1 білий слон | e3 чорний король · c1 білий кінь · e1 білий король · f1 білий слон | e3 чорний король · c1 білий кінь · e1 білий король · f1 білий слон | 6 |
| 5 | e3 чорний король · c1 білий кінь · e1 білий король · f1 білий слон | e3 чорний король · c1 білий кінь · e1 білий король · f1 білий слон | e3 чорний король · c1 білий кінь · e1 білий король · f1 білий слон | e3 чорний король · c1 білий кінь · e1 білий король · f1 білий слон | e3 чорний король · c1 білий кінь · e1 білий король · f1 білий слон | e3 чорний король · c1 білий кінь · e1 білий король · f1 білий слон | e3 чорний король · c1 білий кінь · e1 білий король · f1 білий слон | e3 чорний король · c1 білий кінь · e1 білий король · f1 білий слон | 5 |
| 4 | e3 чорний король · c1 білий кінь · e1 білий король · f1 білий слон | e3 чорний король · c1 білий кінь · e1 білий король · f1 білий слон | e3 чорний король · c1 білий кінь · e1 білий король · f1 білий слон | e3 чорний король · c1 білий кінь · e1 білий король · f1 білий слон | e3 чорний король · c1 білий кінь · e1 білий король · f1 білий слон | e3 чорний король · c1 білий кінь · e1 білий король · f1 білий слон | e3 чорний король · c1 білий кінь · e1 білий король · f1 білий слон | e3 чорний король · c1 білий кінь · e1 білий король · f1 білий слон | 4 |
| 3 | e3 чорний король · c1 білий кінь · e1 білий король · f1 білий слон | e3 чорний король · c1 білий кінь · e1 білий король · f1 білий слон | e3 чорний король · c1 білий кінь · e1 білий король · f1 білий слон | e3 чорний король · c1 білий кінь · e1 білий король · f1 білий слон | e3 чорний король · c1 білий кінь · e1 білий король · f1 білий слон | e3 чорний король · c1 білий кінь · e1 білий король · f1 білий слон | e3 чорний король · c1 білий кінь · e1 білий король · f1 білий слон | e3 чорний король · c1 білий кінь · e1 білий король · f1 білий слон | 3 |
| 2 | e3 чорний король · c1 білий кінь · e1 білий король · f1 білий слон | e3 чорний король · c1 білий кінь · e1 білий король · f1 білий слон | e3 чорний король · c1 білий кінь · e1 білий король · f1 білий слон | e3 чорний король · c1 білий кінь · e1 білий король · f1 білий слон | e3 чорний король · c1 білий кінь · e1 білий король · f1 білий слон | e3 чорний король · c1 білий кінь · e1 білий король · f1 білий слон | e3 чорний король · c1 білий кінь · e1 білий король · f1 білий слон | e3 чорний король · c1 білий кінь · e1 білий король · f1 білий слон | 2 |
| 1 | e3 чорний король · c1 білий кінь · e1 білий король · f1 білий слон | e3 чорний король · c1 білий кінь · e1 білий король · f1 білий слон | e3 чорний король · c1 білий кінь · e1 білий король · f1 білий слон | e3 чорний король · c1 білий кінь · e1 білий король · f1 білий слон | e3 чорний король · c1 білий кінь · e1 білий король · f1 білий слон | e3 чорний король · c1 білий кінь · e1 білий король · f1 білий слон | e3 чорний король · c1 білий кінь · e1 білий король · f1 білий слон | e3 чорний король · c1 білий кінь · e1 білий король · f1 білий слон | 1 |
|   | a                                                                  | b                                                                  | c                                                                  | d                                                                  | e                                                                  | f                                                                  | g                                                                  | h                                                                  |   |

Припустимо білі мають слона і коня. На першій стадії білі використовують свої фігури, щоб змусити короля чорних відійти на край шахівниці. Для цього існує чотири принципи:
1. Білі мають використати всі свої фігури, особливо короля, щоб створити стіну.
2. Мат можна форсувати лише якщо чорний король перебуває у куті того самого кольору, що й слон білих («правильний кут»), або ж поблизу нього.
3. Зазвичай чорного короля спочатку треба відігнати в «неправильний кут» (перша стадія), а потім у «правильний кут» (друга стадія).
4. Король слабшої сторони намагається бути подалі від краю шахівниці якомога довше, а якщо вже притиснутий до краю шахівниці, то намагається потрапити у «неправильний кут».

Тут наведений приклад виконання першої стадії від позиції на діаграмі.
1. Bg2 Kd4
2. Kd2 Ke5
3. Ke3 Kf5
4. Nd3 Закриваючи поле e5.
4… Kg5
5.Be4 Білі побудували стіну й будуть гнати чорного короля в кут (див. діаграму).
|   | a | b | c | d | e | f | g | h |   |
| 8 | d5 чорний хрестик · e5 чорний хрестик · f5 чорний хрестик · g5 чорний король · e4 білий слон · f4 чорний хрестик · d3 білий кінь · e3 білий король · f3 чорний хрестик | d5 чорний хрестик · e5 чорний хрестик · f5 чорний хрестик · g5 чорний король · e4 білий слон · f4 чорний хрестик · d3 білий кінь · e3 білий король · f3 чорний хрестик | d5 чорний хрестик · e5 чорний хрестик · f5 чорний хрестик · g5 чорний король · e4 білий слон · f4 чорний хрестик · d3 білий кінь · e3 білий король · f3 чорний хрестик | d5 чорний хрестик · e5 чорний хрестик · f5 чорний хрестик · g5 чорний король · e4 білий слон · f4 чорний хрестик · d3 білий кінь · e3 білий король · f3 чорний хрестик | d5 чорний хрестик · e5 чорний хрестик · f5 чорний хрестик · g5 чорний король · e4 білий слон · f4 чорний хрестик · d3 білий кінь · e3 білий король · f3 чорний хрестик | d5 чорний хрестик · e5 чорний хрестик · f5 чорний хрестик · g5 чорний король · e4 білий слон · f4 чорний хрестик · d3 білий кінь · e3 білий король · f3 чорний хрестик | d5 чорний хрестик · e5 чорний хрестик · f5 чорний хрестик · g5 чорний король · e4 білий слон · f4 чорний хрестик · d3 білий кінь · e3 білий король · f3 чорний хрестик | d5 чорний хрестик · e5 чорний хрестик · f5 чорний хрестик · g5 чорний король · e4 білий слон · f4 чорний хрестик · d3 білий кінь · e3 білий король · f3 чорний хрестик | 8 |
| 7 | d5 чорний хрестик · e5 чорний хрестик · f5 чорний хрестик · g5 чорний король · e4 білий слон · f4 чорний хрестик · d3 білий кінь · e3 білий король · f3 чорний хрестик | d5 чорний хрестик · e5 чорний хрестик · f5 чорний хрестик · g5 чорний король · e4 білий слон · f4 чорний хрестик · d3 білий кінь · e3 білий король · f3 чорний хрестик | d5 чорний хрестик · e5 чорний хрестик · f5 чорний хрестик · g5 чорний король · e4 білий слон · f4 чорний хрестик · d3 білий кінь · e3 білий король · f3 чорний хрестик | d5 чорний хрестик · e5 чорний хрестик · f5 чорний хрестик · g5 чорний король · e4 білий слон · f4 чорний хрестик · d3 білий кінь · e3 білий король · f3 чорний хрестик | d5 чорний хрестик · e5 чорний хрестик · f5 чорний хрестик · g5 чорний король · e4 білий слон · f4 чорний хрестик · d3 білий кінь · e3 білий король · f3 чорний хрестик | d5 чорний хрестик · e5 чорний хрестик · f5 чорний хрестик · g5 чорний король · e4 білий слон · f4 чорний хрестик · d3 білий кінь · e3 білий король · f3 чорний хрестик | d5 чорний хрестик · e5 чорний хрестик · f5 чорний хрестик · g5 чорний король · e4 білий слон · f4 чорний хрестик · d3 білий кінь · e3 білий король · f3 чорний хрестик | d5 чорний хрестик · e5 чорний хрестик · f5 чорний хрестик · g5 чорний король · e4 білий слон · f4 чорний хрестик · d3 білий кінь · e3 білий король · f3 чорний хрестик | 7 |
| 6 | d5 чорний хрестик · e5 чорний хрестик · f5 чорний хрестик · g5 чорний король · e4 білий слон · f4 чорний хрестик · d3 білий кінь · e3 білий король · f3 чорний хрестик | d5 чорний хрестик · e5 чорний хрестик · f5 чорний хрестик · g5 чорний король · e4 білий слон · f4 чорний хрестик · d3 білий кінь · e3 білий король · f3 чорний хрестик | d5 чорний хрестик · e5 чорний хрестик · f5 чорний хрестик · g5 чорний король · e4 білий слон · f4 чорний хрестик · d3 білий кінь · e3 білий король · f3 чорний хрестик | d5 чорний хрестик · e5 чорний хрестик · f5 чорний хрестик · g5 чорний король · e4 білий слон · f4 чорний хрестик · d3 білий кінь · e3 білий король · f3 чорний хрестик | d5 чорний хрестик · e5 чорний хрестик · f5 чорний хрестик · g5 чорний король · e4 білий слон · f4 чорний хрестик · d3 білий кінь · e3 білий король · f3 чорний хрестик | d5 чорний хрестик · e5 чорний хрестик · f5 чорний хрестик · g5 чорний король · e4 білий слон · f4 чорний хрестик · d3 білий кінь · e3 білий король · f3 чорний хрестик | d5 чорний хрестик · e5 чорний хрестик · f5 чорний хрестик · g5 чорний король · e4 білий слон · f4 чорний хрестик · d3 білий кінь · e3 білий король · f3 чорний хрестик | d5 чорний хрестик · e5 чорний хрестик · f5 чорний хрестик · g5 чорний король · e4 білий слон · f4 чорний хрестик · d3 білий кінь · e3 білий король · f3 чорний хрестик | 6 |
| 5 | d5 чорний хрестик · e5 чорний хрестик · f5 чорний хрестик · g5 чорний король · e4 білий слон · f4 чорний хрестик · d3 білий кінь · e3 білий король · f3 чорний хрестик | d5 чорний хрестик · e5 чорний хрестик · f5 чорний хрестик · g5 чорний король · e4 білий слон · f4 чорний хрестик · d3 білий кінь · e3 білий король · f3 чорний хрестик | d5 чорний хрестик · e5 чорний хрестик · f5 чорний хрестик · g5 чорний король · e4 білий слон · f4 чорний хрестик · d3 білий кінь · e3 білий король · f3 чорний хрестик | d5 чорний хрестик · e5 чорний хрестик · f5 чорний хрестик · g5 чорний король · e4 білий слон · f4 чорний хрестик · d3 білий кінь · e3 білий король · f3 чорний хрестик | d5 чорний хрестик · e5 чорний хрестик · f5 чорний хрестик · g5 чорний король · e4 білий слон · f4 чорний хрестик · d3 білий кінь · e3 білий король · f3 чорний хрестик | d5 чорний хрестик · e5 чорний хрестик · f5 чорний хрестик · g5 чорний король · e4 білий слон · f4 чорний хрестик · d3 білий кінь · e3 білий король · f3 чорний хрестик | d5 чорний хрестик · e5 чорний хрестик · f5 чорний хрестик · g5 чорний король · e4 білий слон · f4 чорний хрестик · d3 білий кінь · e3 білий король · f3 чорний хрестик | d5 чорний хрестик · e5 чорний хрестик · f5 чорний хрестик · g5 чорний король · e4 білий слон · f4 чорний хрестик · d3 білий кінь · e3 білий король · f3 чорний хрестик | 5 |
| 4 | d5 чорний хрестик · e5 чорний хрестик · f5 чорний хрестик · g5 чорний король · e4 білий слон · f4 чорний хрестик · d3 білий кінь · e3 білий король · f3 чорний хрестик | d5 чорний хрестик · e5 чорний хрестик · f5 чорний хрестик · g5 чорний король · e4 білий слон · f4 чорний хрестик · d3 білий кінь · e3 білий король · f3 чорний хрестик | d5 чорний хрестик · e5 чорний хрестик · f5 чорний хрестик · g5 чорний король · e4 білий слон · f4 чорний хрестик · d3 білий кінь · e3 білий король · f3 чорний хрестик | d5 чорний хрестик · e5 чорний хрестик · f5 чорний хрестик · g5 чорний король · e4 білий слон · f4 чорний хрестик · d3 білий кінь · e3 білий король · f3 чорний хрестик | d5 чорний хрестик · e5 чорний хрестик · f5 чорний хрестик · g5 чорний король · e4 білий слон · f4 чорний хрестик · d3 білий кінь · e3 білий король · f3 чорний хрестик | d5 чорний хрестик · e5 чорний хрестик · f5 чорний хрестик · g5 чорний король · e4 білий слон · f4 чорний хрестик · d3 білий кінь · e3 білий король · f3 чорний хрестик | d5 чорний хрестик · e5 чорний хрестик · f5 чорний хрестик · g5 чорний король · e4 білий слон · f4 чорний хрестик · d3 білий кінь · e3 білий король · f3 чорний хрестик | d5 чорний хрестик · e5 чорний хрестик · f5 чорний хрестик · g5 чорний король · e4 білий слон · f4 чорний хрестик · d3 білий кінь · e3 білий король · f3 чорний хрестик | 4 |
| 3 | d5 чорний хрестик · e5 чорний хрестик · f5 чорний хрестик · g5 чорний король · e4 білий слон · f4 чорний хрестик · d3 білий кінь · e3 білий король · f3 чорний хрестик | d5 чорний хрестик · e5 чорний хрестик · f5 чорний хрестик · g5 чорний король · e4 білий слон · f4 чорний хрестик · d3 білий кінь · e3 білий король · f3 чорний хрестик | d5 чорний хрестик · e5 чорний хрестик · f5 чорний хрестик · g5 чорний король · e4 білий слон · f4 чорний хрестик · d3 білий кінь · e3 білий король · f3 чорний хрестик | d5 чорний хрестик · e5 чорний хрестик · f5 чорний хрестик · g5 чорний король · e4 білий слон · f4 чорний хрестик · d3 білий кінь · e3 білий король · f3 чорний хрестик | d5 чорний хрестик · e5 чорний хрестик · f5 чорний хрестик · g5 чорний король · e4 білий слон · f4 чорний хрестик · d3 білий кінь · e3 білий король · f3 чорний хрестик | d5 чорний хрестик · e5 чорний хрестик · f5 чорний хрестик · g5 чорний король · e4 білий слон · f4 чорний хрестик · d3 білий кінь · e3 білий король · f3 чорний хрестик | d5 чорний хрестик · e5 чорний хрестик · f5 чорний хрестик · g5 чорний король · e4 білий слон · f4 чорний хрестик · d3 білий кінь · e3 білий король · f3 чорний хрестик | d5 чорний хрестик · e5 чорний хрестик · f5 чорний хрестик · g5 чорний король · e4 білий слон · f4 чорний хрестик · d3 білий кінь · e3 білий король · f3 чорний хрестик | 3 |
| 2 | d5 чорний хрестик · e5 чорний хрестик · f5 чорний хрестик · g5 чорний король · e4 білий слон · f4 чорний хрестик · d3 білий кінь · e3 білий король · f3 чорний хрестик | d5 чорний хрестик · e5 чорний хрестик · f5 чорний хрестик · g5 чорний король · e4 білий слон · f4 чорний хрестик · d3 білий кінь · e3 білий король · f3 чорний хрестик | d5 чорний хрестик · e5 чорний хрестик · f5 чорний хрестик · g5 чорний король · e4 білий слон · f4 чорний хрестик · d3 білий кінь · e3 білий король · f3 чорний хрестик | d5 чорний хрестик · e5 чорний хрестик · f5 чорний хрестик · g5 чорний король · e4 білий слон · f4 чорний хрестик · d3 білий кінь · e3 білий король · f3 чорний хрестик | d5 чорний хрестик · e5 чорний хрестик · f5 чорний хрестик · g5 чорний король · e4 білий слон · f4 чорний хрестик · d3 білий кінь · e3 білий король · f3 чорний хрестик | d5 чорний хрестик · e5 чорний хрестик · f5 чорний хрестик · g5 чорний король · e4 білий слон · f4 чорний хрестик · d3 білий кінь · e3 білий король · f3 чорний хрестик | d5 чорний хрестик · e5 чорний хрестик · f5 чорний хрестик · g5 чорний король · e4 білий слон · f4 чорний хрестик · d3 білий кінь · e3 білий король · f3 чорний хрестик | d5 чорний хрестик · e5 чорний хрестик · f5 чорний хрестик · g5 чорний король · e4 білий слон · f4 чорний хрестик · d3 білий кінь · e3 білий король · f3 чорний хрестик | 2 |
| 1 | d5 чорний хрестик · e5 чорний хрестик · f5 чорний хрестик · g5 чорний король · e4 білий слон · f4 чорний хрестик · d3 білий кінь · e3 білий король · f3 чорний хрестик | d5 чорний хрестик · e5 чорний хрестик · f5 чорний хрестик · g5 чорний король · e4 білий слон · f4 чорний хрестик · d3 білий кінь · e3 білий король · f3 чорний хрестик | d5 чорний хрестик · e5 чорний хрестик · f5 чорний хрестик · g5 чорний король · e4 білий слон · f4 чорний хрестик · d3 білий кінь · e3 білий король · f3 чорний хрестик | d5 чорний хрестик · e5 чорний хрестик · f5 чорний хрестик · g5 чорний король · e4 білий слон · f4 чорний хрестик · d3 білий кінь · e3 білий король · f3 чорний хрестик | d5 чорний хрестик · e5 чорний хрестик · f5 чорний хрестик · g5 чорний король · e4 білий слон · f4 чорний хрестик · d3 білий кінь · e3 білий король · f3 чорний хрестик | d5 чорний хрестик · e5 чорний хрестик · f5 чорний хрестик · g5 чорний король · e4 білий слон · f4 чорний хрестик · d3 білий кінь · e3 білий король · f3 чорний хрестик | d5 чорний хрестик · e5 чорний хрестик · f5 чорний хрестик · g5 чорний король · e4 білий слон · f4 чорний хрестик · d3 білий кінь · e3 білий король · f3 чорний хрестик | d5 чорний хрестик · e5 чорний хрестик · f5 чорний хрестик · g5 чорний король · e4 білий слон · f4 чорний хрестик · d3 білий кінь · e3 білий король · f3 чорний хрестик | 1 |
|   | a | b | c | d | e | f | g | h |   |

5… Kf6 Чорний король тепер занадто близько до кута h8.
6. Kd4 Ke6
7. Kc5 Ke7
8. Kd5 Чорний король тепер повинен вирішити куди йти, отже він вирішує прямувати у кут h8, у якому мат не можна форсувати.
8… Kf6
9. Kd6 Kf7
10. Ke5 Kg7!
11. Ke6 Kg8
12. Ne5! Централізуючи коня і готуючись форсувати чорного короля з кута h8.
12… Kf8
13. Kf6 Kg8
14. Nf7!
Не даючи чорному королеві втекти назад у кут h8. Тепер білі можуть форсувати короля у кут a8 («правильний кут» для мату) одним із методів, які наведені нижче, або схожими способами (Seirawan, 2003, с. 8—16).

### Друга стадія

#### Стандартний маневр «W»
Оскільки мат можна форсувати лише у куті того самого кольору, що колір слона («правильному куті»), то опонент, який про це знає, буде спочатку намагатись утримувати короля в центрі, а потім у «неправильному куті». Таким чином існують три стадії процесу матування (Müller та Lamprecht, 2001, с. 18):
1. Притиснути короля суперника до краю шахівниці використовуючи всі три фігури.
2. Змусити короля супротивника перейти із «неправильного кута» у «правильний кут», якщо необхідно.
3. Поставити мат.

Позиція на діаграмі праворуч зазвичай виникає коли перша стадія завершилась і король слабшої сторони прямує в «правильний кут». Зазвичай наводять такий метод форсувати його туди ((Müller та Lamprecht, 2001, с. 18), (Dvoretsky, 2006, с. 279)):
|   | a                                                                  | b                                                                  | c                                                                  | d                                                                  | e                                                                  | f                                                                  | g                                                                  | h                                                                  |   |
| 8 | h8 чорний король · f6 білий король · e5 білий кінь · d3 білий слон | h8 чорний король · f6 білий король · e5 білий кінь · d3 білий слон | h8 чорний король · f6 білий король · e5 білий кінь · d3 білий слон | h8 чорний король · f6 білий король · e5 білий кінь · d3 білий слон | h8 чорний король · f6 білий король · e5 білий кінь · d3 білий слон | h8 чорний король · f6 білий король · e5 білий кінь · d3 білий слон | h8 чорний король · f6 білий король · e5 білий кінь · d3 білий слон | h8 чорний король · f6 білий король · e5 білий кінь · d3 білий слон | 8 |
| 7 | h8 чорний король · f6 білий король · e5 білий кінь · d3 білий слон | h8 чорний король · f6 білий король · e5 білий кінь · d3 білий слон | h8 чорний король · f6 білий король · e5 білий кінь · d3 білий слон | h8 чорний король · f6 білий король · e5 білий кінь · d3 білий слон | h8 чорний король · f6 білий король · e5 білий кінь · d3 білий слон | h8 чорний король · f6 білий король · e5 білий кінь · d3 білий слон | h8 чорний король · f6 білий король · e5 білий кінь · d3 білий слон | h8 чорний король · f6 білий король · e5 білий кінь · d3 білий слон | 7 |
| 6 | h8 чорний король · f6 білий король · e5 білий кінь · d3 білий слон | h8 чорний король · f6 білий король · e5 білий кінь · d3 білий слон | h8 чорний король · f6 білий король · e5 білий кінь · d3 білий слон | h8 чорний король · f6 білий король · e5 білий кінь · d3 білий слон | h8 чорний король · f6 білий король · e5 білий кінь · d3 білий слон | h8 чорний король · f6 білий король · e5 білий кінь · d3 білий слон | h8 чорний король · f6 білий король · e5 білий кінь · d3 білий слон | h8 чорний король · f6 білий король · e5 білий кінь · d3 білий слон | 6 |
| 5 | h8 чорний король · f6 білий король · e5 білий кінь · d3 білий слон | h8 чорний король · f6 білий король · e5 білий кінь · d3 білий слон | h8 чорний король · f6 білий король · e5 білий кінь · d3 білий слон | h8 чорний король · f6 білий король · e5 білий кінь · d3 білий слон | h8 чорний король · f6 білий король · e5 білий кінь · d3 білий слон | h8 чорний король · f6 білий король · e5 білий кінь · d3 білий слон | h8 чорний король · f6 білий король · e5 білий кінь · d3 білий слон | h8 чорний король · f6 білий король · e5 білий кінь · d3 білий слон | 5 |
| 4 | h8 чорний король · f6 білий король · e5 білий кінь · d3 білий слон | h8 чорний король · f6 білий король · e5 білий кінь · d3 білий слон | h8 чорний король · f6 білий король · e5 білий кінь · d3 білий слон | h8 чорний король · f6 білий король · e5 білий кінь · d3 білий слон | h8 чорний король · f6 білий король · e5 білий кінь · d3 білий слон | h8 чорний король · f6 білий король · e5 білий кінь · d3 білий слон | h8 чорний король · f6 білий король · e5 білий кінь · d3 білий слон | h8 чорний король · f6 білий король · e5 білий кінь · d3 білий слон | 4 |
| 3 | h8 чорний король · f6 білий король · e5 білий кінь · d3 білий слон | h8 чорний король · f6 білий король · e5 білий кінь · d3 білий слон | h8 чорний король · f6 білий король · e5 білий кінь · d3 білий слон | h8 чорний король · f6 білий король · e5 білий кінь · d3 білий слон | h8 чорний король · f6 білий король · e5 білий кінь · d3 білий слон | h8 чорний король · f6 білий король · e5 білий кінь · d3 білий слон | h8 чорний король · f6 білий король · e5 білий кінь · d3 білий слон | h8 чорний король · f6 білий король · e5 білий кінь · d3 білий слон | 3 |
| 2 | h8 чорний король · f6 білий король · e5 білий кінь · d3 білий слон | h8 чорний король · f6 білий король · e5 білий кінь · d3 білий слон | h8 чорний король · f6 білий король · e5 білий кінь · d3 білий слон | h8 чорний король · f6 білий король · e5 білий кінь · d3 білий слон | h8 чорний король · f6 білий король · e5 білий кінь · d3 білий слон | h8 чорний король · f6 білий король · e5 білий кінь · d3 білий слон | h8 чорний король · f6 білий король · e5 білий кінь · d3 білий слон | h8 чорний король · f6 білий король · e5 білий кінь · d3 білий слон | 2 |
| 1 | h8 чорний король · f6 білий король · e5 білий кінь · d3 білий слон | h8 чорний король · f6 білий король · e5 білий кінь · d3 білий слон | h8 чорний король · f6 білий король · e5 білий кінь · d3 білий слон | h8 чорний король · f6 білий король · e5 білий кінь · d3 білий слон | h8 чорний король · f6 білий король · e5 білий кінь · d3 білий слон | h8 чорний король · f6 білий король · e5 білий кінь · d3 білий слон | h8 чорний король · f6 білий король · e5 білий кінь · d3 білий слон | h8 чорний король · f6 білий король · e5 білий кінь · d3 білий слон | 1 |
|   | a                                                                  | b                                                                  | c                                                                  | d                                                                  | e                                                                  | f                                                                  | g                                                                  | h                                                                  |   |

1.Nf7+
Перш за все білі змушують чорного короля покинути кут. Слон білих розміщений таким чином, що може захопити поле g8 впродовж наступних двох ходів.
1…Kg8 2.Bf5
Очікувальний хід, який змушує чорного короля відійти і дати можливість білим зіграти 3.Bh7, забираючи g8 у короля.
2…Kf8 3.Bh7 Ke8 4.Ne5
Ключем до успіху стандартного методу є рух конем Nf7-e5-d7-c5-b7, який утворює літеру «W». Тепер існує два можливих захисти:
Захист A: 4…Kf8 Чорні чіпляються за «безпечний» кут, але програють ще швидше.
5.Nd7+ Ke8 6.Ke6 Kd8 7.Kd6 Ke8 8.Bg6+ Kd8 9.Bf7 Kc8 10.Nc5 (продовжуючи маневр конем)
10…Kd8 11.Nb7+ Kc8 12.Kc6 Kb8 13.Kb6 (тепер король перебуває в правильній позиції) 13…Kc8 14.Be6+ Kb8 15.Bd7 (тепер король слабшої сторони ув'язнений у «правильному куті», де форсований мат можна поставити)
15…Ka8 16.Nc5 Kb8 17.Na6+ Ka8 18.Bc6#
Захист B: 4…Kd8 Король слабшої сторони намагається вибратися з оточення. Цей метод забирає більше ходів.
5.Ke6 Kc7 6.Nd7! Білий кінь продовжує маневр «W», навіть попри те, що чорний король тимчасово покинув останню горизонталь.
6…Kc6 7.Bd3!
|   | a | b | c | d | e | f | g | h |   |
| 8 | f8 чорний хрестик · c7 чорний король · d7 білий кінь · e7 чорний хрестик · f7 чорний хрестик · a6 чорний хрестик · b6 чорний хрестик · d6 чорний хрестик · e6 білий король · b5 чорний хрестик · c5 чорний хрестик · d5 чорний хрестик · d3 білий слон | f8 чорний хрестик · c7 чорний король · d7 білий кінь · e7 чорний хрестик · f7 чорний хрестик · a6 чорний хрестик · b6 чорний хрестик · d6 чорний хрестик · e6 білий король · b5 чорний хрестик · c5 чорний хрестик · d5 чорний хрестик · d3 білий слон | f8 чорний хрестик · c7 чорний король · d7 білий кінь · e7 чорний хрестик · f7 чорний хрестик · a6 чорний хрестик · b6 чорний хрестик · d6 чорний хрестик · e6 білий король · b5 чорний хрестик · c5 чорний хрестик · d5 чорний хрестик · d3 білий слон | f8 чорний хрестик · c7 чорний король · d7 білий кінь · e7 чорний хрестик · f7 чорний хрестик · a6 чорний хрестик · b6 чорний хрестик · d6 чорний хрестик · e6 білий король · b5 чорний хрестик · c5 чорний хрестик · d5 чорний хрестик · d3 білий слон | f8 чорний хрестик · c7 чорний король · d7 білий кінь · e7 чорний хрестик · f7 чорний хрестик · a6 чорний хрестик · b6 чорний хрестик · d6 чорний хрестик · e6 білий король · b5 чорний хрестик · c5 чорний хрестик · d5 чорний хрестик · d3 білий слон | f8 чорний хрестик · c7 чорний король · d7 білий кінь · e7 чорний хрестик · f7 чорний хрестик · a6 чорний хрестик · b6 чорний хрестик · d6 чорний хрестик · e6 білий король · b5 чорний хрестик · c5 чорний хрестик · d5 чорний хрестик · d3 білий слон | f8 чорний хрестик · c7 чорний король · d7 білий кінь · e7 чорний хрестик · f7 чорний хрестик · a6 чорний хрестик · b6 чорний хрестик · d6 чорний хрестик · e6 білий король · b5 чорний хрестик · c5 чорний хрестик · d5 чорний хрестик · d3 білий слон | f8 чорний хрестик · c7 чорний король · d7 білий кінь · e7 чорний хрестик · f7 чорний хрестик · a6 чорний хрестик · b6 чорний хрестик · d6 чорний хрестик · e6 білий король · b5 чорний хрестик · c5 чорний хрестик · d5 чорний хрестик · d3 білий слон | 8 |
| 7 | f8 чорний хрестик · c7 чорний король · d7 білий кінь · e7 чорний хрестик · f7 чорний хрестик · a6 чорний хрестик · b6 чорний хрестик · d6 чорний хрестик · e6 білий король · b5 чорний хрестик · c5 чорний хрестик · d5 чорний хрестик · d3 білий слон | f8 чорний хрестик · c7 чорний король · d7 білий кінь · e7 чорний хрестик · f7 чорний хрестик · a6 чорний хрестик · b6 чорний хрестик · d6 чорний хрестик · e6 білий король · b5 чорний хрестик · c5 чорний хрестик · d5 чорний хрестик · d3 білий слон | f8 чорний хрестик · c7 чорний король · d7 білий кінь · e7 чорний хрестик · f7 чорний хрестик · a6 чорний хрестик · b6 чорний хрестик · d6 чорний хрестик · e6 білий король · b5 чорний хрестик · c5 чорний хрестик · d5 чорний хрестик · d3 білий слон | f8 чорний хрестик · c7 чорний король · d7 білий кінь · e7 чорний хрестик · f7 чорний хрестик · a6 чорний хрестик · b6 чорний хрестик · d6 чорний хрестик · e6 білий король · b5 чорний хрестик · c5 чорний хрестик · d5 чорний хрестик · d3 білий слон | f8 чорний хрестик · c7 чорний король · d7 білий кінь · e7 чорний хрестик · f7 чорний хрестик · a6 чорний хрестик · b6 чорний хрестик · d6 чорний хрестик · e6 білий король · b5 чорний хрестик · c5 чорний хрестик · d5 чорний хрестик · d3 білий слон | f8 чорний хрестик · c7 чорний король · d7 білий кінь · e7 чорний хрестик · f7 чорний хрестик · a6 чорний хрестик · b6 чорний хрестик · d6 чорний хрестик · e6 білий король · b5 чорний хрестик · c5 чорний хрестик · d5 чорний хрестик · d3 білий слон | f8 чорний хрестик · c7 чорний король · d7 білий кінь · e7 чорний хрестик · f7 чорний хрестик · a6 чорний хрестик · b6 чорний хрестик · d6 чорний хрестик · e6 білий король · b5 чорний хрестик · c5 чорний хрестик · d5 чорний хрестик · d3 білий слон | f8 чорний хрестик · c7 чорний король · d7 білий кінь · e7 чорний хрестик · f7 чорний хрестик · a6 чорний хрестик · b6 чорний хрестик · d6 чорний хрестик · e6 білий король · b5 чорний хрестик · c5 чорний хрестик · d5 чорний хрестик · d3 білий слон | 7 |
| 6 | f8 чорний хрестик · c7 чорний король · d7 білий кінь · e7 чорний хрестик · f7 чорний хрестик · a6 чорний хрестик · b6 чорний хрестик · d6 чорний хрестик · e6 білий король · b5 чорний хрестик · c5 чорний хрестик · d5 чорний хрестик · d3 білий слон | f8 чорний хрестик · c7 чорний король · d7 білий кінь · e7 чорний хрестик · f7 чорний хрестик · a6 чорний хрестик · b6 чорний хрестик · d6 чорний хрестик · e6 білий король · b5 чорний хрестик · c5 чорний хрестик · d5 чорний хрестик · d3 білий слон | f8 чорний хрестик · c7 чорний король · d7 білий кінь · e7 чорний хрестик · f7 чорний хрестик · a6 чорний хрестик · b6 чорний хрестик · d6 чорний хрестик · e6 білий король · b5 чорний хрестик · c5 чорний хрестик · d5 чорний хрестик · d3 білий слон | f8 чорний хрестик · c7 чорний король · d7 білий кінь · e7 чорний хрестик · f7 чорний хрестик · a6 чорний хрестик · b6 чорний хрестик · d6 чорний хрестик · e6 білий король · b5 чорний хрестик · c5 чорний хрестик · d5 чорний хрестик · d3 білий слон | f8 чорний хрестик · c7 чорний король · d7 білий кінь · e7 чорний хрестик · f7 чорний хрестик · a6 чорний хрестик · b6 чорний хрестик · d6 чорний хрестик · e6 білий король · b5 чорний хрестик · c5 чорний хрестик · d5 чорний хрестик · d3 білий слон | f8 чорний хрестик · c7 чорний король · d7 білий кінь · e7 чорний хрестик · f7 чорний хрестик · a6 чорний хрестик · b6 чорний хрестик · d6 чорний хрестик · e6 білий король · b5 чорний хрестик · c5 чорний хрестик · d5 чорний хрестик · d3 білий слон | f8 чорний хрестик · c7 чорний король · d7 білий кінь · e7 чорний хрестик · f7 чорний хрестик · a6 чорний хрестик · b6 чорний хрестик · d6 чорний хрестик · e6 білий король · b5 чорний хрестик · c5 чорний хрестик · d5 чорний хрестик · d3 білий слон | f8 чорний хрестик · c7 чорний король · d7 білий кінь · e7 чорний хрестик · f7 чорний хрестик · a6 чорний хрестик · b6 чорний хрестик · d6 чорний хрестик · e6 білий король · b5 чорний хрестик · c5 чорний хрестик · d5 чорний хрестик · d3 білий слон | 6 |
| 5 | f8 чорний хрестик · c7 чорний король · d7 білий кінь · e7 чорний хрестик · f7 чорний хрестик · a6 чорний хрестик · b6 чорний хрестик · d6 чорний хрестик · e6 білий король · b5 чорний хрестик · c5 чорний хрестик · d5 чорний хрестик · d3 білий слон | f8 чорний хрестик · c7 чорний король · d7 білий кінь · e7 чорний хрестик · f7 чорний хрестик · a6 чорний хрестик · b6 чорний хрестик · d6 чорний хрестик · e6 білий король · b5 чорний хрестик · c5 чорний хрестик · d5 чорний хрестик · d3 білий слон | f8 чорний хрестик · c7 чорний король · d7 білий кінь · e7 чорний хрестик · f7 чорний хрестик · a6 чорний хрестик · b6 чорний хрестик · d6 чорний хрестик · e6 білий король · b5 чорний хрестик · c5 чорний хрестик · d5 чорний хрестик · d3 білий слон | f8 чорний хрестик · c7 чорний король · d7 білий кінь · e7 чорний хрестик · f7 чорний хрестик · a6 чорний хрестик · b6 чорний хрестик · d6 чорний хрестик · e6 білий король · b5 чорний хрестик · c5 чорний хрестик · d5 чорний хрестик · d3 білий слон | f8 чорний хрестик · c7 чорний король · d7 білий кінь · e7 чорний хрестик · f7 чорний хрестик · a6 чорний хрестик · b6 чорний хрестик · d6 чорний хрестик · e6 білий король · b5 чорний хрестик · c5 чорний хрестик · d5 чорний хрестик · d3 білий слон | f8 чорний хрестик · c7 чорний король · d7 білий кінь · e7 чорний хрестик · f7 чорний хрестик · a6 чорний хрестик · b6 чорний хрестик · d6 чорний хрестик · e6 білий король · b5 чорний хрестик · c5 чорний хрестик · d5 чорний хрестик · d3 білий слон | f8 чорний хрестик · c7 чорний король · d7 білий кінь · e7 чорний хрестик · f7 чорний хрестик · a6 чорний хрестик · b6 чорний хрестик · d6 чорний хрестик · e6 білий король · b5 чорний хрестик · c5 чорний хрестик · d5 чорний хрестик · d3 білий слон | f8 чорний хрестик · c7 чорний король · d7 білий кінь · e7 чорний хрестик · f7 чорний хрестик · a6 чорний хрестик · b6 чорний хрестик · d6 чорний хрестик · e6 білий король · b5 чорний хрестик · c5 чорний хрестик · d5 чорний хрестик · d3 білий слон | 5 |
| 4 | f8 чорний хрестик · c7 чорний король · d7 білий кінь · e7 чорний хрестик · f7 чорний хрестик · a6 чорний хрестик · b6 чорний хрестик · d6 чорний хрестик · e6 білий король · b5 чорний хрестик · c5 чорний хрестик · d5 чорний хрестик · d3 білий слон | f8 чорний хрестик · c7 чорний король · d7 білий кінь · e7 чорний хрестик · f7 чорний хрестик · a6 чорний хрестик · b6 чорний хрестик · d6 чорний хрестик · e6 білий король · b5 чорний хрестик · c5 чорний хрестик · d5 чорний хрестик · d3 білий слон | f8 чорний хрестик · c7 чорний король · d7 білий кінь · e7 чорний хрестик · f7 чорний хрестик · a6 чорний хрестик · b6 чорний хрестик · d6 чорний хрестик · e6 білий король · b5 чорний хрестик · c5 чорний хрестик · d5 чорний хрестик · d3 білий слон | f8 чорний хрестик · c7 чорний король · d7 білий кінь · e7 чорний хрестик · f7 чорний хрестик · a6 чорний хрестик · b6 чорний хрестик · d6 чорний хрестик · e6 білий король · b5 чорний хрестик · c5 чорний хрестик · d5 чорний хрестик · d3 білий слон | f8 чорний хрестик · c7 чорний король · d7 білий кінь · e7 чорний хрестик · f7 чорний хрестик · a6 чорний хрестик · b6 чорний хрестик · d6 чорний хрестик · e6 білий король · b5 чорний хрестик · c5 чорний хрестик · d5 чорний хрестик · d3 білий слон | f8 чорний хрестик · c7 чорний король · d7 білий кінь · e7 чорний хрестик · f7 чорний хрестик · a6 чорний хрестик · b6 чорний хрестик · d6 чорний хрестик · e6 білий король · b5 чорний хрестик · c5 чорний хрестик · d5 чорний хрестик · d3 білий слон | f8 чорний хрестик · c7 чорний король · d7 білий кінь · e7 чорний хрестик · f7 чорний хрестик · a6 чорний хрестик · b6 чорний хрестик · d6 чорний хрестик · e6 білий король · b5 чорний хрестик · c5 чорний хрестик · d5 чорний хрестик · d3 білий слон | f8 чорний хрестик · c7 чорний король · d7 білий кінь · e7 чорний хрестик · f7 чорний хрестик · a6 чорний хрестик · b6 чорний хрестик · d6 чорний хрестик · e6 білий король · b5 чорний хрестик · c5 чорний хрестик · d5 чорний хрестик · d3 білий слон | 4 |
| 3 | f8 чорний хрестик · c7 чорний король · d7 білий кінь · e7 чорний хрестик · f7 чорний хрестик · a6 чорний хрестик · b6 чорний хрестик · d6 чорний хрестик · e6 білий король · b5 чорний хрестик · c5 чорний хрестик · d5 чорний хрестик · d3 білий слон | f8 чорний хрестик · c7 чорний король · d7 білий кінь · e7 чорний хрестик · f7 чорний хрестик · a6 чорний хрестик · b6 чорний хрестик · d6 чорний хрестик · e6 білий король · b5 чорний хрестик · c5 чорний хрестик · d5 чорний хрестик · d3 білий слон | f8 чорний хрестик · c7 чорний король · d7 білий кінь · e7 чорний хрестик · f7 чорний хрестик · a6 чорний хрестик · b6 чорний хрестик · d6 чорний хрестик · e6 білий король · b5 чорний хрестик · c5 чорний хрестик · d5 чорний хрестик · d3 білий слон | f8 чорний хрестик · c7 чорний король · d7 білий кінь · e7 чорний хрестик · f7 чорний хрестик · a6 чорний хрестик · b6 чорний хрестик · d6 чорний хрестик · e6 білий король · b5 чорний хрестик · c5 чорний хрестик · d5 чорний хрестик · d3 білий слон | f8 чорний хрестик · c7 чорний король · d7 білий кінь · e7 чорний хрестик · f7 чорний хрестик · a6 чорний хрестик · b6 чорний хрестик · d6 чорний хрестик · e6 білий король · b5 чорний хрестик · c5 чорний хрестик · d5 чорний хрестик · d3 білий слон | f8 чорний хрестик · c7 чорний король · d7 білий кінь · e7 чорний хрестик · f7 чорний хрестик · a6 чорний хрестик · b6 чорний хрестик · d6 чорний хрестик · e6 білий король · b5 чорний хрестик · c5 чорний хрестик · d5 чорний хрестик · d3 білий слон | f8 чорний хрестик · c7 чорний король · d7 білий кінь · e7 чорний хрестик · f7 чорний хрестик · a6 чорний хрестик · b6 чорний хрестик · d6 чорний хрестик · e6 білий король · b5 чорний хрестик · c5 чорний хрестик · d5 чорний хрестик · d3 білий слон | f8 чорний хрестик · c7 чорний король · d7 білий кінь · e7 чорний хрестик · f7 чорний хрестик · a6 чорний хрестик · b6 чорний хрестик · d6 чорний хрестик · e6 білий король · b5 чорний хрестик · c5 чорний хрестик · d5 чорний хрестик · d3 білий слон | 3 |
| 2 | f8 чорний хрестик · c7 чорний король · d7 білий кінь · e7 чорний хрестик · f7 чорний хрестик · a6 чорний хрестик · b6 чорний хрестик · d6 чорний хрестик · e6 білий король · b5 чорний хрестик · c5 чорний хрестик · d5 чорний хрестик · d3 білий слон | f8 чорний хрестик · c7 чорний король · d7 білий кінь · e7 чорний хрестик · f7 чорний хрестик · a6 чорний хрестик · b6 чорний хрестик · d6 чорний хрестик · e6 білий король · b5 чорний хрестик · c5 чорний хрестик · d5 чорний хрестик · d3 білий слон | f8 чорний хрестик · c7 чорний король · d7 білий кінь · e7 чорний хрестик · f7 чорний хрестик · a6 чорний хрестик · b6 чорний хрестик · d6 чорний хрестик · e6 білий король · b5 чорний хрестик · c5 чорний хрестик · d5 чорний хрестик · d3 білий слон | f8 чорний хрестик · c7 чорний король · d7 білий кінь · e7 чорний хрестик · f7 чорний хрестик · a6 чорний хрестик · b6 чорний хрестик · d6 чорний хрестик · e6 білий король · b5 чорний хрестик · c5 чорний хрестик · d5 чорний хрестик · d3 білий слон | f8 чорний хрестик · c7 чорний король · d7 білий кінь · e7 чорний хрестик · f7 чорний хрестик · a6 чорний хрестик · b6 чорний хрестик · d6 чорний хрестик · e6 білий король · b5 чорний хрестик · c5 чорний хрестик · d5 чорний хрестик · d3 білий слон | f8 чорний хрестик · c7 чорний король · d7 білий кінь · e7 чорний хрестик · f7 чорний хрестик · a6 чорний хрестик · b6 чорний хрестик · d6 чорний хрестик · e6 білий король · b5 чорний хрестик · c5 чорний хрестик · d5 чорний хрестик · d3 білий слон | f8 чорний хрестик · c7 чорний король · d7 білий кінь · e7 чорний хрестик · f7 чорний хрестик · a6 чорний хрестик · b6 чорний хрестик · d6 чорний хрестик · e6 білий король · b5 чорний хрестик · c5 чорний хрестик · d5 чорний хрестик · d3 білий слон | f8 чорний хрестик · c7 чорний король · d7 білий кінь · e7 чорний хрестик · f7 чорний хрестик · a6 чорний хрестик · b6 чорний хрестик · d6 чорний хрестик · e6 білий король · b5 чорний хрестик · c5 чорний хрестик · d5 чорний хрестик · d3 білий слон | 2 |
| 1 | f8 чорний хрестик · c7 чорний король · d7 білий кінь · e7 чорний хрестик · f7 чорний хрестик · a6 чорний хрестик · b6 чорний хрестик · d6 чорний хрестик · e6 білий король · b5 чорний хрестик · c5 чорний хрестик · d5 чорний хрестик · d3 білий слон | f8 чорний хрестик · c7 чорний король · d7 білий кінь · e7 чорний хрестик · f7 чорний хрестик · a6 чорний хрестик · b6 чорний хрестик · d6 чорний хрестик · e6 білий король · b5 чорний хрестик · c5 чорний хрестик · d5 чорний хрестик · d3 білий слон | f8 чорний хрестик · c7 чорний король · d7 білий кінь · e7 чорний хрестик · f7 чорний хрестик · a6 чорний хрестик · b6 чорний хрестик · d6 чорний хрестик · e6 білий король · b5 чорний хрестик · c5 чорний хрестик · d5 чорний хрестик · d3 білий слон | f8 чорний хрестик · c7 чорний король · d7 білий кінь · e7 чорний хрестик · f7 чорний хрестик · a6 чорний хрестик · b6 чорний хрестик · d6 чорний хрестик · e6 білий король · b5 чорний хрестик · c5 чорний хрестик · d5 чорний хрестик · d3 білий слон | f8 чорний хрестик · c7 чорний король · d7 білий кінь · e7 чорний хрестик · f7 чорний хрестик · a6 чорний хрестик · b6 чорний хрестик · d6 чорний хрестик · e6 білий король · b5 чорний хрестик · c5 чорний хрестик · d5 чорний хрестик · d3 білий слон | f8 чорний хрестик · c7 чорний король · d7 білий кінь · e7 чорний хрестик · f7 чорний хрестик · a6 чорний хрестик · b6 чорний хрестик · d6 чорний хрестик · e6 білий король · b5 чорний хрестик · c5 чорний хрестик · d5 чорний хрестик · d3 білий слон | f8 чорний хрестик · c7 чорний король · d7 білий кінь · e7 чорний хрестик · f7 чорний хрестик · a6 чорний хрестик · b6 чорний хрестик · d6 чорний хрестик · e6 білий король · b5 чорний хрестик · c5 чорний хрестик · d5 чорний хрестик · d3 білий слон | f8 чорний хрестик · c7 чорний король · d7 білий кінь · e7 чорний хрестик · f7 чорний хрестик · a6 чорний хрестик · b6 чорний хрестик · d6 чорний хрестик · e6 білий король · b5 чорний хрестик · c5 чорний хрестик · d5 чорний хрестик · d3 білий слон | 1 |
|   | a | b | c | d | e | f | g | h |   |

Чорний король тепер прикутий до «правильного кута». Периметр, який обмежує його рух — a6, b6, b5, c5, d5, d6, d7, e7, f7, f8. Наступні ходи білих ще більше звужують цю область. Bb5 віднімає в короля c6; переміщення коня на d5 (через f6) віднімає d7 (потім e8 слоном).
7…Kc7
Після цього можливі два продовження.
Продовження маневру W

Одним із можливих шляхів після сьомого ходу чорних є продовжувати маневр коня «W» через c5 і b7 Müller & Lamprecht (2001:19). Виходить послідовність 8.Be4 Kd8 9.Kd6 Ke8 10.Bg6+ Kd8 11.Bf7 Kc8 12.Nc5 Kd8 13.Nb7+ Kc8 14.Kc6 Kb8 15.Kb6 Kc8 16.Be6+ Kb8 17.Nc5 Ka8 18.Bd7 Kb8 19.Na6+ Ka8 20.Bc6# (перша діаграма мату).
Другий трикутник Делетана

|   | a | b | c | d | e | f | g | h |   |
| 8 | d8 чорний король · e8 чорний хрестик · c7 чорний хрестик · d7 чорний хрестик · e7 чорний хрестик · a6 чорний хрестик · b6 чорний хрестик · c6 чорний хрестик · e6 білий король · b5 білий слон · d5 білий кінь | d8 чорний король · e8 чорний хрестик · c7 чорний хрестик · d7 чорний хрестик · e7 чорний хрестик · a6 чорний хрестик · b6 чорний хрестик · c6 чорний хрестик · e6 білий король · b5 білий слон · d5 білий кінь | d8 чорний король · e8 чорний хрестик · c7 чорний хрестик · d7 чорний хрестик · e7 чорний хрестик · a6 чорний хрестик · b6 чорний хрестик · c6 чорний хрестик · e6 білий король · b5 білий слон · d5 білий кінь | d8 чорний король · e8 чорний хрестик · c7 чорний хрестик · d7 чорний хрестик · e7 чорний хрестик · a6 чорний хрестик · b6 чорний хрестик · c6 чорний хрестик · e6 білий король · b5 білий слон · d5 білий кінь | d8 чорний король · e8 чорний хрестик · c7 чорний хрестик · d7 чорний хрестик · e7 чорний хрестик · a6 чорний хрестик · b6 чорний хрестик · c6 чорний хрестик · e6 білий король · b5 білий слон · d5 білий кінь | d8 чорний король · e8 чорний хрестик · c7 чорний хрестик · d7 чорний хрестик · e7 чорний хрестик · a6 чорний хрестик · b6 чорний хрестик · c6 чорний хрестик · e6 білий король · b5 білий слон · d5 білий кінь | d8 чорний король · e8 чорний хрестик · c7 чорний хрестик · d7 чорний хрестик · e7 чорний хрестик · a6 чорний хрестик · b6 чорний хрестик · c6 чорний хрестик · e6 білий король · b5 білий слон · d5 білий кінь | d8 чорний король · e8 чорний хрестик · c7 чорний хрестик · d7 чорний хрестик · e7 чорний хрестик · a6 чорний хрестик · b6 чорний хрестик · c6 чорний хрестик · e6 білий король · b5 білий слон · d5 білий кінь | 8 |
| 7 | d8 чорний король · e8 чорний хрестик · c7 чорний хрестик · d7 чорний хрестик · e7 чорний хрестик · a6 чорний хрестик · b6 чорний хрестик · c6 чорний хрестик · e6 білий король · b5 білий слон · d5 білий кінь | d8 чорний король · e8 чорний хрестик · c7 чорний хрестик · d7 чорний хрестик · e7 чорний хрестик · a6 чорний хрестик · b6 чорний хрестик · c6 чорний хрестик · e6 білий король · b5 білий слон · d5 білий кінь | d8 чорний король · e8 чорний хрестик · c7 чорний хрестик · d7 чорний хрестик · e7 чорний хрестик · a6 чорний хрестик · b6 чорний хрестик · c6 чорний хрестик · e6 білий король · b5 білий слон · d5 білий кінь | d8 чорний король · e8 чорний хрестик · c7 чорний хрестик · d7 чорний хрестик · e7 чорний хрестик · a6 чорний хрестик · b6 чорний хрестик · c6 чорний хрестик · e6 білий король · b5 білий слон · d5 білий кінь | d8 чорний король · e8 чорний хрестик · c7 чорний хрестик · d7 чорний хрестик · e7 чорний хрестик · a6 чорний хрестик · b6 чорний хрестик · c6 чорний хрестик · e6 білий король · b5 білий слон · d5 білий кінь | d8 чорний король · e8 чорний хрестик · c7 чорний хрестик · d7 чорний хрестик · e7 чорний хрестик · a6 чорний хрестик · b6 чорний хрестик · c6 чорний хрестик · e6 білий король · b5 білий слон · d5 білий кінь | d8 чорний король · e8 чорний хрестик · c7 чорний хрестик · d7 чорний хрестик · e7 чорний хрестик · a6 чорний хрестик · b6 чорний хрестик · c6 чорний хрестик · e6 білий король · b5 білий слон · d5 білий кінь | d8 чорний король · e8 чорний хрестик · c7 чорний хрестик · d7 чорний хрестик · e7 чорний хрестик · a6 чорний хрестик · b6 чорний хрестик · c6 чорний хрестик · e6 білий король · b5 білий слон · d5 білий кінь | 7 |
| 6 | d8 чорний король · e8 чорний хрестик · c7 чорний хрестик · d7 чорний хрестик · e7 чорний хрестик · a6 чорний хрестик · b6 чорний хрестик · c6 чорний хрестик · e6 білий король · b5 білий слон · d5 білий кінь | d8 чорний король · e8 чорний хрестик · c7 чорний хрестик · d7 чорний хрестик · e7 чорний хрестик · a6 чорний хрестик · b6 чорний хрестик · c6 чорний хрестик · e6 білий король · b5 білий слон · d5 білий кінь | d8 чорний король · e8 чорний хрестик · c7 чорний хрестик · d7 чорний хрестик · e7 чорний хрестик · a6 чорний хрестик · b6 чорний хрестик · c6 чорний хрестик · e6 білий король · b5 білий слон · d5 білий кінь | d8 чорний король · e8 чорний хрестик · c7 чорний хрестик · d7 чорний хрестик · e7 чорний хрестик · a6 чорний хрестик · b6 чорний хрестик · c6 чорний хрестик · e6 білий король · b5 білий слон · d5 білий кінь | d8 чорний король · e8 чорний хрестик · c7 чорний хрестик · d7 чорний хрестик · e7 чорний хрестик · a6 чорний хрестик · b6 чорний хрестик · c6 чорний хрестик · e6 білий король · b5 білий слон · d5 білий кінь | d8 чорний король · e8 чорний хрестик · c7 чорний хрестик · d7 чорний хрестик · e7 чорний хрестик · a6 чорний хрестик · b6 чорний хрестик · c6 чорний хрестик · e6 білий король · b5 білий слон · d5 білий кінь | d8 чорний король · e8 чорний хрестик · c7 чорний хрестик · d7 чорний хрестик · e7 чорний хрестик · a6 чорний хрестик · b6 чорний хрестик · c6 чорний хрестик · e6 білий король · b5 білий слон · d5 білий кінь | d8 чорний король · e8 чорний хрестик · c7 чорний хрестик · d7 чорний хрестик · e7 чорний хрестик · a6 чорний хрестик · b6 чорний хрестик · c6 чорний хрестик · e6 білий король · b5 білий слон · d5 білий кінь | 6 |
| 5 | d8 чорний король · e8 чорний хрестик · c7 чорний хрестик · d7 чорний хрестик · e7 чорний хрестик · a6 чорний хрестик · b6 чорний хрестик · c6 чорний хрестик · e6 білий король · b5 білий слон · d5 білий кінь | d8 чорний король · e8 чорний хрестик · c7 чорний хрестик · d7 чорний хрестик · e7 чорний хрестик · a6 чорний хрестик · b6 чорний хрестик · c6 чорний хрестик · e6 білий король · b5 білий слон · d5 білий кінь | d8 чорний король · e8 чорний хрестик · c7 чорний хрестик · d7 чорний хрестик · e7 чорний хрестик · a6 чорний хрестик · b6 чорний хрестик · c6 чорний хрестик · e6 білий король · b5 білий слон · d5 білий кінь | d8 чорний король · e8 чорний хрестик · c7 чорний хрестик · d7 чорний хрестик · e7 чорний хрестик · a6 чорний хрестик · b6 чорний хрестик · c6 чорний хрестик · e6 білий король · b5 білий слон · d5 білий кінь | d8 чорний король · e8 чорний хрестик · c7 чорний хрестик · d7 чорний хрестик · e7 чорний хрестик · a6 чорний хрестик · b6 чорний хрестик · c6 чорний хрестик · e6 білий король · b5 білий слон · d5 білий кінь | d8 чорний король · e8 чорний хрестик · c7 чорний хрестик · d7 чорний хрестик · e7 чорний хрестик · a6 чорний хрестик · b6 чорний хрестик · c6 чорний хрестик · e6 білий король · b5 білий слон · d5 білий кінь | d8 чорний король · e8 чорний хрестик · c7 чорний хрестик · d7 чорний хрестик · e7 чорний хрестик · a6 чорний хрестик · b6 чорний хрестик · c6 чорний хрестик · e6 білий король · b5 білий слон · d5 білий кінь | d8 чорний король · e8 чорний хрестик · c7 чорний хрестик · d7 чорний хрестик · e7 чорний хрестик · a6 чорний хрестик · b6 чорний хрестик · c6 чорний хрестик · e6 білий король · b5 білий слон · d5 білий кінь | 5 |
| 4 | d8 чорний король · e8 чорний хрестик · c7 чорний хрестик · d7 чорний хрестик · e7 чорний хрестик · a6 чорний хрестик · b6 чорний хрестик · c6 чорний хрестик · e6 білий король · b5 білий слон · d5 білий кінь | d8 чорний король · e8 чорний хрестик · c7 чорний хрестик · d7 чорний хрестик · e7 чорний хрестик · a6 чорний хрестик · b6 чорний хрестик · c6 чорний хрестик · e6 білий король · b5 білий слон · d5 білий кінь | d8 чорний король · e8 чорний хрестик · c7 чорний хрестик · d7 чорний хрестик · e7 чорний хрестик · a6 чорний хрестик · b6 чорний хрестик · c6 чорний хрестик · e6 білий король · b5 білий слон · d5 білий кінь | d8 чорний король · e8 чорний хрестик · c7 чорний хрестик · d7 чорний хрестик · e7 чорний хрестик · a6 чорний хрестик · b6 чорний хрестик · c6 чорний хрестик · e6 білий король · b5 білий слон · d5 білий кінь | d8 чорний король · e8 чорний хрестик · c7 чорний хрестик · d7 чорний хрестик · e7 чорний хрестик · a6 чорний хрестик · b6 чорний хрестик · c6 чорний хрестик · e6 білий король · b5 білий слон · d5 білий кінь | d8 чорний король · e8 чорний хрестик · c7 чорний хрестик · d7 чорний хрестик · e7 чорний хрестик · a6 чорний хрестик · b6 чорний хрестик · c6 чорний хрестик · e6 білий король · b5 білий слон · d5 білий кінь | d8 чорний король · e8 чорний хрестик · c7 чорний хрестик · d7 чорний хрестик · e7 чорний хрестик · a6 чорний хрестик · b6 чорний хрестик · c6 чорний хрестик · e6 білий король · b5 білий слон · d5 білий кінь | d8 чорний король · e8 чорний хрестик · c7 чорний хрестик · d7 чорний хрестик · e7 чорний хрестик · a6 чорний хрестик · b6 чорний хрестик · c6 чорний хрестик · e6 білий король · b5 білий слон · d5 білий кінь | 4 |
| 3 | d8 чорний король · e8 чорний хрестик · c7 чорний хрестик · d7 чорний хрестик · e7 чорний хрестик · a6 чорний хрестик · b6 чорний хрестик · c6 чорний хрестик · e6 білий король · b5 білий слон · d5 білий кінь | d8 чорний король · e8 чорний хрестик · c7 чорний хрестик · d7 чорний хрестик · e7 чорний хрестик · a6 чорний хрестик · b6 чорний хрестик · c6 чорний хрестик · e6 білий король · b5 білий слон · d5 білий кінь | d8 чорний король · e8 чорний хрестик · c7 чорний хрестик · d7 чорний хрестик · e7 чорний хрестик · a6 чорний хрестик · b6 чорний хрестик · c6 чорний хрестик · e6 білий король · b5 білий слон · d5 білий кінь | d8 чорний король · e8 чорний хрестик · c7 чорний хрестик · d7 чорний хрестик · e7 чорний хрестик · a6 чорний хрестик · b6 чорний хрестик · c6 чорний хрестик · e6 білий король · b5 білий слон · d5 білий кінь | d8 чорний король · e8 чорний хрестик · c7 чорний хрестик · d7 чорний хрестик · e7 чорний хрестик · a6 чорний хрестик · b6 чорний хрестик · c6 чорний хрестик · e6 білий король · b5 білий слон · d5 білий кінь | d8 чорний король · e8 чорний хрестик · c7 чорний хрестик · d7 чорний хрестик · e7 чорний хрестик · a6 чорний хрестик · b6 чорний хрестик · c6 чорний хрестик · e6 білий король · b5 білий слон · d5 білий кінь | d8 чорний король · e8 чорний хрестик · c7 чорний хрестик · d7 чорний хрестик · e7 чорний хрестик · a6 чорний хрестик · b6 чорний хрестик · c6 чорний хрестик · e6 білий король · b5 білий слон · d5 білий кінь | d8 чорний король · e8 чорний хрестик · c7 чорний хрестик · d7 чорний хрестик · e7 чорний хрестик · a6 чорний хрестик · b6 чорний хрестик · c6 чорний хрестик · e6 білий король · b5 білий слон · d5 білий кінь | 3 |
| 2 | d8 чорний король · e8 чорний хрестик · c7 чорний хрестик · d7 чорний хрестик · e7 чорний хрестик · a6 чорний хрестик · b6 чорний хрестик · c6 чорний хрестик · e6 білий король · b5 білий слон · d5 білий кінь | d8 чорний король · e8 чорний хрестик · c7 чорний хрестик · d7 чорний хрестик · e7 чорний хрестик · a6 чорний хрестик · b6 чорний хрестик · c6 чорний хрестик · e6 білий король · b5 білий слон · d5 білий кінь | d8 чорний король · e8 чорний хрестик · c7 чорний хрестик · d7 чорний хрестик · e7 чорний хрестик · a6 чорний хрестик · b6 чорний хрестик · c6 чорний хрестик · e6 білий король · b5 білий слон · d5 білий кінь | d8 чорний король · e8 чорний хрестик · c7 чорний хрестик · d7 чорний хрестик · e7 чорний хрестик · a6 чорний хрестик · b6 чорний хрестик · c6 чорний хрестик · e6 білий король · b5 білий слон · d5 білий кінь | d8 чорний король · e8 чорний хрестик · c7 чорний хрестик · d7 чорний хрестик · e7 чорний хрестик · a6 чорний хрестик · b6 чорний хрестик · c6 чорний хрестик · e6 білий король · b5 білий слон · d5 білий кінь | d8 чорний король · e8 чорний хрестик · c7 чорний хрестик · d7 чорний хрестик · e7 чорний хрестик · a6 чорний хрестик · b6 чорний хрестик · c6 чорний хрестик · e6 білий король · b5 білий слон · d5 білий кінь | d8 чорний король · e8 чорний хрестик · c7 чорний хрестик · d7 чорний хрестик · e7 чорний хрестик · a6 чорний хрестик · b6 чорний хрестик · c6 чорний хрестик · e6 білий король · b5 білий слон · d5 білий кінь | d8 чорний король · e8 чорний хрестик · c7 чорний хрестик · d7 чорний хрестик · e7 чорний хрестик · a6 чорний хрестик · b6 чорний хрестик · c6 чорний хрестик · e6 білий король · b5 білий слон · d5 білий кінь | 2 |
| 1 | d8 чорний король · e8 чорний хрестик · c7 чорний хрестик · d7 чорний хрестик · e7 чорний хрестик · a6 чорний хрестик · b6 чорний хрестик · c6 чорний хрестик · e6 білий король · b5 білий слон · d5 білий кінь | d8 чорний король · e8 чорний хрестик · c7 чорний хрестик · d7 чорний хрестик · e7 чорний хрестик · a6 чорний хрестик · b6 чорний хрестик · c6 чорний хрестик · e6 білий король · b5 білий слон · d5 білий кінь | d8 чорний король · e8 чорний хрестик · c7 чорний хрестик · d7 чорний хрестик · e7 чорний хрестик · a6 чорний хрестик · b6 чорний хрестик · c6 чорний хрестик · e6 білий король · b5 білий слон · d5 білий кінь | d8 чорний король · e8 чорний хрестик · c7 чорний хрестик · d7 чорний хрестик · e7 чорний хрестик · a6 чорний хрестик · b6 чорний хрестик · c6 чорний хрестик · e6 білий король · b5 білий слон · d5 білий кінь | d8 чорний король · e8 чорний хрестик · c7 чорний хрестик · d7 чорний хрестик · e7 чорний хрестик · a6 чорний хрестик · b6 чорний хрестик · c6 чорний хрестик · e6 білий король · b5 білий слон · d5 білий кінь | d8 чорний король · e8 чорний хрестик · c7 чорний хрестик · d7 чорний хрестик · e7 чорний хрестик · a6 чорний хрестик · b6 чорний хрестик · c6 чорний хрестик · e6 білий король · b5 білий слон · d5 білий кінь | d8 чорний король · e8 чорний хрестик · c7 чорний хрестик · d7 чорний хрестик · e7 чорний хрестик · a6 чорний хрестик · b6 чорний хрестик · c6 чорний хрестик · e6 білий король · b5 білий слон · d5 білий кінь | d8 чорний король · e8 чорний хрестик · c7 чорний хрестик · d7 чорний хрестик · e7 чорний хрестик · a6 чорний хрестик · b6 чорний хрестик · c6 чорний хрестик · e6 білий король · b5 білий слон · d5 білий кінь | 1 |
|   | a | b | c | d | e | f | g | h |   |

Як альтернативу після сьомого ходу чорних Дворецький Dvoretsky (2006:279) наводить варіант 8.Bb5 Kd8 9.Nf6 Kc7 10.Nd5+ Kd8, який призводить до цієї позиції. Таке положення слона і коня є дуже важливою позицією (праворуч), до якої можна прийти і у випадку, якщо король слабшої сторони не прямує в «неправильний кут» (також має назву Другий трикутник Делетана). Тепер 11.Kf7 Kc8 12.Ke7 Kb7 (12…Kb8 13.Ba6! Ka7 14.Bc8 Kb8 15.Kd7 як в головному варіанті) 13.Kd7 Kb8 (13…Ka7 14.Kc7 Ka8 15.Ne7 Ka7 16.Nc8+ Ka8 17.Bc6#; 13…Ka8 14.Kc8 Ka7 15.Kc7 лише на хід повільніше) 14.Ba6! (або Третій трикутник Делетана) 14…Ka7 15.Bc8 Kb8 16.Kd8 Ka8 (16…Ka7 17.Kc7 Ka8 18.Ne7 Ka7 19.Nc6+ Ka8 20.Bb7#) 17.Kc7 Ka7 18.Ne7 Ka8 19.Bb7+ Ka7 20.Nc6# (друга діаграма мату)

#### Метод трикутників Делетана
Метод трикутників Делетана полягає в тому, що короля поступово обмежують всередині все менших ділянок. На першому наборі з трьох діаграм король обмежений всередині позначеної ділянки, яка також містить кут, у якому ставиться мат. Король не може покинути цю ділянку і не може атакувати слона або коня. Друга з трьох діаграм показує трикутники і яким чином слон контролює гіпотенузу трикутника (Pandolfini, 2009, с. 48ff).
|   | a | b | c | d | e | f | g | h |   |
| 8 | d8 чорний хрестик · c7 білий слон · d7 чорний хрестик · d6 чорний хрестик · e6 чорний хрестик · c5 білий кінь · e5 чорний хрестик · e4 чорний хрестик · f4 чорний хрестик · g4 чорний король · f3 чорний хрестик · g3 чорний хрестик · h3 чорний хрестик · g2 білий король | d8 чорний хрестик · c7 білий слон · d7 чорний хрестик · d6 чорний хрестик · e6 чорний хрестик · c5 білий кінь · e5 чорний хрестик · e4 чорний хрестик · f4 чорний хрестик · g4 чорний король · f3 чорний хрестик · g3 чорний хрестик · h3 чорний хрестик · g2 білий король | d8 чорний хрестик · c7 білий слон · d7 чорний хрестик · d6 чорний хрестик · e6 чорний хрестик · c5 білий кінь · e5 чорний хрестик · e4 чорний хрестик · f4 чорний хрестик · g4 чорний король · f3 чорний хрестик · g3 чорний хрестик · h3 чорний хрестик · g2 білий король | d8 чорний хрестик · c7 білий слон · d7 чорний хрестик · d6 чорний хрестик · e6 чорний хрестик · c5 білий кінь · e5 чорний хрестик · e4 чорний хрестик · f4 чорний хрестик · g4 чорний король · f3 чорний хрестик · g3 чорний хрестик · h3 чорний хрестик · g2 білий король | d8 чорний хрестик · c7 білий слон · d7 чорний хрестик · d6 чорний хрестик · e6 чорний хрестик · c5 білий кінь · e5 чорний хрестик · e4 чорний хрестик · f4 чорний хрестик · g4 чорний король · f3 чорний хрестик · g3 чорний хрестик · h3 чорний хрестик · g2 білий король | d8 чорний хрестик · c7 білий слон · d7 чорний хрестик · d6 чорний хрестик · e6 чорний хрестик · c5 білий кінь · e5 чорний хрестик · e4 чорний хрестик · f4 чорний хрестик · g4 чорний король · f3 чорний хрестик · g3 чорний хрестик · h3 чорний хрестик · g2 білий король | d8 чорний хрестик · c7 білий слон · d7 чорний хрестик · d6 чорний хрестик · e6 чорний хрестик · c5 білий кінь · e5 чорний хрестик · e4 чорний хрестик · f4 чорний хрестик · g4 чорний король · f3 чорний хрестик · g3 чорний хрестик · h3 чорний хрестик · g2 білий король | d8 чорний хрестик · c7 білий слон · d7 чорний хрестик · d6 чорний хрестик · e6 чорний хрестик · c5 білий кінь · e5 чорний хрестик · e4 чорний хрестик · f4 чорний хрестик · g4 чорний король · f3 чорний хрестик · g3 чорний хрестик · h3 чорний хрестик · g2 білий король | 8 |
| 7 | d8 чорний хрестик · c7 білий слон · d7 чорний хрестик · d6 чорний хрестик · e6 чорний хрестик · c5 білий кінь · e5 чорний хрестик · e4 чорний хрестик · f4 чорний хрестик · g4 чорний король · f3 чорний хрестик · g3 чорний хрестик · h3 чорний хрестик · g2 білий король | d8 чорний хрестик · c7 білий слон · d7 чорний хрестик · d6 чорний хрестик · e6 чорний хрестик · c5 білий кінь · e5 чорний хрестик · e4 чорний хрестик · f4 чорний хрестик · g4 чорний король · f3 чорний хрестик · g3 чорний хрестик · h3 чорний хрестик · g2 білий король | d8 чорний хрестик · c7 білий слон · d7 чорний хрестик · d6 чорний хрестик · e6 чорний хрестик · c5 білий кінь · e5 чорний хрестик · e4 чорний хрестик · f4 чорний хрестик · g4 чорний король · f3 чорний хрестик · g3 чорний хрестик · h3 чорний хрестик · g2 білий король | d8 чорний хрестик · c7 білий слон · d7 чорний хрестик · d6 чорний хрестик · e6 чорний хрестик · c5 білий кінь · e5 чорний хрестик · e4 чорний хрестик · f4 чорний хрестик · g4 чорний король · f3 чорний хрестик · g3 чорний хрестик · h3 чорний хрестик · g2 білий король | d8 чорний хрестик · c7 білий слон · d7 чорний хрестик · d6 чорний хрестик · e6 чорний хрестик · c5 білий кінь · e5 чорний хрестик · e4 чорний хрестик · f4 чорний хрестик · g4 чорний король · f3 чорний хрестик · g3 чорний хрестик · h3 чорний хрестик · g2 білий король | d8 чорний хрестик · c7 білий слон · d7 чорний хрестик · d6 чорний хрестик · e6 чорний хрестик · c5 білий кінь · e5 чорний хрестик · e4 чорний хрестик · f4 чорний хрестик · g4 чорний король · f3 чорний хрестик · g3 чорний хрестик · h3 чорний хрестик · g2 білий король | d8 чорний хрестик · c7 білий слон · d7 чорний хрестик · d6 чорний хрестик · e6 чорний хрестик · c5 білий кінь · e5 чорний хрестик · e4 чорний хрестик · f4 чорний хрестик · g4 чорний король · f3 чорний хрестик · g3 чорний хрестик · h3 чорний хрестик · g2 білий король | d8 чорний хрестик · c7 білий слон · d7 чорний хрестик · d6 чорний хрестик · e6 чорний хрестик · c5 білий кінь · e5 чорний хрестик · e4 чорний хрестик · f4 чорний хрестик · g4 чорний король · f3 чорний хрестик · g3 чорний хрестик · h3 чорний хрестик · g2 білий король | 7 |
| 6 | d8 чорний хрестик · c7 білий слон · d7 чорний хрестик · d6 чорний хрестик · e6 чорний хрестик · c5 білий кінь · e5 чорний хрестик · e4 чорний хрестик · f4 чорний хрестик · g4 чорний король · f3 чорний хрестик · g3 чорний хрестик · h3 чорний хрестик · g2 білий король | d8 чорний хрестик · c7 білий слон · d7 чорний хрестик · d6 чорний хрестик · e6 чорний хрестик · c5 білий кінь · e5 чорний хрестик · e4 чорний хрестик · f4 чорний хрестик · g4 чорний король · f3 чорний хрестик · g3 чорний хрестик · h3 чорний хрестик · g2 білий король | d8 чорний хрестик · c7 білий слон · d7 чорний хрестик · d6 чорний хрестик · e6 чорний хрестик · c5 білий кінь · e5 чорний хрестик · e4 чорний хрестик · f4 чорний хрестик · g4 чорний король · f3 чорний хрестик · g3 чорний хрестик · h3 чорний хрестик · g2 білий король | d8 чорний хрестик · c7 білий слон · d7 чорний хрестик · d6 чорний хрестик · e6 чорний хрестик · c5 білий кінь · e5 чорний хрестик · e4 чорний хрестик · f4 чорний хрестик · g4 чорний король · f3 чорний хрестик · g3 чорний хрестик · h3 чорний хрестик · g2 білий король | d8 чорний хрестик · c7 білий слон · d7 чорний хрестик · d6 чорний хрестик · e6 чорний хрестик · c5 білий кінь · e5 чорний хрестик · e4 чорний хрестик · f4 чорний хрестик · g4 чорний король · f3 чорний хрестик · g3 чорний хрестик · h3 чорний хрестик · g2 білий король | d8 чорний хрестик · c7 білий слон · d7 чорний хрестик · d6 чорний хрестик · e6 чорний хрестик · c5 білий кінь · e5 чорний хрестик · e4 чорний хрестик · f4 чорний хрестик · g4 чорний король · f3 чорний хрестик · g3 чорний хрестик · h3 чорний хрестик · g2 білий король | d8 чорний хрестик · c7 білий слон · d7 чорний хрестик · d6 чорний хрестик · e6 чорний хрестик · c5 білий кінь · e5 чорний хрестик · e4 чорний хрестик · f4 чорний хрестик · g4 чорний король · f3 чорний хрестик · g3 чорний хрестик · h3 чорний хрестик · g2 білий король | d8 чорний хрестик · c7 білий слон · d7 чорний хрестик · d6 чорний хрестик · e6 чорний хрестик · c5 білий кінь · e5 чорний хрестик · e4 чорний хрестик · f4 чорний хрестик · g4 чорний король · f3 чорний хрестик · g3 чорний хрестик · h3 чорний хрестик · g2 білий король | 6 |
| 5 | d8 чорний хрестик · c7 білий слон · d7 чорний хрестик · d6 чорний хрестик · e6 чорний хрестик · c5 білий кінь · e5 чорний хрестик · e4 чорний хрестик · f4 чорний хрестик · g4 чорний король · f3 чорний хрестик · g3 чорний хрестик · h3 чорний хрестик · g2 білий король | d8 чорний хрестик · c7 білий слон · d7 чорний хрестик · d6 чорний хрестик · e6 чорний хрестик · c5 білий кінь · e5 чорний хрестик · e4 чорний хрестик · f4 чорний хрестик · g4 чорний король · f3 чорний хрестик · g3 чорний хрестик · h3 чорний хрестик · g2 білий король | d8 чорний хрестик · c7 білий слон · d7 чорний хрестик · d6 чорний хрестик · e6 чорний хрестик · c5 білий кінь · e5 чорний хрестик · e4 чорний хрестик · f4 чорний хрестик · g4 чорний король · f3 чорний хрестик · g3 чорний хрестик · h3 чорний хрестик · g2 білий король | d8 чорний хрестик · c7 білий слон · d7 чорний хрестик · d6 чорний хрестик · e6 чорний хрестик · c5 білий кінь · e5 чорний хрестик · e4 чорний хрестик · f4 чорний хрестик · g4 чорний король · f3 чорний хрестик · g3 чорний хрестик · h3 чорний хрестик · g2 білий король | d8 чорний хрестик · c7 білий слон · d7 чорний хрестик · d6 чорний хрестик · e6 чорний хрестик · c5 білий кінь · e5 чорний хрестик · e4 чорний хрестик · f4 чорний хрестик · g4 чорний король · f3 чорний хрестик · g3 чорний хрестик · h3 чорний хрестик · g2 білий король | d8 чорний хрестик · c7 білий слон · d7 чорний хрестик · d6 чорний хрестик · e6 чорний хрестик · c5 білий кінь · e5 чорний хрестик · e4 чорний хрестик · f4 чорний хрестик · g4 чорний король · f3 чорний хрестик · g3 чорний хрестик · h3 чорний хрестик · g2 білий король | d8 чорний хрестик · c7 білий слон · d7 чорний хрестик · d6 чорний хрестик · e6 чорний хрестик · c5 білий кінь · e5 чорний хрестик · e4 чорний хрестик · f4 чорний хрестик · g4 чорний король · f3 чорний хрестик · g3 чорний хрестик · h3 чорний хрестик · g2 білий король | d8 чорний хрестик · c7 білий слон · d7 чорний хрестик · d6 чорний хрестик · e6 чорний хрестик · c5 білий кінь · e5 чорний хрестик · e4 чорний хрестик · f4 чорний хрестик · g4 чорний король · f3 чорний хрестик · g3 чорний хрестик · h3 чорний хрестик · g2 білий король | 5 |
| 4 | d8 чорний хрестик · c7 білий слон · d7 чорний хрестик · d6 чорний хрестик · e6 чорний хрестик · c5 білий кінь · e5 чорний хрестик · e4 чорний хрестик · f4 чорний хрестик · g4 чорний король · f3 чорний хрестик · g3 чорний хрестик · h3 чорний хрестик · g2 білий король | d8 чорний хрестик · c7 білий слон · d7 чорний хрестик · d6 чорний хрестик · e6 чорний хрестик · c5 білий кінь · e5 чорний хрестик · e4 чорний хрестик · f4 чорний хрестик · g4 чорний король · f3 чорний хрестик · g3 чорний хрестик · h3 чорний хрестик · g2 білий король | d8 чорний хрестик · c7 білий слон · d7 чорний хрестик · d6 чорний хрестик · e6 чорний хрестик · c5 білий кінь · e5 чорний хрестик · e4 чорний хрестик · f4 чорний хрестик · g4 чорний король · f3 чорний хрестик · g3 чорний хрестик · h3 чорний хрестик · g2 білий король | d8 чорний хрестик · c7 білий слон · d7 чорний хрестик · d6 чорний хрестик · e6 чорний хрестик · c5 білий кінь · e5 чорний хрестик · e4 чорний хрестик · f4 чорний хрестик · g4 чорний король · f3 чорний хрестик · g3 чорний хрестик · h3 чорний хрестик · g2 білий король | d8 чорний хрестик · c7 білий слон · d7 чорний хрестик · d6 чорний хрестик · e6 чорний хрестик · c5 білий кінь · e5 чорний хрестик · e4 чорний хрестик · f4 чорний хрестик · g4 чорний король · f3 чорний хрестик · g3 чорний хрестик · h3 чорний хрестик · g2 білий король | d8 чорний хрестик · c7 білий слон · d7 чорний хрестик · d6 чорний хрестик · e6 чорний хрестик · c5 білий кінь · e5 чорний хрестик · e4 чорний хрестик · f4 чорний хрестик · g4 чорний король · f3 чорний хрестик · g3 чорний хрестик · h3 чорний хрестик · g2 білий король | d8 чорний хрестик · c7 білий слон · d7 чорний хрестик · d6 чорний хрестик · e6 чорний хрестик · c5 білий кінь · e5 чорний хрестик · e4 чорний хрестик · f4 чорний хрестик · g4 чорний король · f3 чорний хрестик · g3 чорний хрестик · h3 чорний хрестик · g2 білий король | d8 чорний хрестик · c7 білий слон · d7 чорний хрестик · d6 чорний хрестик · e6 чорний хрестик · c5 білий кінь · e5 чорний хрестик · e4 чорний хрестик · f4 чорний хрестик · g4 чорний король · f3 чорний хрестик · g3 чорний хрестик · h3 чорний хрестик · g2 білий король | 4 |
| 3 | d8 чорний хрестик · c7 білий слон · d7 чорний хрестик · d6 чорний хрестик · e6 чорний хрестик · c5 білий кінь · e5 чорний хрестик · e4 чорний хрестик · f4 чорний хрестик · g4 чорний король · f3 чорний хрестик · g3 чорний хрестик · h3 чорний хрестик · g2 білий король | d8 чорний хрестик · c7 білий слон · d7 чорний хрестик · d6 чорний хрестик · e6 чорний хрестик · c5 білий кінь · e5 чорний хрестик · e4 чорний хрестик · f4 чорний хрестик · g4 чорний король · f3 чорний хрестик · g3 чорний хрестик · h3 чорний хрестик · g2 білий король | d8 чорний хрестик · c7 білий слон · d7 чорний хрестик · d6 чорний хрестик · e6 чорний хрестик · c5 білий кінь · e5 чорний хрестик · e4 чорний хрестик · f4 чорний хрестик · g4 чорний король · f3 чорний хрестик · g3 чорний хрестик · h3 чорний хрестик · g2 білий король | d8 чорний хрестик · c7 білий слон · d7 чорний хрестик · d6 чорний хрестик · e6 чорний хрестик · c5 білий кінь · e5 чорний хрестик · e4 чорний хрестик · f4 чорний хрестик · g4 чорний король · f3 чорний хрестик · g3 чорний хрестик · h3 чорний хрестик · g2 білий король | d8 чорний хрестик · c7 білий слон · d7 чорний хрестик · d6 чорний хрестик · e6 чорний хрестик · c5 білий кінь · e5 чорний хрестик · e4 чорний хрестик · f4 чорний хрестик · g4 чорний король · f3 чорний хрестик · g3 чорний хрестик · h3 чорний хрестик · g2 білий король | d8 чорний хрестик · c7 білий слон · d7 чорний хрестик · d6 чорний хрестик · e6 чорний хрестик · c5 білий кінь · e5 чорний хрестик · e4 чорний хрестик · f4 чорний хрестик · g4 чорний король · f3 чорний хрестик · g3 чорний хрестик · h3 чорний хрестик · g2 білий король | d8 чорний хрестик · c7 білий слон · d7 чорний хрестик · d6 чорний хрестик · e6 чорний хрестик · c5 білий кінь · e5 чорний хрестик · e4 чорний хрестик · f4 чорний хрестик · g4 чорний король · f3 чорний хрестик · g3 чорний хрестик · h3 чорний хрестик · g2 білий король | d8 чорний хрестик · c7 білий слон · d7 чорний хрестик · d6 чорний хрестик · e6 чорний хрестик · c5 білий кінь · e5 чорний хрестик · e4 чорний хрестик · f4 чорний хрестик · g4 чорний король · f3 чорний хрестик · g3 чорний хрестик · h3 чорний хрестик · g2 білий король | 3 |
| 2 | d8 чорний хрестик · c7 білий слон · d7 чорний хрестик · d6 чорний хрестик · e6 чорний хрестик · c5 білий кінь · e5 чорний хрестик · e4 чорний хрестик · f4 чорний хрестик · g4 чорний король · f3 чорний хрестик · g3 чорний хрестик · h3 чорний хрестик · g2 білий король | d8 чорний хрестик · c7 білий слон · d7 чорний хрестик · d6 чорний хрестик · e6 чорний хрестик · c5 білий кінь · e5 чорний хрестик · e4 чорний хрестик · f4 чорний хрестик · g4 чорний король · f3 чорний хрестик · g3 чорний хрестик · h3 чорний хрестик · g2 білий король | d8 чорний хрестик · c7 білий слон · d7 чорний хрестик · d6 чорний хрестик · e6 чорний хрестик · c5 білий кінь · e5 чорний хрестик · e4 чорний хрестик · f4 чорний хрестик · g4 чорний король · f3 чорний хрестик · g3 чорний хрестик · h3 чорний хрестик · g2 білий король | d8 чорний хрестик · c7 білий слон · d7 чорний хрестик · d6 чорний хрестик · e6 чорний хрестик · c5 білий кінь · e5 чорний хрестик · e4 чорний хрестик · f4 чорний хрестик · g4 чорний король · f3 чорний хрестик · g3 чорний хрестик · h3 чорний хрестик · g2 білий король | d8 чорний хрестик · c7 білий слон · d7 чорний хрестик · d6 чорний хрестик · e6 чорний хрестик · c5 білий кінь · e5 чорний хрестик · e4 чорний хрестик · f4 чорний хрестик · g4 чорний король · f3 чорний хрестик · g3 чорний хрестик · h3 чорний хрестик · g2 білий король | d8 чорний хрестик · c7 білий слон · d7 чорний хрестик · d6 чорний хрестик · e6 чорний хрестик · c5 білий кінь · e5 чорний хрестик · e4 чорний хрестик · f4 чорний хрестик · g4 чорний король · f3 чорний хрестик · g3 чорний хрестик · h3 чорний хрестик · g2 білий король | d8 чорний хрестик · c7 білий слон · d7 чорний хрестик · d6 чорний хрестик · e6 чорний хрестик · c5 білий кінь · e5 чорний хрестик · e4 чорний хрестик · f4 чорний хрестик · g4 чорний король · f3 чорний хрестик · g3 чорний хрестик · h3 чорний хрестик · g2 білий король | d8 чорний хрестик · c7 білий слон · d7 чорний хрестик · d6 чорний хрестик · e6 чорний хрестик · c5 білий кінь · e5 чорний хрестик · e4 чорний хрестик · f4 чорний хрестик · g4 чорний король · f3 чорний хрестик · g3 чорний хрестик · h3 чорний хрестик · g2 білий король | 2 |
| 1 | d8 чорний хрестик · c7 білий слон · d7 чорний хрестик · d6 чорний хрестик · e6 чорний хрестик · c5 білий кінь · e5 чорний хрестик · e4 чорний хрестик · f4 чорний хрестик · g4 чорний король · f3 чорний хрестик · g3 чорний хрестик · h3 чорний хрестик · g2 білий король | d8 чорний хрестик · c7 білий слон · d7 чорний хрестик · d6 чорний хрестик · e6 чорний хрестик · c5 білий кінь · e5 чорний хрестик · e4 чорний хрестик · f4 чорний хрестик · g4 чорний король · f3 чорний хрестик · g3 чорний хрестик · h3 чорний хрестик · g2 білий король | d8 чорний хрестик · c7 білий слон · d7 чорний хрестик · d6 чорний хрестик · e6 чорний хрестик · c5 білий кінь · e5 чорний хрестик · e4 чорний хрестик · f4 чорний хрестик · g4 чорний король · f3 чорний хрестик · g3 чорний хрестик · h3 чорний хрестик · g2 білий король | d8 чорний хрестик · c7 білий слон · d7 чорний хрестик · d6 чорний хрестик · e6 чорний хрестик · c5 білий кінь · e5 чорний хрестик · e4 чорний хрестик · f4 чорний хрестик · g4 чорний король · f3 чорний хрестик · g3 чорний хрестик · h3 чорний хрестик · g2 білий король | d8 чорний хрестик · c7 білий слон · d7 чорний хрестик · d6 чорний хрестик · e6 чорний хрестик · c5 білий кінь · e5 чорний хрестик · e4 чорний хрестик · f4 чорний хрестик · g4 чорний король · f3 чорний хрестик · g3 чорний хрестик · h3 чорний хрестик · g2 білий король | d8 чорний хрестик · c7 білий слон · d7 чорний хрестик · d6 чорний хрестик · e6 чорний хрестик · c5 білий кінь · e5 чорний хрестик · e4 чорний хрестик · f4 чорний хрестик · g4 чорний король · f3 чорний хрестик · g3 чорний хрестик · h3 чорний хрестик · g2 білий король | d8 чорний хрестик · c7 білий слон · d7 чорний хрестик · d6 чорний хрестик · e6 чорний хрестик · c5 білий кінь · e5 чорний хрестик · e4 чорний хрестик · f4 чорний хрестик · g4 чорний король · f3 чорний хрестик · g3 чорний хрестик · h3 чорний хрестик · g2 білий король | d8 чорний хрестик · c7 білий слон · d7 чорний хрестик · d6 чорний хрестик · e6 чорний хрестик · c5 білий кінь · e5 чорний хрестик · e4 чорний хрестик · f4 чорний хрестик · g4 чорний король · f3 чорний хрестик · g3 чорний хрестик · h3 чорний хрестик · g2 білий король | 1 |
|   | a | b | c | d | e | f | g | h |   |

|   | a | b | c | d | e | f | g | h |   |
| 8 | f8 чорний хрестик · e7 білий слон · f7 чорний хрестик · f6 чорний хрестик · g6 чорний хрестик · e5 білий кінь · g5 чорний хрестик · h5 чорний король · g4 чорний хрестик · h4 чорний хрестик | f8 чорний хрестик · e7 білий слон · f7 чорний хрестик · f6 чорний хрестик · g6 чорний хрестик · e5 білий кінь · g5 чорний хрестик · h5 чорний король · g4 чорний хрестик · h4 чорний хрестик | f8 чорний хрестик · e7 білий слон · f7 чорний хрестик · f6 чорний хрестик · g6 чорний хрестик · e5 білий кінь · g5 чорний хрестик · h5 чорний король · g4 чорний хрестик · h4 чорний хрестик | f8 чорний хрестик · e7 білий слон · f7 чорний хрестик · f6 чорний хрестик · g6 чорний хрестик · e5 білий кінь · g5 чорний хрестик · h5 чорний король · g4 чорний хрестик · h4 чорний хрестик | f8 чорний хрестик · e7 білий слон · f7 чорний хрестик · f6 чорний хрестик · g6 чорний хрестик · e5 білий кінь · g5 чорний хрестик · h5 чорний король · g4 чорний хрестик · h4 чорний хрестик | f8 чорний хрестик · e7 білий слон · f7 чорний хрестик · f6 чорний хрестик · g6 чорний хрестик · e5 білий кінь · g5 чорний хрестик · h5 чорний король · g4 чорний хрестик · h4 чорний хрестик | f8 чорний хрестик · e7 білий слон · f7 чорний хрестик · f6 чорний хрестик · g6 чорний хрестик · e5 білий кінь · g5 чорний хрестик · h5 чорний король · g4 чорний хрестик · h4 чорний хрестик | f8 чорний хрестик · e7 білий слон · f7 чорний хрестик · f6 чорний хрестик · g6 чорний хрестик · e5 білий кінь · g5 чорний хрестик · h5 чорний король · g4 чорний хрестик · h4 чорний хрестик | 8 |
| 7 | f8 чорний хрестик · e7 білий слон · f7 чорний хрестик · f6 чорний хрестик · g6 чорний хрестик · e5 білий кінь · g5 чорний хрестик · h5 чорний король · g4 чорний хрестик · h4 чорний хрестик | f8 чорний хрестик · e7 білий слон · f7 чорний хрестик · f6 чорний хрестик · g6 чорний хрестик · e5 білий кінь · g5 чорний хрестик · h5 чорний король · g4 чорний хрестик · h4 чорний хрестик | f8 чорний хрестик · e7 білий слон · f7 чорний хрестик · f6 чорний хрестик · g6 чорний хрестик · e5 білий кінь · g5 чорний хрестик · h5 чорний король · g4 чорний хрестик · h4 чорний хрестик | f8 чорний хрестик · e7 білий слон · f7 чорний хрестик · f6 чорний хрестик · g6 чорний хрестик · e5 білий кінь · g5 чорний хрестик · h5 чорний король · g4 чорний хрестик · h4 чорний хрестик | f8 чорний хрестик · e7 білий слон · f7 чорний хрестик · f6 чорний хрестик · g6 чорний хрестик · e5 білий кінь · g5 чорний хрестик · h5 чорний король · g4 чорний хрестик · h4 чорний хрестик | f8 чорний хрестик · e7 білий слон · f7 чорний хрестик · f6 чорний хрестик · g6 чорний хрестик · e5 білий кінь · g5 чорний хрестик · h5 чорний король · g4 чорний хрестик · h4 чорний хрестик | f8 чорний хрестик · e7 білий слон · f7 чорний хрестик · f6 чорний хрестик · g6 чорний хрестик · e5 білий кінь · g5 чорний хрестик · h5 чорний король · g4 чорний хрестик · h4 чорний хрестик | f8 чорний хрестик · e7 білий слон · f7 чорний хрестик · f6 чорний хрестик · g6 чорний хрестик · e5 білий кінь · g5 чорний хрестик · h5 чорний король · g4 чорний хрестик · h4 чорний хрестик | 7 |
| 6 | f8 чорний хрестик · e7 білий слон · f7 чорний хрестик · f6 чорний хрестик · g6 чорний хрестик · e5 білий кінь · g5 чорний хрестик · h5 чорний король · g4 чорний хрестик · h4 чорний хрестик | f8 чорний хрестик · e7 білий слон · f7 чорний хрестик · f6 чорний хрестик · g6 чорний хрестик · e5 білий кінь · g5 чорний хрестик · h5 чорний король · g4 чорний хрестик · h4 чорний хрестик | f8 чорний хрестик · e7 білий слон · f7 чорний хрестик · f6 чорний хрестик · g6 чорний хрестик · e5 білий кінь · g5 чорний хрестик · h5 чорний король · g4 чорний хрестик · h4 чорний хрестик | f8 чорний хрестик · e7 білий слон · f7 чорний хрестик · f6 чорний хрестик · g6 чорний хрестик · e5 білий кінь · g5 чорний хрестик · h5 чорний король · g4 чорний хрестик · h4 чорний хрестик | f8 чорний хрестик · e7 білий слон · f7 чорний хрестик · f6 чорний хрестик · g6 чорний хрестик · e5 білий кінь · g5 чорний хрестик · h5 чорний король · g4 чорний хрестик · h4 чорний хрестик | f8 чорний хрестик · e7 білий слон · f7 чорний хрестик · f6 чорний хрестик · g6 чорний хрестик · e5 білий кінь · g5 чорний хрестик · h5 чорний король · g4 чорний хрестик · h4 чорний хрестик | f8 чорний хрестик · e7 білий слон · f7 чорний хрестик · f6 чорний хрестик · g6 чорний хрестик · e5 білий кінь · g5 чорний хрестик · h5 чорний король · g4 чорний хрестик · h4 чорний хрестик | f8 чорний хрестик · e7 білий слон · f7 чорний хрестик · f6 чорний хрестик · g6 чорний хрестик · e5 білий кінь · g5 чорний хрестик · h5 чорний король · g4 чорний хрестик · h4 чорний хрестик | 6 |
| 5 | f8 чорний хрестик · e7 білий слон · f7 чорний хрестик · f6 чорний хрестик · g6 чорний хрестик · e5 білий кінь · g5 чорний хрестик · h5 чорний король · g4 чорний хрестик · h4 чорний хрестик | f8 чорний хрестик · e7 білий слон · f7 чорний хрестик · f6 чорний хрестик · g6 чорний хрестик · e5 білий кінь · g5 чорний хрестик · h5 чорний король · g4 чорний хрестик · h4 чорний хрестик | f8 чорний хрестик · e7 білий слон · f7 чорний хрестик · f6 чорний хрестик · g6 чорний хрестик · e5 білий кінь · g5 чорний хрестик · h5 чорний король · g4 чорний хрестик · h4 чорний хрестик | f8 чорний хрестик · e7 білий слон · f7 чорний хрестик · f6 чорний хрестик · g6 чорний хрестик · e5 білий кінь · g5 чорний хрестик · h5 чорний король · g4 чорний хрестик · h4 чорний хрестик | f8 чорний хрестик · e7 білий слон · f7 чорний хрестик · f6 чорний хрестик · g6 чорний хрестик · e5 білий кінь · g5 чорний хрестик · h5 чорний король · g4 чорний хрестик · h4 чорний хрестик | f8 чорний хрестик · e7 білий слон · f7 чорний хрестик · f6 чорний хрестик · g6 чорний хрестик · e5 білий кінь · g5 чорний хрестик · h5 чорний король · g4 чорний хрестик · h4 чорний хрестик | f8 чорний хрестик · e7 білий слон · f7 чорний хрестик · f6 чорний хрестик · g6 чорний хрестик · e5 білий кінь · g5 чорний хрестик · h5 чорний король · g4 чорний хрестик · h4 чорний хрестик | f8 чорний хрестик · e7 білий слон · f7 чорний хрестик · f6 чорний хрестик · g6 чорний хрестик · e5 білий кінь · g5 чорний хрестик · h5 чорний король · g4 чорний хрестик · h4 чорний хрестик | 5 |
| 4 | f8 чорний хрестик · e7 білий слон · f7 чорний хрестик · f6 чорний хрестик · g6 чорний хрестик · e5 білий кінь · g5 чорний хрестик · h5 чорний король · g4 чорний хрестик · h4 чорний хрестик | f8 чорний хрестик · e7 білий слон · f7 чорний хрестик · f6 чорний хрестик · g6 чорний хрестик · e5 білий кінь · g5 чорний хрестик · h5 чорний король · g4 чорний хрестик · h4 чорний хрестик | f8 чорний хрестик · e7 білий слон · f7 чорний хрестик · f6 чорний хрестик · g6 чорний хрестик · e5 білий кінь · g5 чорний хрестик · h5 чорний король · g4 чорний хрестик · h4 чорний хрестик | f8 чорний хрестик · e7 білий слон · f7 чорний хрестик · f6 чорний хрестик · g6 чорний хрестик · e5 білий кінь · g5 чорний хрестик · h5 чорний король · g4 чорний хрестик · h4 чорний хрестик | f8 чорний хрестик · e7 білий слон · f7 чорний хрестик · f6 чорний хрестик · g6 чорний хрестик · e5 білий кінь · g5 чорний хрестик · h5 чорний король · g4 чорний хрестик · h4 чорний хрестик | f8 чорний хрестик · e7 білий слон · f7 чорний хрестик · f6 чорний хрестик · g6 чорний хрестик · e5 білий кінь · g5 чорний хрестик · h5 чорний король · g4 чорний хрестик · h4 чорний хрестик | f8 чорний хрестик · e7 білий слон · f7 чорний хрестик · f6 чорний хрестик · g6 чорний хрестик · e5 білий кінь · g5 чорний хрестик · h5 чорний король · g4 чорний хрестик · h4 чорний хрестик | f8 чорний хрестик · e7 білий слон · f7 чорний хрестик · f6 чорний хрестик · g6 чорний хрестик · e5 білий кінь · g5 чорний хрестик · h5 чорний король · g4 чорний хрестик · h4 чорний хрестик | 4 |
| 3 | f8 чорний хрестик · e7 білий слон · f7 чорний хрестик · f6 чорний хрестик · g6 чорний хрестик · e5 білий кінь · g5 чорний хрестик · h5 чорний король · g4 чорний хрестик · h4 чорний хрестик | f8 чорний хрестик · e7 білий слон · f7 чорний хрестик · f6 чорний хрестик · g6 чорний хрестик · e5 білий кінь · g5 чорний хрестик · h5 чорний король · g4 чорний хрестик · h4 чорний хрестик | f8 чорний хрестик · e7 білий слон · f7 чорний хрестик · f6 чорний хрестик · g6 чорний хрестик · e5 білий кінь · g5 чорний хрестик · h5 чорний король · g4 чорний хрестик · h4 чорний хрестик | f8 чорний хрестик · e7 білий слон · f7 чорний хрестик · f6 чорний хрестик · g6 чорний хрестик · e5 білий кінь · g5 чорний хрестик · h5 чорний король · g4 чорний хрестик · h4 чорний хрестик | f8 чорний хрестик · e7 білий слон · f7 чорний хрестик · f6 чорний хрестик · g6 чорний хрестик · e5 білий кінь · g5 чорний хрестик · h5 чорний король · g4 чорний хрестик · h4 чорний хрестик | f8 чорний хрестик · e7 білий слон · f7 чорний хрестик · f6 чорний хрестик · g6 чорний хрестик · e5 білий кінь · g5 чорний хрестик · h5 чорний король · g4 чорний хрестик · h4 чорний хрестик | f8 чорний хрестик · e7 білий слон · f7 чорний хрестик · f6 чорний хрестик · g6 чорний хрестик · e5 білий кінь · g5 чорний хрестик · h5 чорний король · g4 чорний хрестик · h4 чорний хрестик | f8 чорний хрестик · e7 білий слон · f7 чорний хрестик · f6 чорний хрестик · g6 чорний хрестик · e5 білий кінь · g5 чорний хрестик · h5 чорний король · g4 чорний хрестик · h4 чорний хрестик | 3 |
| 2 | f8 чорний хрестик · e7 білий слон · f7 чорний хрестик · f6 чорний хрестик · g6 чорний хрестик · e5 білий кінь · g5 чорний хрестик · h5 чорний король · g4 чорний хрестик · h4 чорний хрестик | f8 чорний хрестик · e7 білий слон · f7 чорний хрестик · f6 чорний хрестик · g6 чорний хрестик · e5 білий кінь · g5 чорний хрестик · h5 чорний король · g4 чорний хрестик · h4 чорний хрестик | f8 чорний хрестик · e7 білий слон · f7 чорний хрестик · f6 чорний хрестик · g6 чорний хрестик · e5 білий кінь · g5 чорний хрестик · h5 чорний король · g4 чорний хрестик · h4 чорний хрестик | f8 чорний хрестик · e7 білий слон · f7 чорний хрестик · f6 чорний хрестик · g6 чорний хрестик · e5 білий кінь · g5 чорний хрестик · h5 чорний король · g4 чорний хрестик · h4 чорний хрестик | f8 чорний хрестик · e7 білий слон · f7 чорний хрестик · f6 чорний хрестик · g6 чорний хрестик · e5 білий кінь · g5 чорний хрестик · h5 чорний король · g4 чорний хрестик · h4 чорний хрестик | f8 чорний хрестик · e7 білий слон · f7 чорний хрестик · f6 чорний хрестик · g6 чорний хрестик · e5 білий кінь · g5 чорний хрестик · h5 чорний король · g4 чорний хрестик · h4 чорний хрестик | f8 чорний хрестик · e7 білий слон · f7 чорний хрестик · f6 чорний хрестик · g6 чорний хрестик · e5 білий кінь · g5 чорний хрестик · h5 чорний король · g4 чорний хрестик · h4 чорний хрестик | f8 чорний хрестик · e7 білий слон · f7 чорний хрестик · f6 чорний хрестик · g6 чорний хрестик · e5 білий кінь · g5 чорний хрестик · h5 чорний король · g4 чорний хрестик · h4 чорний хрестик | 2 |
| 1 | f8 чорний хрестик · e7 білий слон · f7 чорний хрестик · f6 чорний хрестик · g6 чорний хрестик · e5 білий кінь · g5 чорний хрестик · h5 чорний король · g4 чорний хрестик · h4 чорний хрестик | f8 чорний хрестик · e7 білий слон · f7 чорний хрестик · f6 чорний хрестик · g6 чорний хрестик · e5 білий кінь · g5 чорний хрестик · h5 чорний король · g4 чорний хрестик · h4 чорний хрестик | f8 чорний хрестик · e7 білий слон · f7 чорний хрестик · f6 чорний хрестик · g6 чорний хрестик · e5 білий кінь · g5 чорний хрестик · h5 чорний король · g4 чорний хрестик · h4 чорний хрестик | f8 чорний хрестик · e7 білий слон · f7 чорний хрестик · f6 чорний хрестик · g6 чорний хрестик · e5 білий кінь · g5 чорний хрестик · h5 чорний король · g4 чорний хрестик · h4 чорний хрестик | f8 чорний хрестик · e7 білий слон · f7 чорний хрестик · f6 чорний хрестик · g6 чорний хрестик · e5 білий кінь · g5 чорний хрестик · h5 чорний король · g4 чорний хрестик · h4 чорний хрестик | f8 чорний хрестик · e7 білий слон · f7 чорний хрестик · f6 чорний хрестик · g6 чорний хрестик · e5 білий кінь · g5 чорний хрестик · h5 чорний король · g4 чорний хрестик · h4 чорний хрестик | f8 чорний хрестик · e7 білий слон · f7 чорний хрестик · f6 чорний хрестик · g6 чорний хрестик · e5 білий кінь · g5 чорний хрестик · h5 чорний король · g4 чорний хрестик · h4 чорний хрестик | f8 чорний хрестик · e7 білий слон · f7 чорний хрестик · f6 чорний хрестик · g6 чорний хрестик · e5 білий кінь · g5 чорний хрестик · h5 чорний король · g4 чорний хрестик · h4 чорний хрестик | 1 |
|   | a | b | c | d | e | f | g | h |   |

|   | a | b | c | d | e | f | g | h |   |
| 8 | f8 білий слон · g8 чорний хрестик · f7 білий король · g7 чорний хрестик · h7 чорний король · g6 чорний хрестик · h6 чорний хрестик | f8 білий слон · g8 чорний хрестик · f7 білий король · g7 чорний хрестик · h7 чорний король · g6 чорний хрестик · h6 чорний хрестик | f8 білий слон · g8 чорний хрестик · f7 білий король · g7 чорний хрестик · h7 чорний король · g6 чорний хрестик · h6 чорний хрестик | f8 білий слон · g8 чорний хрестик · f7 білий король · g7 чорний хрестик · h7 чорний король · g6 чорний хрестик · h6 чорний хрестик | f8 білий слон · g8 чорний хрестик · f7 білий король · g7 чорний хрестик · h7 чорний король · g6 чорний хрестик · h6 чорний хрестик | f8 білий слон · g8 чорний хрестик · f7 білий король · g7 чорний хрестик · h7 чорний король · g6 чорний хрестик · h6 чорний хрестик | f8 білий слон · g8 чорний хрестик · f7 білий король · g7 чорний хрестик · h7 чорний король · g6 чорний хрестик · h6 чорний хрестик | f8 білий слон · g8 чорний хрестик · f7 білий король · g7 чорний хрестик · h7 чорний король · g6 чорний хрестик · h6 чорний хрестик | 8 |
| 7 | f8 білий слон · g8 чорний хрестик · f7 білий король · g7 чорний хрестик · h7 чорний король · g6 чорний хрестик · h6 чорний хрестик | f8 білий слон · g8 чорний хрестик · f7 білий король · g7 чорний хрестик · h7 чорний король · g6 чорний хрестик · h6 чорний хрестик | f8 білий слон · g8 чорний хрестик · f7 білий король · g7 чорний хрестик · h7 чорний король · g6 чорний хрестик · h6 чорний хрестик | f8 білий слон · g8 чорний хрестик · f7 білий король · g7 чорний хрестик · h7 чорний король · g6 чорний хрестик · h6 чорний хрестик | f8 білий слон · g8 чорний хрестик · f7 білий король · g7 чорний хрестик · h7 чорний король · g6 чорний хрестик · h6 чорний хрестик | f8 білий слон · g8 чорний хрестик · f7 білий король · g7 чорний хрестик · h7 чорний король · g6 чорний хрестик · h6 чорний хрестик | f8 білий слон · g8 чорний хрестик · f7 білий король · g7 чорний хрестик · h7 чорний король · g6 чорний хрестик · h6 чорний хрестик | f8 білий слон · g8 чорний хрестик · f7 білий король · g7 чорний хрестик · h7 чорний король · g6 чорний хрестик · h6 чорний хрестик | 7 |
| 6 | f8 білий слон · g8 чорний хрестик · f7 білий король · g7 чорний хрестик · h7 чорний король · g6 чорний хрестик · h6 чорний хрестик | f8 білий слон · g8 чорний хрестик · f7 білий король · g7 чорний хрестик · h7 чорний король · g6 чорний хрестик · h6 чорний хрестик | f8 білий слон · g8 чорний хрестик · f7 білий король · g7 чорний хрестик · h7 чорний король · g6 чорний хрестик · h6 чорний хрестик | f8 білий слон · g8 чорний хрестик · f7 білий король · g7 чорний хрестик · h7 чорний король · g6 чорний хрестик · h6 чорний хрестик | f8 білий слон · g8 чорний хрестик · f7 білий король · g7 чорний хрестик · h7 чорний король · g6 чорний хрестик · h6 чорний хрестик | f8 білий слон · g8 чорний хрестик · f7 білий король · g7 чорний хрестик · h7 чорний король · g6 чорний хрестик · h6 чорний хрестик | f8 білий слон · g8 чорний хрестик · f7 білий король · g7 чорний хрестик · h7 чорний король · g6 чорний хрестик · h6 чорний хрестик | f8 білий слон · g8 чорний хрестик · f7 білий король · g7 чорний хрестик · h7 чорний король · g6 чорний хрестик · h6 чорний хрестик | 6 |
| 5 | f8 білий слон · g8 чорний хрестик · f7 білий король · g7 чорний хрестик · h7 чорний король · g6 чорний хрестик · h6 чорний хрестик | f8 білий слон · g8 чорний хрестик · f7 білий король · g7 чорний хрестик · h7 чорний король · g6 чорний хрестик · h6 чорний хрестик | f8 білий слон · g8 чорний хрестик · f7 білий король · g7 чорний хрестик · h7 чорний король · g6 чорний хрестик · h6 чорний хрестик | f8 білий слон · g8 чорний хрестик · f7 білий король · g7 чорний хрестик · h7 чорний король · g6 чорний хрестик · h6 чорний хрестик | f8 білий слон · g8 чорний хрестик · f7 білий король · g7 чорний хрестик · h7 чорний король · g6 чорний хрестик · h6 чорний хрестик | f8 білий слон · g8 чорний хрестик · f7 білий король · g7 чорний хрестик · h7 чорний король · g6 чорний хрестик · h6 чорний хрестик | f8 білий слон · g8 чорний хрестик · f7 білий король · g7 чорний хрестик · h7 чорний король · g6 чорний хрестик · h6 чорний хрестик | f8 білий слон · g8 чорний хрестик · f7 білий король · g7 чорний хрестик · h7 чорний король · g6 чорний хрестик · h6 чорний хрестик | 5 |
| 4 | f8 білий слон · g8 чорний хрестик · f7 білий король · g7 чорний хрестик · h7 чорний король · g6 чорний хрестик · h6 чорний хрестик | f8 білий слон · g8 чорний хрестик · f7 білий король · g7 чорний хрестик · h7 чорний король · g6 чорний хрестик · h6 чорний хрестик | f8 білий слон · g8 чорний хрестик · f7 білий король · g7 чорний хрестик · h7 чорний король · g6 чорний хрестик · h6 чорний хрестик | f8 білий слон · g8 чорний хрестик · f7 білий король · g7 чорний хрестик · h7 чорний король · g6 чорний хрестик · h6 чорний хрестик | f8 білий слон · g8 чорний хрестик · f7 білий король · g7 чорний хрестик · h7 чорний король · g6 чорний хрестик · h6 чорний хрестик | f8 білий слон · g8 чорний хрестик · f7 білий король · g7 чорний хрестик · h7 чорний король · g6 чорний хрестик · h6 чорний хрестик | f8 білий слон · g8 чорний хрестик · f7 білий король · g7 чорний хрестик · h7 чорний король · g6 чорний хрестик · h6 чорний хрестик | f8 білий слон · g8 чорний хрестик · f7 білий король · g7 чорний хрестик · h7 чорний король · g6 чорний хрестик · h6 чорний хрестик | 4 |
| 3 | f8 білий слон · g8 чорний хрестик · f7 білий король · g7 чорний хрестик · h7 чорний король · g6 чорний хрестик · h6 чорний хрестик | f8 білий слон · g8 чорний хрестик · f7 білий король · g7 чорний хрестик · h7 чорний король · g6 чорний хрестик · h6 чорний хрестик | f8 білий слон · g8 чорний хрестик · f7 білий король · g7 чорний хрестик · h7 чорний король · g6 чорний хрестик · h6 чорний хрестик | f8 білий слон · g8 чорний хрестик · f7 білий король · g7 чорний хрестик · h7 чорний король · g6 чорний хрестик · h6 чорний хрестик | f8 білий слон · g8 чорний хрестик · f7 білий король · g7 чорний хрестик · h7 чорний король · g6 чорний хрестик · h6 чорний хрестик | f8 білий слон · g8 чорний хрестик · f7 білий король · g7 чорний хрестик · h7 чорний король · g6 чорний хрестик · h6 чорний хрестик | f8 білий слон · g8 чорний хрестик · f7 білий король · g7 чорний хрестик · h7 чорний король · g6 чорний хрестик · h6 чорний хрестик | f8 білий слон · g8 чорний хрестик · f7 білий король · g7 чорний хрестик · h7 чорний король · g6 чорний хрестик · h6 чорний хрестик | 3 |
| 2 | f8 білий слон · g8 чорний хрестик · f7 білий король · g7 чорний хрестик · h7 чорний король · g6 чорний хрестик · h6 чорний хрестик | f8 білий слон · g8 чорний хрестик · f7 білий король · g7 чорний хрестик · h7 чорний король · g6 чорний хрестик · h6 чорний хрестик | f8 білий слон · g8 чорний хрестик · f7 білий король · g7 чорний хрестик · h7 чорний король · g6 чорний хрестик · h6 чорний хрестик | f8 білий слон · g8 чорний хрестик · f7 білий король · g7 чорний хрестик · h7 чорний король · g6 чорний хрестик · h6 чорний хрестик | f8 білий слон · g8 чорний хрестик · f7 білий король · g7 чорний хрестик · h7 чорний король · g6 чорний хрестик · h6 чорний хрестик | f8 білий слон · g8 чорний хрестик · f7 білий король · g7 чорний хрестик · h7 чорний король · g6 чорний хрестик · h6 чорний хрестик | f8 білий слон · g8 чорний хрестик · f7 білий король · g7 чорний хрестик · h7 чорний король · g6 чорний хрестик · h6 чорний хрестик | f8 білий слон · g8 чорний хрестик · f7 білий король · g7 чорний хрестик · h7 чорний король · g6 чорний хрестик · h6 чорний хрестик | 2 |
| 1 | f8 білий слон · g8 чорний хрестик · f7 білий король · g7 чорний хрестик · h7 чорний король · g6 чорний хрестик · h6 чорний хрестик | f8 білий слон · g8 чорний хрестик · f7 білий король · g7 чорний хрестик · h7 чорний король · g6 чорний хрестик · h6 чорний хрестик | f8 білий слон · g8 чорний хрестик · f7 білий король · g7 чорний хрестик · h7 чорний король · g6 чорний хрестик · h6 чорний хрестик | f8 білий слон · g8 чорний хрестик · f7 білий король · g7 чорний хрестик · h7 чорний король · g6 чорний хрестик · h6 чорний хрестик | f8 білий слон · g8 чорний хрестик · f7 білий король · g7 чорний хрестик · h7 чорний король · g6 чорний хрестик · h6 чорний хрестик | f8 білий слон · g8 чорний хрестик · f7 білий король · g7 чорний хрестик · h7 чорний король · g6 чорний хрестик · h6 чорний хрестик | f8 білий слон · g8 чорний хрестик · f7 білий король · g7 чорний хрестик · h7 чорний король · g6 чорний хрестик · h6 чорний хрестик | f8 білий слон · g8 чорний хрестик · f7 білий король · g7 чорний хрестик · h7 чорний король · g6 чорний хрестик · h6 чорний хрестик | 1 |
|   | a | b | c | d | e | f | g | h |   |

В першій павутині потрібні об'єднані зусилля всіх трьох фігур, щоб обмежити короля. У другій павутині для цього потрібні лише кінь і слон. У третій павутині король і слон обмежують короля, дозволяючи коневі або поставити мат, або сприяти матові(de la Villa, 2008, с. 205). Для наближення виграшу потрібно змусити короля зрушити, щоб слон зміг перейти на гіпотенузу наступного, меншого трикутника (Pandolfini, 2009, с. 48ff).
|   | a | b | c | d | e | f | g | h |   |
| 8 | e6 білий кінь · g6 білий слон · f5 чорний хрестик · g5 чорний хрестик · e4 чорний хрестик · g4 чорний хрестик · d3 чорний хрестик · g3 чорний хрестик · b2 білий король · c2 чорний хрестик · d2 чорний король · g2 чорний хрестик · b1 чорний хрестик · c1 чорний хрестик · d1 чорний хрестик · e1 чорний хрестик · f1 чорний хрестик · g1 чорний хрестик | e6 білий кінь · g6 білий слон · f5 чорний хрестик · g5 чорний хрестик · e4 чорний хрестик · g4 чорний хрестик · d3 чорний хрестик · g3 чорний хрестик · b2 білий король · c2 чорний хрестик · d2 чорний король · g2 чорний хрестик · b1 чорний хрестик · c1 чорний хрестик · d1 чорний хрестик · e1 чорний хрестик · f1 чорний хрестик · g1 чорний хрестик | e6 білий кінь · g6 білий слон · f5 чорний хрестик · g5 чорний хрестик · e4 чорний хрестик · g4 чорний хрестик · d3 чорний хрестик · g3 чорний хрестик · b2 білий король · c2 чорний хрестик · d2 чорний король · g2 чорний хрестик · b1 чорний хрестик · c1 чорний хрестик · d1 чорний хрестик · e1 чорний хрестик · f1 чорний хрестик · g1 чорний хрестик | e6 білий кінь · g6 білий слон · f5 чорний хрестик · g5 чорний хрестик · e4 чорний хрестик · g4 чорний хрестик · d3 чорний хрестик · g3 чорний хрестик · b2 білий король · c2 чорний хрестик · d2 чорний король · g2 чорний хрестик · b1 чорний хрестик · c1 чорний хрестик · d1 чорний хрестик · e1 чорний хрестик · f1 чорний хрестик · g1 чорний хрестик | e6 білий кінь · g6 білий слон · f5 чорний хрестик · g5 чорний хрестик · e4 чорний хрестик · g4 чорний хрестик · d3 чорний хрестик · g3 чорний хрестик · b2 білий король · c2 чорний хрестик · d2 чорний король · g2 чорний хрестик · b1 чорний хрестик · c1 чорний хрестик · d1 чорний хрестик · e1 чорний хрестик · f1 чорний хрестик · g1 чорний хрестик | e6 білий кінь · g6 білий слон · f5 чорний хрестик · g5 чорний хрестик · e4 чорний хрестик · g4 чорний хрестик · d3 чорний хрестик · g3 чорний хрестик · b2 білий король · c2 чорний хрестик · d2 чорний король · g2 чорний хрестик · b1 чорний хрестик · c1 чорний хрестик · d1 чорний хрестик · e1 чорний хрестик · f1 чорний хрестик · g1 чорний хрестик | e6 білий кінь · g6 білий слон · f5 чорний хрестик · g5 чорний хрестик · e4 чорний хрестик · g4 чорний хрестик · d3 чорний хрестик · g3 чорний хрестик · b2 білий король · c2 чорний хрестик · d2 чорний король · g2 чорний хрестик · b1 чорний хрестик · c1 чорний хрестик · d1 чорний хрестик · e1 чорний хрестик · f1 чорний хрестик · g1 чорний хрестик | e6 білий кінь · g6 білий слон · f5 чорний хрестик · g5 чорний хрестик · e4 чорний хрестик · g4 чорний хрестик · d3 чорний хрестик · g3 чорний хрестик · b2 білий король · c2 чорний хрестик · d2 чорний король · g2 чорний хрестик · b1 чорний хрестик · c1 чорний хрестик · d1 чорний хрестик · e1 чорний хрестик · f1 чорний хрестик · g1 чорний хрестик | 8 |
| 7 | e6 білий кінь · g6 білий слон · f5 чорний хрестик · g5 чорний хрестик · e4 чорний хрестик · g4 чорний хрестик · d3 чорний хрестик · g3 чорний хрестик · b2 білий король · c2 чорний хрестик · d2 чорний король · g2 чорний хрестик · b1 чорний хрестик · c1 чорний хрестик · d1 чорний хрестик · e1 чорний хрестик · f1 чорний хрестик · g1 чорний хрестик | e6 білий кінь · g6 білий слон · f5 чорний хрестик · g5 чорний хрестик · e4 чорний хрестик · g4 чорний хрестик · d3 чорний хрестик · g3 чорний хрестик · b2 білий король · c2 чорний хрестик · d2 чорний король · g2 чорний хрестик · b1 чорний хрестик · c1 чорний хрестик · d1 чорний хрестик · e1 чорний хрестик · f1 чорний хрестик · g1 чорний хрестик | e6 білий кінь · g6 білий слон · f5 чорний хрестик · g5 чорний хрестик · e4 чорний хрестик · g4 чорний хрестик · d3 чорний хрестик · g3 чорний хрестик · b2 білий король · c2 чорний хрестик · d2 чорний король · g2 чорний хрестик · b1 чорний хрестик · c1 чорний хрестик · d1 чорний хрестик · e1 чорний хрестик · f1 чорний хрестик · g1 чорний хрестик | e6 білий кінь · g6 білий слон · f5 чорний хрестик · g5 чорний хрестик · e4 чорний хрестик · g4 чорний хрестик · d3 чорний хрестик · g3 чорний хрестик · b2 білий король · c2 чорний хрестик · d2 чорний король · g2 чорний хрестик · b1 чорний хрестик · c1 чорний хрестик · d1 чорний хрестик · e1 чорний хрестик · f1 чорний хрестик · g1 чорний хрестик | e6 білий кінь · g6 білий слон · f5 чорний хрестик · g5 чорний хрестик · e4 чорний хрестик · g4 чорний хрестик · d3 чорний хрестик · g3 чорний хрестик · b2 білий король · c2 чорний хрестик · d2 чорний король · g2 чорний хрестик · b1 чорний хрестик · c1 чорний хрестик · d1 чорний хрестик · e1 чорний хрестик · f1 чорний хрестик · g1 чорний хрестик | e6 білий кінь · g6 білий слон · f5 чорний хрестик · g5 чорний хрестик · e4 чорний хрестик · g4 чорний хрестик · d3 чорний хрестик · g3 чорний хрестик · b2 білий король · c2 чорний хрестик · d2 чорний король · g2 чорний хрестик · b1 чорний хрестик · c1 чорний хрестик · d1 чорний хрестик · e1 чорний хрестик · f1 чорний хрестик · g1 чорний хрестик | e6 білий кінь · g6 білий слон · f5 чорний хрестик · g5 чорний хрестик · e4 чорний хрестик · g4 чорний хрестик · d3 чорний хрестик · g3 чорний хрестик · b2 білий король · c2 чорний хрестик · d2 чорний король · g2 чорний хрестик · b1 чорний хрестик · c1 чорний хрестик · d1 чорний хрестик · e1 чорний хрестик · f1 чорний хрестик · g1 чорний хрестик | e6 білий кінь · g6 білий слон · f5 чорний хрестик · g5 чорний хрестик · e4 чорний хрестик · g4 чорний хрестик · d3 чорний хрестик · g3 чорний хрестик · b2 білий король · c2 чорний хрестик · d2 чорний король · g2 чорний хрестик · b1 чорний хрестик · c1 чорний хрестик · d1 чорний хрестик · e1 чорний хрестик · f1 чорний хрестик · g1 чорний хрестик | 7 |
| 6 | e6 білий кінь · g6 білий слон · f5 чорний хрестик · g5 чорний хрестик · e4 чорний хрестик · g4 чорний хрестик · d3 чорний хрестик · g3 чорний хрестик · b2 білий король · c2 чорний хрестик · d2 чорний король · g2 чорний хрестик · b1 чорний хрестик · c1 чорний хрестик · d1 чорний хрестик · e1 чорний хрестик · f1 чорний хрестик · g1 чорний хрестик | e6 білий кінь · g6 білий слон · f5 чорний хрестик · g5 чорний хрестик · e4 чорний хрестик · g4 чорний хрестик · d3 чорний хрестик · g3 чорний хрестик · b2 білий король · c2 чорний хрестик · d2 чорний король · g2 чорний хрестик · b1 чорний хрестик · c1 чорний хрестик · d1 чорний хрестик · e1 чорний хрестик · f1 чорний хрестик · g1 чорний хрестик | e6 білий кінь · g6 білий слон · f5 чорний хрестик · g5 чорний хрестик · e4 чорний хрестик · g4 чорний хрестик · d3 чорний хрестик · g3 чорний хрестик · b2 білий король · c2 чорний хрестик · d2 чорний король · g2 чорний хрестик · b1 чорний хрестик · c1 чорний хрестик · d1 чорний хрестик · e1 чорний хрестик · f1 чорний хрестик · g1 чорний хрестик | e6 білий кінь · g6 білий слон · f5 чорний хрестик · g5 чорний хрестик · e4 чорний хрестик · g4 чорний хрестик · d3 чорний хрестик · g3 чорний хрестик · b2 білий король · c2 чорний хрестик · d2 чорний король · g2 чорний хрестик · b1 чорний хрестик · c1 чорний хрестик · d1 чорний хрестик · e1 чорний хрестик · f1 чорний хрестик · g1 чорний хрестик | e6 білий кінь · g6 білий слон · f5 чорний хрестик · g5 чорний хрестик · e4 чорний хрестик · g4 чорний хрестик · d3 чорний хрестик · g3 чорний хрестик · b2 білий король · c2 чорний хрестик · d2 чорний король · g2 чорний хрестик · b1 чорний хрестик · c1 чорний хрестик · d1 чорний хрестик · e1 чорний хрестик · f1 чорний хрестик · g1 чорний хрестик | e6 білий кінь · g6 білий слон · f5 чорний хрестик · g5 чорний хрестик · e4 чорний хрестик · g4 чорний хрестик · d3 чорний хрестик · g3 чорний хрестик · b2 білий король · c2 чорний хрестик · d2 чорний король · g2 чорний хрестик · b1 чорний хрестик · c1 чорний хрестик · d1 чорний хрестик · e1 чорний хрестик · f1 чорний хрестик · g1 чорний хрестик | e6 білий кінь · g6 білий слон · f5 чорний хрестик · g5 чорний хрестик · e4 чорний хрестик · g4 чорний хрестик · d3 чорний хрестик · g3 чорний хрестик · b2 білий король · c2 чорний хрестик · d2 чорний король · g2 чорний хрестик · b1 чорний хрестик · c1 чорний хрестик · d1 чорний хрестик · e1 чорний хрестик · f1 чорний хрестик · g1 чорний хрестик | e6 білий кінь · g6 білий слон · f5 чорний хрестик · g5 чорний хрестик · e4 чорний хрестик · g4 чорний хрестик · d3 чорний хрестик · g3 чорний хрестик · b2 білий король · c2 чорний хрестик · d2 чорний король · g2 чорний хрестик · b1 чорний хрестик · c1 чорний хрестик · d1 чорний хрестик · e1 чорний хрестик · f1 чорний хрестик · g1 чорний хрестик | 6 |
| 5 | e6 білий кінь · g6 білий слон · f5 чорний хрестик · g5 чорний хрестик · e4 чорний хрестик · g4 чорний хрестик · d3 чорний хрестик · g3 чорний хрестик · b2 білий король · c2 чорний хрестик · d2 чорний король · g2 чорний хрестик · b1 чорний хрестик · c1 чорний хрестик · d1 чорний хрестик · e1 чорний хрестик · f1 чорний хрестик · g1 чорний хрестик | e6 білий кінь · g6 білий слон · f5 чорний хрестик · g5 чорний хрестик · e4 чорний хрестик · g4 чорний хрестик · d3 чорний хрестик · g3 чорний хрестик · b2 білий король · c2 чорний хрестик · d2 чорний король · g2 чорний хрестик · b1 чорний хрестик · c1 чорний хрестик · d1 чорний хрестик · e1 чорний хрестик · f1 чорний хрестик · g1 чорний хрестик | e6 білий кінь · g6 білий слон · f5 чорний хрестик · g5 чорний хрестик · e4 чорний хрестик · g4 чорний хрестик · d3 чорний хрестик · g3 чорний хрестик · b2 білий король · c2 чорний хрестик · d2 чорний король · g2 чорний хрестик · b1 чорний хрестик · c1 чорний хрестик · d1 чорний хрестик · e1 чорний хрестик · f1 чорний хрестик · g1 чорний хрестик | e6 білий кінь · g6 білий слон · f5 чорний хрестик · g5 чорний хрестик · e4 чорний хрестик · g4 чорний хрестик · d3 чорний хрестик · g3 чорний хрестик · b2 білий король · c2 чорний хрестик · d2 чорний король · g2 чорний хрестик · b1 чорний хрестик · c1 чорний хрестик · d1 чорний хрестик · e1 чорний хрестик · f1 чорний хрестик · g1 чорний хрестик | e6 білий кінь · g6 білий слон · f5 чорний хрестик · g5 чорний хрестик · e4 чорний хрестик · g4 чорний хрестик · d3 чорний хрестик · g3 чорний хрестик · b2 білий король · c2 чорний хрестик · d2 чорний король · g2 чорний хрестик · b1 чорний хрестик · c1 чорний хрестик · d1 чорний хрестик · e1 чорний хрестик · f1 чорний хрестик · g1 чорний хрестик | e6 білий кінь · g6 білий слон · f5 чорний хрестик · g5 чорний хрестик · e4 чорний хрестик · g4 чорний хрестик · d3 чорний хрестик · g3 чорний хрестик · b2 білий король · c2 чорний хрестик · d2 чорний король · g2 чорний хрестик · b1 чорний хрестик · c1 чорний хрестик · d1 чорний хрестик · e1 чорний хрестик · f1 чорний хрестик · g1 чорний хрестик | e6 білий кінь · g6 білий слон · f5 чорний хрестик · g5 чорний хрестик · e4 чорний хрестик · g4 чорний хрестик · d3 чорний хрестик · g3 чорний хрестик · b2 білий король · c2 чорний хрестик · d2 чорний король · g2 чорний хрестик · b1 чорний хрестик · c1 чорний хрестик · d1 чорний хрестик · e1 чорний хрестик · f1 чорний хрестик · g1 чорний хрестик | e6 білий кінь · g6 білий слон · f5 чорний хрестик · g5 чорний хрестик · e4 чорний хрестик · g4 чорний хрестик · d3 чорний хрестик · g3 чорний хрестик · b2 білий король · c2 чорний хрестик · d2 чорний король · g2 чорний хрестик · b1 чорний хрестик · c1 чорний хрестик · d1 чорний хрестик · e1 чорний хрестик · f1 чорний хрестик · g1 чорний хрестик | 5 |
| 4 | e6 білий кінь · g6 білий слон · f5 чорний хрестик · g5 чорний хрестик · e4 чорний хрестик · g4 чорний хрестик · d3 чорний хрестик · g3 чорний хрестик · b2 білий король · c2 чорний хрестик · d2 чорний король · g2 чорний хрестик · b1 чорний хрестик · c1 чорний хрестик · d1 чорний хрестик · e1 чорний хрестик · f1 чорний хрестик · g1 чорний хрестик | e6 білий кінь · g6 білий слон · f5 чорний хрестик · g5 чорний хрестик · e4 чорний хрестик · g4 чорний хрестик · d3 чорний хрестик · g3 чорний хрестик · b2 білий король · c2 чорний хрестик · d2 чорний король · g2 чорний хрестик · b1 чорний хрестик · c1 чорний хрестик · d1 чорний хрестик · e1 чорний хрестик · f1 чорний хрестик · g1 чорний хрестик | e6 білий кінь · g6 білий слон · f5 чорний хрестик · g5 чорний хрестик · e4 чорний хрестик · g4 чорний хрестик · d3 чорний хрестик · g3 чорний хрестик · b2 білий король · c2 чорний хрестик · d2 чорний король · g2 чорний хрестик · b1 чорний хрестик · c1 чорний хрестик · d1 чорний хрестик · e1 чорний хрестик · f1 чорний хрестик · g1 чорний хрестик | e6 білий кінь · g6 білий слон · f5 чорний хрестик · g5 чорний хрестик · e4 чорний хрестик · g4 чорний хрестик · d3 чорний хрестик · g3 чорний хрестик · b2 білий король · c2 чорний хрестик · d2 чорний король · g2 чорний хрестик · b1 чорний хрестик · c1 чорний хрестик · d1 чорний хрестик · e1 чорний хрестик · f1 чорний хрестик · g1 чорний хрестик | e6 білий кінь · g6 білий слон · f5 чорний хрестик · g5 чорний хрестик · e4 чорний хрестик · g4 чорний хрестик · d3 чорний хрестик · g3 чорний хрестик · b2 білий король · c2 чорний хрестик · d2 чорний король · g2 чорний хрестик · b1 чорний хрестик · c1 чорний хрестик · d1 чорний хрестик · e1 чорний хрестик · f1 чорний хрестик · g1 чорний хрестик | e6 білий кінь · g6 білий слон · f5 чорний хрестик · g5 чорний хрестик · e4 чорний хрестик · g4 чорний хрестик · d3 чорний хрестик · g3 чорний хрестик · b2 білий король · c2 чорний хрестик · d2 чорний король · g2 чорний хрестик · b1 чорний хрестик · c1 чорний хрестик · d1 чорний хрестик · e1 чорний хрестик · f1 чорний хрестик · g1 чорний хрестик | e6 білий кінь · g6 білий слон · f5 чорний хрестик · g5 чорний хрестик · e4 чорний хрестик · g4 чорний хрестик · d3 чорний хрестик · g3 чорний хрестик · b2 білий король · c2 чорний хрестик · d2 чорний король · g2 чорний хрестик · b1 чорний хрестик · c1 чорний хрестик · d1 чорний хрестик · e1 чорний хрестик · f1 чорний хрестик · g1 чорний хрестик | e6 білий кінь · g6 білий слон · f5 чорний хрестик · g5 чорний хрестик · e4 чорний хрестик · g4 чорний хрестик · d3 чорний хрестик · g3 чорний хрестик · b2 білий король · c2 чорний хрестик · d2 чорний король · g2 чорний хрестик · b1 чорний хрестик · c1 чорний хрестик · d1 чорний хрестик · e1 чорний хрестик · f1 чорний хрестик · g1 чорний хрестик | 4 |
| 3 | e6 білий кінь · g6 білий слон · f5 чорний хрестик · g5 чорний хрестик · e4 чорний хрестик · g4 чорний хрестик · d3 чорний хрестик · g3 чорний хрестик · b2 білий король · c2 чорний хрестик · d2 чорний король · g2 чорний хрестик · b1 чорний хрестик · c1 чорний хрестик · d1 чорний хрестик · e1 чорний хрестик · f1 чорний хрестик · g1 чорний хрестик | e6 білий кінь · g6 білий слон · f5 чорний хрестик · g5 чорний хрестик · e4 чорний хрестик · g4 чорний хрестик · d3 чорний хрестик · g3 чорний хрестик · b2 білий король · c2 чорний хрестик · d2 чорний король · g2 чорний хрестик · b1 чорний хрестик · c1 чорний хрестик · d1 чорний хрестик · e1 чорний хрестик · f1 чорний хрестик · g1 чорний хрестик | e6 білий кінь · g6 білий слон · f5 чорний хрестик · g5 чорний хрестик · e4 чорний хрестик · g4 чорний хрестик · d3 чорний хрестик · g3 чорний хрестик · b2 білий король · c2 чорний хрестик · d2 чорний король · g2 чорний хрестик · b1 чорний хрестик · c1 чорний хрестик · d1 чорний хрестик · e1 чорний хрестик · f1 чорний хрестик · g1 чорний хрестик | e6 білий кінь · g6 білий слон · f5 чорний хрестик · g5 чорний хрестик · e4 чорний хрестик · g4 чорний хрестик · d3 чорний хрестик · g3 чорний хрестик · b2 білий король · c2 чорний хрестик · d2 чорний король · g2 чорний хрестик · b1 чорний хрестик · c1 чорний хрестик · d1 чорний хрестик · e1 чорний хрестик · f1 чорний хрестик · g1 чорний хрестик | e6 білий кінь · g6 білий слон · f5 чорний хрестик · g5 чорний хрестик · e4 чорний хрестик · g4 чорний хрестик · d3 чорний хрестик · g3 чорний хрестик · b2 білий король · c2 чорний хрестик · d2 чорний король · g2 чорний хрестик · b1 чорний хрестик · c1 чорний хрестик · d1 чорний хрестик · e1 чорний хрестик · f1 чорний хрестик · g1 чорний хрестик | e6 білий кінь · g6 білий слон · f5 чорний хрестик · g5 чорний хрестик · e4 чорний хрестик · g4 чорний хрестик · d3 чорний хрестик · g3 чорний хрестик · b2 білий король · c2 чорний хрестик · d2 чорний король · g2 чорний хрестик · b1 чорний хрестик · c1 чорний хрестик · d1 чорний хрестик · e1 чорний хрестик · f1 чорний хрестик · g1 чорний хрестик | e6 білий кінь · g6 білий слон · f5 чорний хрестик · g5 чорний хрестик · e4 чорний хрестик · g4 чорний хрестик · d3 чорний хрестик · g3 чорний хрестик · b2 білий король · c2 чорний хрестик · d2 чорний король · g2 чорний хрестик · b1 чорний хрестик · c1 чорний хрестик · d1 чорний хрестик · e1 чорний хрестик · f1 чорний хрестик · g1 чорний хрестик | e6 білий кінь · g6 білий слон · f5 чорний хрестик · g5 чорний хрестик · e4 чорний хрестик · g4 чорний хрестик · d3 чорний хрестик · g3 чорний хрестик · b2 білий король · c2 чорний хрестик · d2 чорний король · g2 чорний хрестик · b1 чорний хрестик · c1 чорний хрестик · d1 чорний хрестик · e1 чорний хрестик · f1 чорний хрестик · g1 чорний хрестик | 3 |
| 2 | e6 білий кінь · g6 білий слон · f5 чорний хрестик · g5 чорний хрестик · e4 чорний хрестик · g4 чорний хрестик · d3 чорний хрестик · g3 чорний хрестик · b2 білий король · c2 чорний хрестик · d2 чорний король · g2 чорний хрестик · b1 чорний хрестик · c1 чорний хрестик · d1 чорний хрестик · e1 чорний хрестик · f1 чорний хрестик · g1 чорний хрестик | e6 білий кінь · g6 білий слон · f5 чорний хрестик · g5 чорний хрестик · e4 чорний хрестик · g4 чорний хрестик · d3 чорний хрестик · g3 чорний хрестик · b2 білий король · c2 чорний хрестик · d2 чорний король · g2 чорний хрестик · b1 чорний хрестик · c1 чорний хрестик · d1 чорний хрестик · e1 чорний хрестик · f1 чорний хрестик · g1 чорний хрестик | e6 білий кінь · g6 білий слон · f5 чорний хрестик · g5 чорний хрестик · e4 чорний хрестик · g4 чорний хрестик · d3 чорний хрестик · g3 чорний хрестик · b2 білий король · c2 чорний хрестик · d2 чорний король · g2 чорний хрестик · b1 чорний хрестик · c1 чорний хрестик · d1 чорний хрестик · e1 чорний хрестик · f1 чорний хрестик · g1 чорний хрестик | e6 білий кінь · g6 білий слон · f5 чорний хрестик · g5 чорний хрестик · e4 чорний хрестик · g4 чорний хрестик · d3 чорний хрестик · g3 чорний хрестик · b2 білий король · c2 чорний хрестик · d2 чорний король · g2 чорний хрестик · b1 чорний хрестик · c1 чорний хрестик · d1 чорний хрестик · e1 чорний хрестик · f1 чорний хрестик · g1 чорний хрестик | e6 білий кінь · g6 білий слон · f5 чорний хрестик · g5 чорний хрестик · e4 чорний хрестик · g4 чорний хрестик · d3 чорний хрестик · g3 чорний хрестик · b2 білий король · c2 чорний хрестик · d2 чорний король · g2 чорний хрестик · b1 чорний хрестик · c1 чорний хрестик · d1 чорний хрестик · e1 чорний хрестик · f1 чорний хрестик · g1 чорний хрестик | e6 білий кінь · g6 білий слон · f5 чорний хрестик · g5 чорний хрестик · e4 чорний хрестик · g4 чорний хрестик · d3 чорний хрестик · g3 чорний хрестик · b2 білий король · c2 чорний хрестик · d2 чорний король · g2 чорний хрестик · b1 чорний хрестик · c1 чорний хрестик · d1 чорний хрестик · e1 чорний хрестик · f1 чорний хрестик · g1 чорний хрестик | e6 білий кінь · g6 білий слон · f5 чорний хрестик · g5 чорний хрестик · e4 чорний хрестик · g4 чорний хрестик · d3 чорний хрестик · g3 чорний хрестик · b2 білий король · c2 чорний хрестик · d2 чорний король · g2 чорний хрестик · b1 чорний хрестик · c1 чорний хрестик · d1 чорний хрестик · e1 чорний хрестик · f1 чорний хрестик · g1 чорний хрестик | e6 білий кінь · g6 білий слон · f5 чорний хрестик · g5 чорний хрестик · e4 чорний хрестик · g4 чорний хрестик · d3 чорний хрестик · g3 чорний хрестик · b2 білий король · c2 чорний хрестик · d2 чорний король · g2 чорний хрестик · b1 чорний хрестик · c1 чорний хрестик · d1 чорний хрестик · e1 чорний хрестик · f1 чорний хрестик · g1 чорний хрестик | 2 |
| 1 | e6 білий кінь · g6 білий слон · f5 чорний хрестик · g5 чорний хрестик · e4 чорний хрестик · g4 чорний хрестик · d3 чорний хрестик · g3 чорний хрестик · b2 білий король · c2 чорний хрестик · d2 чорний король · g2 чорний хрестик · b1 чорний хрестик · c1 чорний хрестик · d1 чорний хрестик · e1 чорний хрестик · f1 чорний хрестик · g1 чорний хрестик | e6 білий кінь · g6 білий слон · f5 чорний хрестик · g5 чорний хрестик · e4 чорний хрестик · g4 чорний хрестик · d3 чорний хрестик · g3 чорний хрестик · b2 білий король · c2 чорний хрестик · d2 чорний король · g2 чорний хрестик · b1 чорний хрестик · c1 чорний хрестик · d1 чорний хрестик · e1 чорний хрестик · f1 чорний хрестик · g1 чорний хрестик | e6 білий кінь · g6 білий слон · f5 чорний хрестик · g5 чорний хрестик · e4 чорний хрестик · g4 чорний хрестик · d3 чорний хрестик · g3 чорний хрестик · b2 білий король · c2 чорний хрестик · d2 чорний король · g2 чорний хрестик · b1 чорний хрестик · c1 чорний хрестик · d1 чорний хрестик · e1 чорний хрестик · f1 чорний хрестик · g1 чорний хрестик | e6 білий кінь · g6 білий слон · f5 чорний хрестик · g5 чорний хрестик · e4 чорний хрестик · g4 чорний хрестик · d3 чорний хрестик · g3 чорний хрестик · b2 білий король · c2 чорний хрестик · d2 чорний король · g2 чорний хрестик · b1 чорний хрестик · c1 чорний хрестик · d1 чорний хрестик · e1 чорний хрестик · f1 чорний хрестик · g1 чорний хрестик | e6 білий кінь · g6 білий слон · f5 чорний хрестик · g5 чорний хрестик · e4 чорний хрестик · g4 чорний хрестик · d3 чорний хрестик · g3 чорний хрестик · b2 білий король · c2 чорний хрестик · d2 чорний король · g2 чорний хрестик · b1 чорний хрестик · c1 чорний хрестик · d1 чорний хрестик · e1 чорний хрестик · f1 чорний хрестик · g1 чорний хрестик | e6 білий кінь · g6 білий слон · f5 чорний хрестик · g5 чорний хрестик · e4 чорний хрестик · g4 чорний хрестик · d3 чорний хрестик · g3 чорний хрестик · b2 білий король · c2 чорний хрестик · d2 чорний король · g2 чорний хрестик · b1 чорний хрестик · c1 чорний хрестик · d1 чорний хрестик · e1 чорний хрестик · f1 чорний хрестик · g1 чорний хрестик | e6 білий кінь · g6 білий слон · f5 чорний хрестик · g5 чорний хрестик · e4 чорний хрестик · g4 чорний хрестик · d3 чорний хрестик · g3 чорний хрестик · b2 білий король · c2 чорний хрестик · d2 чорний король · g2 чорний хрестик · b1 чорний хрестик · c1 чорний хрестик · d1 чорний хрестик · e1 чорний хрестик · f1 чорний хрестик · g1 чорний хрестик | e6 білий кінь · g6 білий слон · f5 чорний хрестик · g5 чорний хрестик · e4 чорний хрестик · g4 чорний хрестик · d3 чорний хрестик · g3 чорний хрестик · b2 білий король · c2 чорний хрестик · d2 чорний король · g2 чорний хрестик · b1 чорний хрестик · c1 чорний хрестик · d1 чорний хрестик · e1 чорний хрестик · f1 чорний хрестик · g1 чорний хрестик | 1 |
|   | a | b | c | d | e | f | g | h |   |

|   | a | b | c | d | e | f | g | h |   |
| 8 | e4 білий кінь · g4 білий слон · f3 чорний хрестик · g3 чорний хрестик · e2 чорний хрестик · g2 чорний хрестик · d1 чорний хрестик · e1 чорний король · f1 чорний хрестик · g1 чорний хрестик | e4 білий кінь · g4 білий слон · f3 чорний хрестик · g3 чорний хрестик · e2 чорний хрестик · g2 чорний хрестик · d1 чорний хрестик · e1 чорний король · f1 чорний хрестик · g1 чорний хрестик | e4 білий кінь · g4 білий слон · f3 чорний хрестик · g3 чорний хрестик · e2 чорний хрестик · g2 чорний хрестик · d1 чорний хрестик · e1 чорний король · f1 чорний хрестик · g1 чорний хрестик | e4 білий кінь · g4 білий слон · f3 чорний хрестик · g3 чорний хрестик · e2 чорний хрестик · g2 чорний хрестик · d1 чорний хрестик · e1 чорний король · f1 чорний хрестик · g1 чорний хрестик | e4 білий кінь · g4 білий слон · f3 чорний хрестик · g3 чорний хрестик · e2 чорний хрестик · g2 чорний хрестик · d1 чорний хрестик · e1 чорний король · f1 чорний хрестик · g1 чорний хрестик | e4 білий кінь · g4 білий слон · f3 чорний хрестик · g3 чорний хрестик · e2 чорний хрестик · g2 чорний хрестик · d1 чорний хрестик · e1 чорний король · f1 чорний хрестик · g1 чорний хрестик | e4 білий кінь · g4 білий слон · f3 чорний хрестик · g3 чорний хрестик · e2 чорний хрестик · g2 чорний хрестик · d1 чорний хрестик · e1 чорний король · f1 чорний хрестик · g1 чорний хрестик | e4 білий кінь · g4 білий слон · f3 чорний хрестик · g3 чорний хрестик · e2 чорний хрестик · g2 чорний хрестик · d1 чорний хрестик · e1 чорний король · f1 чорний хрестик · g1 чорний хрестик | 8 |
| 7 | e4 білий кінь · g4 білий слон · f3 чорний хрестик · g3 чорний хрестик · e2 чорний хрестик · g2 чорний хрестик · d1 чорний хрестик · e1 чорний король · f1 чорний хрестик · g1 чорний хрестик | e4 білий кінь · g4 білий слон · f3 чорний хрестик · g3 чорний хрестик · e2 чорний хрестик · g2 чорний хрестик · d1 чорний хрестик · e1 чорний король · f1 чорний хрестик · g1 чорний хрестик | e4 білий кінь · g4 білий слон · f3 чорний хрестик · g3 чорний хрестик · e2 чорний хрестик · g2 чорний хрестик · d1 чорний хрестик · e1 чорний король · f1 чорний хрестик · g1 чорний хрестик | e4 білий кінь · g4 білий слон · f3 чорний хрестик · g3 чорний хрестик · e2 чорний хрестик · g2 чорний хрестик · d1 чорний хрестик · e1 чорний король · f1 чорний хрестик · g1 чорний хрестик | e4 білий кінь · g4 білий слон · f3 чорний хрестик · g3 чорний хрестик · e2 чорний хрестик · g2 чорний хрестик · d1 чорний хрестик · e1 чорний король · f1 чорний хрестик · g1 чорний хрестик | e4 білий кінь · g4 білий слон · f3 чорний хрестик · g3 чорний хрестик · e2 чорний хрестик · g2 чорний хрестик · d1 чорний хрестик · e1 чорний король · f1 чорний хрестик · g1 чорний хрестик | e4 білий кінь · g4 білий слон · f3 чорний хрестик · g3 чорний хрестик · e2 чорний хрестик · g2 чорний хрестик · d1 чорний хрестик · e1 чорний король · f1 чорний хрестик · g1 чорний хрестик | e4 білий кінь · g4 білий слон · f3 чорний хрестик · g3 чорний хрестик · e2 чорний хрестик · g2 чорний хрестик · d1 чорний хрестик · e1 чорний король · f1 чорний хрестик · g1 чорний хрестик | 7 |
| 6 | e4 білий кінь · g4 білий слон · f3 чорний хрестик · g3 чорний хрестик · e2 чорний хрестик · g2 чорний хрестик · d1 чорний хрестик · e1 чорний король · f1 чорний хрестик · g1 чорний хрестик | e4 білий кінь · g4 білий слон · f3 чорний хрестик · g3 чорний хрестик · e2 чорний хрестик · g2 чорний хрестик · d1 чорний хрестик · e1 чорний король · f1 чорний хрестик · g1 чорний хрестик | e4 білий кінь · g4 білий слон · f3 чорний хрестик · g3 чорний хрестик · e2 чорний хрестик · g2 чорний хрестик · d1 чорний хрестик · e1 чорний король · f1 чорний хрестик · g1 чорний хрестик | e4 білий кінь · g4 білий слон · f3 чорний хрестик · g3 чорний хрестик · e2 чорний хрестик · g2 чорний хрестик · d1 чорний хрестик · e1 чорний король · f1 чорний хрестик · g1 чорний хрестик | e4 білий кінь · g4 білий слон · f3 чорний хрестик · g3 чорний хрестик · e2 чорний хрестик · g2 чорний хрестик · d1 чорний хрестик · e1 чорний король · f1 чорний хрестик · g1 чорний хрестик | e4 білий кінь · g4 білий слон · f3 чорний хрестик · g3 чорний хрестик · e2 чорний хрестик · g2 чорний хрестик · d1 чорний хрестик · e1 чорний король · f1 чорний хрестик · g1 чорний хрестик | e4 білий кінь · g4 білий слон · f3 чорний хрестик · g3 чорний хрестик · e2 чорний хрестик · g2 чорний хрестик · d1 чорний хрестик · e1 чорний король · f1 чорний хрестик · g1 чорний хрестик | e4 білий кінь · g4 білий слон · f3 чорний хрестик · g3 чорний хрестик · e2 чорний хрестик · g2 чорний хрестик · d1 чорний хрестик · e1 чорний король · f1 чорний хрестик · g1 чорний хрестик | 6 |
| 5 | e4 білий кінь · g4 білий слон · f3 чорний хрестик · g3 чорний хрестик · e2 чорний хрестик · g2 чорний хрестик · d1 чорний хрестик · e1 чорний король · f1 чорний хрестик · g1 чорний хрестик | e4 білий кінь · g4 білий слон · f3 чорний хрестик · g3 чорний хрестик · e2 чорний хрестик · g2 чорний хрестик · d1 чорний хрестик · e1 чорний король · f1 чорний хрестик · g1 чорний хрестик | e4 білий кінь · g4 білий слон · f3 чорний хрестик · g3 чорний хрестик · e2 чорний хрестик · g2 чорний хрестик · d1 чорний хрестик · e1 чорний король · f1 чорний хрестик · g1 чорний хрестик | e4 білий кінь · g4 білий слон · f3 чорний хрестик · g3 чорний хрестик · e2 чорний хрестик · g2 чорний хрестик · d1 чорний хрестик · e1 чорний король · f1 чорний хрестик · g1 чорний хрестик | e4 білий кінь · g4 білий слон · f3 чорний хрестик · g3 чорний хрестик · e2 чорний хрестик · g2 чорний хрестик · d1 чорний хрестик · e1 чорний король · f1 чорний хрестик · g1 чорний хрестик | e4 білий кінь · g4 білий слон · f3 чорний хрестик · g3 чорний хрестик · e2 чорний хрестик · g2 чорний хрестик · d1 чорний хрестик · e1 чорний король · f1 чорний хрестик · g1 чорний хрестик | e4 білий кінь · g4 білий слон · f3 чорний хрестик · g3 чорний хрестик · e2 чорний хрестик · g2 чорний хрестик · d1 чорний хрестик · e1 чорний король · f1 чорний хрестик · g1 чорний хрестик | e4 білий кінь · g4 білий слон · f3 чорний хрестик · g3 чорний хрестик · e2 чорний хрестик · g2 чорний хрестик · d1 чорний хрестик · e1 чорний король · f1 чорний хрестик · g1 чорний хрестик | 5 |
| 4 | e4 білий кінь · g4 білий слон · f3 чорний хрестик · g3 чорний хрестик · e2 чорний хрестик · g2 чорний хрестик · d1 чорний хрестик · e1 чорний король · f1 чорний хрестик · g1 чорний хрестик | e4 білий кінь · g4 білий слон · f3 чорний хрестик · g3 чорний хрестик · e2 чорний хрестик · g2 чорний хрестик · d1 чорний хрестик · e1 чорний король · f1 чорний хрестик · g1 чорний хрестик | e4 білий кінь · g4 білий слон · f3 чорний хрестик · g3 чорний хрестик · e2 чорний хрестик · g2 чорний хрестик · d1 чорний хрестик · e1 чорний король · f1 чорний хрестик · g1 чорний хрестик | e4 білий кінь · g4 білий слон · f3 чорний хрестик · g3 чорний хрестик · e2 чорний хрестик · g2 чорний хрестик · d1 чорний хрестик · e1 чорний король · f1 чорний хрестик · g1 чорний хрестик | e4 білий кінь · g4 білий слон · f3 чорний хрестик · g3 чорний хрестик · e2 чорний хрестик · g2 чорний хрестик · d1 чорний хрестик · e1 чорний король · f1 чорний хрестик · g1 чорний хрестик | e4 білий кінь · g4 білий слон · f3 чорний хрестик · g3 чорний хрестик · e2 чорний хрестик · g2 чорний хрестик · d1 чорний хрестик · e1 чорний король · f1 чорний хрестик · g1 чорний хрестик | e4 білий кінь · g4 білий слон · f3 чорний хрестик · g3 чорний хрестик · e2 чорний хрестик · g2 чорний хрестик · d1 чорний хрестик · e1 чорний король · f1 чорний хрестик · g1 чорний хрестик | e4 білий кінь · g4 білий слон · f3 чорний хрестик · g3 чорний хрестик · e2 чорний хрестик · g2 чорний хрестик · d1 чорний хрестик · e1 чорний король · f1 чорний хрестик · g1 чорний хрестик | 4 |
| 3 | e4 білий кінь · g4 білий слон · f3 чорний хрестик · g3 чорний хрестик · e2 чорний хрестик · g2 чорний хрестик · d1 чорний хрестик · e1 чорний король · f1 чорний хрестик · g1 чорний хрестик | e4 білий кінь · g4 білий слон · f3 чорний хрестик · g3 чорний хрестик · e2 чорний хрестик · g2 чорний хрестик · d1 чорний хрестик · e1 чорний король · f1 чорний хрестик · g1 чорний хрестик | e4 білий кінь · g4 білий слон · f3 чорний хрестик · g3 чорний хрестик · e2 чорний хрестик · g2 чорний хрестик · d1 чорний хрестик · e1 чорний король · f1 чорний хрестик · g1 чорний хрестик | e4 білий кінь · g4 білий слон · f3 чорний хрестик · g3 чорний хрестик · e2 чорний хрестик · g2 чорний хрестик · d1 чорний хрестик · e1 чорний король · f1 чорний хрестик · g1 чорний хрестик | e4 білий кінь · g4 білий слон · f3 чорний хрестик · g3 чорний хрестик · e2 чорний хрестик · g2 чорний хрестик · d1 чорний хрестик · e1 чорний король · f1 чорний хрестик · g1 чорний хрестик | e4 білий кінь · g4 білий слон · f3 чорний хрестик · g3 чорний хрестик · e2 чорний хрестик · g2 чорний хрестик · d1 чорний хрестик · e1 чорний король · f1 чорний хрестик · g1 чорний хрестик | e4 білий кінь · g4 білий слон · f3 чорний хрестик · g3 чорний хрестик · e2 чорний хрестик · g2 чорний хрестик · d1 чорний хрестик · e1 чорний король · f1 чорний хрестик · g1 чорний хрестик | e4 білий кінь · g4 білий слон · f3 чорний хрестик · g3 чорний хрестик · e2 чорний хрестик · g2 чорний хрестик · d1 чорний хрестик · e1 чорний король · f1 чорний хрестик · g1 чорний хрестик | 3 |
| 2 | e4 білий кінь · g4 білий слон · f3 чорний хрестик · g3 чорний хрестик · e2 чорний хрестик · g2 чорний хрестик · d1 чорний хрестик · e1 чорний король · f1 чорний хрестик · g1 чорний хрестик | e4 білий кінь · g4 білий слон · f3 чорний хрестик · g3 чорний хрестик · e2 чорний хрестик · g2 чорний хрестик · d1 чорний хрестик · e1 чорний король · f1 чорний хрестик · g1 чорний хрестик | e4 білий кінь · g4 білий слон · f3 чорний хрестик · g3 чорний хрестик · e2 чорний хрестик · g2 чорний хрестик · d1 чорний хрестик · e1 чорний король · f1 чорний хрестик · g1 чорний хрестик | e4 білий кінь · g4 білий слон · f3 чорний хрестик · g3 чорний хрестик · e2 чорний хрестик · g2 чорний хрестик · d1 чорний хрестик · e1 чорний король · f1 чорний хрестик · g1 чорний хрестик | e4 білий кінь · g4 білий слон · f3 чорний хрестик · g3 чорний хрестик · e2 чорний хрестик · g2 чорний хрестик · d1 чорний хрестик · e1 чорний король · f1 чорний хрестик · g1 чорний хрестик | e4 білий кінь · g4 білий слон · f3 чорний хрестик · g3 чорний хрестик · e2 чорний хрестик · g2 чорний хрестик · d1 чорний хрестик · e1 чорний король · f1 чорний хрестик · g1 чорний хрестик | e4 білий кінь · g4 білий слон · f3 чорний хрестик · g3 чорний хрестик · e2 чорний хрестик · g2 чорний хрестик · d1 чорний хрестик · e1 чорний король · f1 чорний хрестик · g1 чорний хрестик | e4 білий кінь · g4 білий слон · f3 чорний хрестик · g3 чорний хрестик · e2 чорний хрестик · g2 чорний хрестик · d1 чорний хрестик · e1 чорний король · f1 чорний хрестик · g1 чорний хрестик | 2 |
| 1 | e4 білий кінь · g4 білий слон · f3 чорний хрестик · g3 чорний хрестик · e2 чорний хрестик · g2 чорний хрестик · d1 чорний хрестик · e1 чорний король · f1 чорний хрестик · g1 чорний хрестик | e4 білий кінь · g4 білий слон · f3 чорний хрестик · g3 чорний хрестик · e2 чорний хрестик · g2 чорний хрестик · d1 чорний хрестик · e1 чорний король · f1 чорний хрестик · g1 чорний хрестик | e4 білий кінь · g4 білий слон · f3 чорний хрестик · g3 чорний хрестик · e2 чорний хрестик · g2 чорний хрестик · d1 чорний хрестик · e1 чорний король · f1 чорний хрестик · g1 чорний хрестик | e4 білий кінь · g4 білий слон · f3 чорний хрестик · g3 чорний хрестик · e2 чорний хрестик · g2 чорний хрестик · d1 чорний хрестик · e1 чорний король · f1 чорний хрестик · g1 чорний хрестик | e4 білий кінь · g4 білий слон · f3 чорний хрестик · g3 чорний хрестик · e2 чорний хрестик · g2 чорний хрестик · d1 чорний хрестик · e1 чорний король · f1 чорний хрестик · g1 чорний хрестик | e4 білий кінь · g4 білий слон · f3 чорний хрестик · g3 чорний хрестик · e2 чорний хрестик · g2 чорний хрестик · d1 чорний хрестик · e1 чорний король · f1 чорний хрестик · g1 чорний хрестик | e4 білий кінь · g4 білий слон · f3 чорний хрестик · g3 чорний хрестик · e2 чорний хрестик · g2 чорний хрестик · d1 чорний хрестик · e1 чорний король · f1 чорний хрестик · g1 чорний хрестик | e4 білий кінь · g4 білий слон · f3 чорний хрестик · g3 чорний хрестик · e2 чорний хрестик · g2 чорний хрестик · d1 чорний хрестик · e1 чорний король · f1 чорний хрестик · g1 чорний хрестик | 1 |
|   | a | b | c | d | e | f | g | h |   |

|   | a | b | c | d | e | f | g | h |   |
| 8 | g3 білий король · h3 білий слон · g2 чорний хрестик · h2 чорний хрестик · f1 чорний хрестик · g1 чорний король · h1 чорний хрестик | g3 білий король · h3 білий слон · g2 чорний хрестик · h2 чорний хрестик · f1 чорний хрестик · g1 чорний король · h1 чорний хрестик | g3 білий король · h3 білий слон · g2 чорний хрестик · h2 чорний хрестик · f1 чорний хрестик · g1 чорний король · h1 чорний хрестик | g3 білий король · h3 білий слон · g2 чорний хрестик · h2 чорний хрестик · f1 чорний хрестик · g1 чорний король · h1 чорний хрестик | g3 білий король · h3 білий слон · g2 чорний хрестик · h2 чорний хрестик · f1 чорний хрестик · g1 чорний король · h1 чорний хрестик | g3 білий король · h3 білий слон · g2 чорний хрестик · h2 чорний хрестик · f1 чорний хрестик · g1 чорний король · h1 чорний хрестик | g3 білий король · h3 білий слон · g2 чорний хрестик · h2 чорний хрестик · f1 чорний хрестик · g1 чорний король · h1 чорний хрестик | g3 білий король · h3 білий слон · g2 чорний хрестик · h2 чорний хрестик · f1 чорний хрестик · g1 чорний король · h1 чорний хрестик | 8 |
| 7 | g3 білий король · h3 білий слон · g2 чорний хрестик · h2 чорний хрестик · f1 чорний хрестик · g1 чорний король · h1 чорний хрестик | g3 білий король · h3 білий слон · g2 чорний хрестик · h2 чорний хрестик · f1 чорний хрестик · g1 чорний король · h1 чорний хрестик | g3 білий король · h3 білий слон · g2 чорний хрестик · h2 чорний хрестик · f1 чорний хрестик · g1 чорний король · h1 чорний хрестик | g3 білий король · h3 білий слон · g2 чорний хрестик · h2 чорний хрестик · f1 чорний хрестик · g1 чорний король · h1 чорний хрестик | g3 білий король · h3 білий слон · g2 чорний хрестик · h2 чорний хрестик · f1 чорний хрестик · g1 чорний король · h1 чорний хрестик | g3 білий король · h3 білий слон · g2 чорний хрестик · h2 чорний хрестик · f1 чорний хрестик · g1 чорний король · h1 чорний хрестик | g3 білий король · h3 білий слон · g2 чорний хрестик · h2 чорний хрестик · f1 чорний хрестик · g1 чорний король · h1 чорний хрестик | g3 білий король · h3 білий слон · g2 чорний хрестик · h2 чорний хрестик · f1 чорний хрестик · g1 чорний король · h1 чорний хрестик | 7 |
| 6 | g3 білий король · h3 білий слон · g2 чорний хрестик · h2 чорний хрестик · f1 чорний хрестик · g1 чорний король · h1 чорний хрестик | g3 білий король · h3 білий слон · g2 чорний хрестик · h2 чорний хрестик · f1 чорний хрестик · g1 чорний король · h1 чорний хрестик | g3 білий король · h3 білий слон · g2 чорний хрестик · h2 чорний хрестик · f1 чорний хрестик · g1 чорний король · h1 чорний хрестик | g3 білий король · h3 білий слон · g2 чорний хрестик · h2 чорний хрестик · f1 чорний хрестик · g1 чорний король · h1 чорний хрестик | g3 білий король · h3 білий слон · g2 чорний хрестик · h2 чорний хрестик · f1 чорний хрестик · g1 чорний король · h1 чорний хрестик | g3 білий король · h3 білий слон · g2 чорний хрестик · h2 чорний хрестик · f1 чорний хрестик · g1 чорний король · h1 чорний хрестик | g3 білий король · h3 білий слон · g2 чорний хрестик · h2 чорний хрестик · f1 чорний хрестик · g1 чорний король · h1 чорний хрестик | g3 білий король · h3 білий слон · g2 чорний хрестик · h2 чорний хрестик · f1 чорний хрестик · g1 чорний король · h1 чорний хрестик | 6 |
| 5 | g3 білий король · h3 білий слон · g2 чорний хрестик · h2 чорний хрестик · f1 чорний хрестик · g1 чорний король · h1 чорний хрестик | g3 білий король · h3 білий слон · g2 чорний хрестик · h2 чорний хрестик · f1 чорний хрестик · g1 чорний король · h1 чорний хрестик | g3 білий король · h3 білий слон · g2 чорний хрестик · h2 чорний хрестик · f1 чорний хрестик · g1 чорний король · h1 чорний хрестик | g3 білий король · h3 білий слон · g2 чорний хрестик · h2 чорний хрестик · f1 чорний хрестик · g1 чорний король · h1 чорний хрестик | g3 білий король · h3 білий слон · g2 чорний хрестик · h2 чорний хрестик · f1 чорний хрестик · g1 чорний король · h1 чорний хрестик | g3 білий король · h3 білий слон · g2 чорний хрестик · h2 чорний хрестик · f1 чорний хрестик · g1 чорний король · h1 чорний хрестик | g3 білий король · h3 білий слон · g2 чорний хрестик · h2 чорний хрестик · f1 чорний хрестик · g1 чорний король · h1 чорний хрестик | g3 білий король · h3 білий слон · g2 чорний хрестик · h2 чорний хрестик · f1 чорний хрестик · g1 чорний король · h1 чорний хрестик | 5 |
| 4 | g3 білий король · h3 білий слон · g2 чорний хрестик · h2 чорний хрестик · f1 чорний хрестик · g1 чорний король · h1 чорний хрестик | g3 білий король · h3 білий слон · g2 чорний хрестик · h2 чорний хрестик · f1 чорний хрестик · g1 чорний король · h1 чорний хрестик | g3 білий король · h3 білий слон · g2 чорний хрестик · h2 чорний хрестик · f1 чорний хрестик · g1 чорний король · h1 чорний хрестик | g3 білий король · h3 білий слон · g2 чорний хрестик · h2 чорний хрестик · f1 чорний хрестик · g1 чорний король · h1 чорний хрестик | g3 білий король · h3 білий слон · g2 чорний хрестик · h2 чорний хрестик · f1 чорний хрестик · g1 чорний король · h1 чорний хрестик | g3 білий король · h3 білий слон · g2 чорний хрестик · h2 чорний хрестик · f1 чорний хрестик · g1 чорний король · h1 чорний хрестик | g3 білий король · h3 білий слон · g2 чорний хрестик · h2 чорний хрестик · f1 чорний хрестик · g1 чорний король · h1 чорний хрестик | g3 білий король · h3 білий слон · g2 чорний хрестик · h2 чорний хрестик · f1 чорний хрестик · g1 чорний король · h1 чорний хрестик | 4 |
| 3 | g3 білий король · h3 білий слон · g2 чорний хрестик · h2 чорний хрестик · f1 чорний хрестик · g1 чорний король · h1 чорний хрестик | g3 білий король · h3 білий слон · g2 чорний хрестик · h2 чорний хрестик · f1 чорний хрестик · g1 чорний король · h1 чорний хрестик | g3 білий король · h3 білий слон · g2 чорний хрестик · h2 чорний хрестик · f1 чорний хрестик · g1 чорний король · h1 чорний хрестик | g3 білий король · h3 білий слон · g2 чорний хрестик · h2 чорний хрестик · f1 чорний хрестик · g1 чорний король · h1 чорний хрестик | g3 білий король · h3 білий слон · g2 чорний хрестик · h2 чорний хрестик · f1 чорний хрестик · g1 чорний король · h1 чорний хрестик | g3 білий король · h3 білий слон · g2 чорний хрестик · h2 чорний хрестик · f1 чорний хрестик · g1 чорний король · h1 чорний хрестик | g3 білий король · h3 білий слон · g2 чорний хрестик · h2 чорний хрестик · f1 чорний хрестик · g1 чорний король · h1 чорний хрестик | g3 білий король · h3 білий слон · g2 чорний хрестик · h2 чорний хрестик · f1 чорний хрестик · g1 чорний король · h1 чорний хрестик | 3 |
| 2 | g3 білий король · h3 білий слон · g2 чорний хрестик · h2 чорний хрестик · f1 чорний хрестик · g1 чорний король · h1 чорний хрестик | g3 білий король · h3 білий слон · g2 чорний хрестик · h2 чорний хрестик · f1 чорний хрестик · g1 чорний король · h1 чорний хрестик | g3 білий король · h3 білий слон · g2 чорний хрестик · h2 чорний хрестик · f1 чорний хрестик · g1 чорний король · h1 чорний хрестик | g3 білий король · h3 білий слон · g2 чорний хрестик · h2 чорний хрестик · f1 чорний хрестик · g1 чорний король · h1 чорний хрестик | g3 білий король · h3 білий слон · g2 чорний хрестик · h2 чорний хрестик · f1 чорний хрестик · g1 чорний король · h1 чорний хрестик | g3 білий король · h3 білий слон · g2 чорний хрестик · h2 чорний хрестик · f1 чорний хрестик · g1 чорний король · h1 чорний хрестик | g3 білий король · h3 білий слон · g2 чорний хрестик · h2 чорний хрестик · f1 чорний хрестик · g1 чорний король · h1 чорний хрестик | g3 білий король · h3 білий слон · g2 чорний хрестик · h2 чорний хрестик · f1 чорний хрестик · g1 чорний король · h1 чорний хрестик | 2 |
| 1 | g3 білий король · h3 білий слон · g2 чорний хрестик · h2 чорний хрестик · f1 чорний хрестик · g1 чорний король · h1 чорний хрестик | g3 білий король · h3 білий слон · g2 чорний хрестик · h2 чорний хрестик · f1 чорний хрестик · g1 чорний король · h1 чорний хрестик | g3 білий король · h3 білий слон · g2 чорний хрестик · h2 чорний хрестик · f1 чорний хрестик · g1 чорний король · h1 чорний хрестик | g3 білий король · h3 білий слон · g2 чорний хрестик · h2 чорний хрестик · f1 чорний хрестик · g1 чорний король · h1 чорний хрестик | g3 білий король · h3 білий слон · g2 чорний хрестик · h2 чорний хрестик · f1 чорний хрестик · g1 чорний король · h1 чорний хрестик | g3 білий король · h3 білий слон · g2 чорний хрестик · h2 чорний хрестик · f1 чорний хрестик · g1 чорний король · h1 чорний хрестик | g3 білий король · h3 білий слон · g2 чорний хрестик · h2 чорний хрестик · f1 чорний хрестик · g1 чорний король · h1 чорний хрестик | g3 білий король · h3 білий слон · g2 чорний хрестик · h2 чорний хрестик · f1 чорний хрестик · g1 чорний король · h1 чорний хрестик | 1 |
|   | a | b | c | d | e | f | g | h |   |

Почавши з позиції першого трикутника, білі виграють:
1. Bc2 (форсуючи короля в «правильний кут»)
1… Ke3 (король залишається якомога ближче до середини шахівниці)
2. Kc1 (план полягає в захисті поля e2, можливо з d1)
2… Ke2
|   | a                                                                  | b                                                                  | c                                                                  | d                                                                  | e                                                                  | f                                                                  | g                                                                  | h                                                                  |   |
| 8 | e6 білий кінь · g6 білий слон · f4 білий король · h3 чорний король | e6 білий кінь · g6 білий слон · f4 білий король · h3 чорний король | e6 білий кінь · g6 білий слон · f4 білий король · h3 чорний король | e6 білий кінь · g6 білий слон · f4 білий король · h3 чорний король | e6 білий кінь · g6 білий слон · f4 білий король · h3 чорний король | e6 білий кінь · g6 білий слон · f4 білий король · h3 чорний король | e6 білий кінь · g6 білий слон · f4 білий король · h3 чорний король | e6 білий кінь · g6 білий слон · f4 білий король · h3 чорний король | 8 |
| 7 | e6 білий кінь · g6 білий слон · f4 білий король · h3 чорний король | e6 білий кінь · g6 білий слон · f4 білий король · h3 чорний король | e6 білий кінь · g6 білий слон · f4 білий король · h3 чорний король | e6 білий кінь · g6 білий слон · f4 білий король · h3 чорний король | e6 білий кінь · g6 білий слон · f4 білий король · h3 чорний король | e6 білий кінь · g6 білий слон · f4 білий король · h3 чорний король | e6 білий кінь · g6 білий слон · f4 білий король · h3 чорний король | e6 білий кінь · g6 білий слон · f4 білий король · h3 чорний король | 7 |
| 6 | e6 білий кінь · g6 білий слон · f4 білий король · h3 чорний король | e6 білий кінь · g6 білий слон · f4 білий король · h3 чорний король | e6 білий кінь · g6 білий слон · f4 білий король · h3 чорний король | e6 білий кінь · g6 білий слон · f4 білий король · h3 чорний король | e6 білий кінь · g6 білий слон · f4 білий король · h3 чорний король | e6 білий кінь · g6 білий слон · f4 білий король · h3 чорний король | e6 білий кінь · g6 білий слон · f4 білий король · h3 чорний король | e6 білий кінь · g6 білий слон · f4 білий король · h3 чорний король | 6 |
| 5 | e6 білий кінь · g6 білий слон · f4 білий король · h3 чорний король | e6 білий кінь · g6 білий слон · f4 білий король · h3 чорний король | e6 білий кінь · g6 білий слон · f4 білий король · h3 чорний король | e6 білий кінь · g6 білий слон · f4 білий король · h3 чорний король | e6 білий кінь · g6 білий слон · f4 білий король · h3 чорний король | e6 білий кінь · g6 білий слон · f4 білий король · h3 чорний король | e6 білий кінь · g6 білий слон · f4 білий король · h3 чорний король | e6 білий кінь · g6 білий слон · f4 білий король · h3 чорний король | 5 |
| 4 | e6 білий кінь · g6 білий слон · f4 білий король · h3 чорний король | e6 білий кінь · g6 білий слон · f4 білий король · h3 чорний король | e6 білий кінь · g6 білий слон · f4 білий король · h3 чорний король | e6 білий кінь · g6 білий слон · f4 білий король · h3 чорний король | e6 білий кінь · g6 білий слон · f4 білий король · h3 чорний король | e6 білий кінь · g6 білий слон · f4 білий король · h3 чорний король | e6 білий кінь · g6 білий слон · f4 білий король · h3 чорний король | e6 білий кінь · g6 білий слон · f4 білий король · h3 чорний король | 4 |
| 3 | e6 білий кінь · g6 білий слон · f4 білий король · h3 чорний король | e6 білий кінь · g6 білий слон · f4 білий король · h3 чорний король | e6 білий кінь · g6 білий слон · f4 білий король · h3 чорний король | e6 білий кінь · g6 білий слон · f4 білий король · h3 чорний король | e6 білий кінь · g6 білий слон · f4 білий король · h3 чорний король | e6 білий кінь · g6 білий слон · f4 білий король · h3 чорний король | e6 білий кінь · g6 білий слон · f4 білий король · h3 чорний король | e6 білий кінь · g6 білий слон · f4 білий король · h3 чорний король | 3 |
| 2 | e6 білий кінь · g6 білий слон · f4 білий король · h3 чорний король | e6 білий кінь · g6 білий слон · f4 білий король · h3 чорний король | e6 білий кінь · g6 білий слон · f4 білий король · h3 чорний король | e6 білий кінь · g6 білий слон · f4 білий король · h3 чорний король | e6 білий кінь · g6 білий слон · f4 білий король · h3 чорний король | e6 білий кінь · g6 білий слон · f4 білий король · h3 чорний король | e6 білий кінь · g6 білий слон · f4 білий король · h3 чорний король | e6 білий кінь · g6 білий слон · f4 білий король · h3 чорний король | 2 |
| 1 | e6 білий кінь · g6 білий слон · f4 білий король · h3 чорний король | e6 білий кінь · g6 білий слон · f4 білий король · h3 чорний король | e6 білий кінь · g6 білий слон · f4 білий король · h3 чорний король | e6 білий кінь · g6 білий слон · f4 білий король · h3 чорний король | e6 білий кінь · g6 білий слон · f4 білий король · h3 чорний король | e6 білий кінь · g6 білий слон · f4 білий король · h3 чорний король | e6 білий кінь · g6 білий слон · f4 білий король · h3 чорний король | e6 білий кінь · g6 білий слон · f4 білий король · h3 чорний король | 1 |
|   | a                                                                  | b                                                                  | c                                                                  | d                                                                  | e                                                                  | f                                                                  | g                                                                  | h                                                                  |   |

3. Bg6 (очікувальний хід)
3… Ke3
4. Kd1 (для охорони e2)
4… Kf2
5. Kd2 Kf3
6. Kd3 (все ще охороняючи e2)
6… Kg4
7. Ke3 Kh4 (не даючи слонові перейти на h5)
8. Kf4 Kh3
9. Bh5! (слон перейшов на гіпотенузу другого трикутника)
9… Kg2
10. Nc5 Kf2
11. Ne4+ Kg2
|   | a                                                                  | b                                                                  | c                                                                  | d                                                                  | e                                                                  | f                                                                  | g                                                                  | h                                                                  |   |
| 8 | e4 білий кінь · g4 білий слон · e2 білий король · g1 чорний король | e4 білий кінь · g4 білий слон · e2 білий король · g1 чорний король | e4 білий кінь · g4 білий слон · e2 білий король · g1 чорний король | e4 білий кінь · g4 білий слон · e2 білий король · g1 чорний король | e4 білий кінь · g4 білий слон · e2 білий король · g1 чорний король | e4 білий кінь · g4 білий слон · e2 білий король · g1 чорний король | e4 білий кінь · g4 білий слон · e2 білий король · g1 чорний король | e4 білий кінь · g4 білий слон · e2 білий король · g1 чорний король | 8 |
| 7 | e4 білий кінь · g4 білий слон · e2 білий король · g1 чорний король | e4 білий кінь · g4 білий слон · e2 білий король · g1 чорний король | e4 білий кінь · g4 білий слон · e2 білий король · g1 чорний король | e4 білий кінь · g4 білий слон · e2 білий король · g1 чорний король | e4 білий кінь · g4 білий слон · e2 білий король · g1 чорний король | e4 білий кінь · g4 білий слон · e2 білий король · g1 чорний король | e4 білий кінь · g4 білий слон · e2 білий король · g1 чорний король | e4 білий кінь · g4 білий слон · e2 білий король · g1 чорний король | 7 |
| 6 | e4 білий кінь · g4 білий слон · e2 білий король · g1 чорний король | e4 білий кінь · g4 білий слон · e2 білий король · g1 чорний король | e4 білий кінь · g4 білий слон · e2 білий король · g1 чорний король | e4 білий кінь · g4 білий слон · e2 білий король · g1 чорний король | e4 білий кінь · g4 білий слон · e2 білий король · g1 чорний король | e4 білий кінь · g4 білий слон · e2 білий король · g1 чорний король | e4 білий кінь · g4 білий слон · e2 білий король · g1 чорний король | e4 білий кінь · g4 білий слон · e2 білий король · g1 чорний король | 6 |
| 5 | e4 білий кінь · g4 білий слон · e2 білий король · g1 чорний король | e4 білий кінь · g4 білий слон · e2 білий король · g1 чорний король | e4 білий кінь · g4 білий слон · e2 білий король · g1 чорний король | e4 білий кінь · g4 білий слон · e2 білий король · g1 чорний король | e4 білий кінь · g4 білий слон · e2 білий король · g1 чорний король | e4 білий кінь · g4 білий слон · e2 білий король · g1 чорний король | e4 білий кінь · g4 білий слон · e2 білий король · g1 чорний король | e4 білий кінь · g4 білий слон · e2 білий король · g1 чорний король | 5 |
| 4 | e4 білий кінь · g4 білий слон · e2 білий король · g1 чорний король | e4 білий кінь · g4 білий слон · e2 білий король · g1 чорний король | e4 білий кінь · g4 білий слон · e2 білий король · g1 чорний король | e4 білий кінь · g4 білий слон · e2 білий король · g1 чорний король | e4 білий кінь · g4 білий слон · e2 білий король · g1 чорний король | e4 білий кінь · g4 білий слон · e2 білий король · g1 чорний король | e4 білий кінь · g4 білий слон · e2 білий король · g1 чорний король | e4 білий кінь · g4 білий слон · e2 білий король · g1 чорний король | 4 |
| 3 | e4 білий кінь · g4 білий слон · e2 білий король · g1 чорний король | e4 білий кінь · g4 білий слон · e2 білий король · g1 чорний король | e4 білий кінь · g4 білий слон · e2 білий король · g1 чорний король | e4 білий кінь · g4 білий слон · e2 білий король · g1 чорний король | e4 білий кінь · g4 білий слон · e2 білий король · g1 чорний король | e4 білий кінь · g4 білий слон · e2 білий король · g1 чорний король | e4 білий кінь · g4 білий слон · e2 білий король · g1 чорний король | e4 білий кінь · g4 білий слон · e2 білий король · g1 чорний король | 3 |
| 2 | e4 білий кінь · g4 білий слон · e2 білий король · g1 чорний король | e4 білий кінь · g4 білий слон · e2 білий король · g1 чорний король | e4 білий кінь · g4 білий слон · e2 білий король · g1 чорний король | e4 білий кінь · g4 білий слон · e2 білий король · g1 чорний король | e4 білий кінь · g4 білий слон · e2 білий король · g1 чорний король | e4 білий кінь · g4 білий слон · e2 білий король · g1 чорний король | e4 білий кінь · g4 білий слон · e2 білий король · g1 чорний король | e4 білий кінь · g4 білий слон · e2 білий король · g1 чорний король | 2 |
| 1 | e4 білий кінь · g4 білий слон · e2 білий король · g1 чорний король | e4 білий кінь · g4 білий слон · e2 білий король · g1 чорний король | e4 білий кінь · g4 білий слон · e2 білий король · g1 чорний король | e4 білий кінь · g4 білий слон · e2 білий король · g1 чорний король | e4 білий кінь · g4 білий слон · e2 білий король · g1 чорний король | e4 білий кінь · g4 білий слон · e2 білий король · g1 чорний король | e4 білий кінь · g4 білий слон · e2 білий король · g1 чорний король | e4 білий кінь · g4 білий слон · e2 білий король · g1 чорний король | 1 |
|   | a                                                                  | b                                                                  | c                                                                  | d                                                                  | e                                                                  | f                                                                  | g                                                                  | h                                                                  |   |

12. Bg4 (друга павутина)
12… Kf1
13. Kf3 Ke1
14. Ke3 Kf1
15. Kd2 Kg2
16. Ke2 Kg1
17. Bh3! (слон на гіпотенузі третього трикутника)
17… Kh2
18. Bf1 Kg1
19. Ng5 (підготовка до охорони поля h2)
19… Kh1
20. Kf2 Kh2
21. Nf3+ Kh1
22. Bg2# (Pandolfini, 2009, с. 48—51).

## Приклади з партій

### Маневр «W»
|   | a                                                                  | b                                                                  | c                                                                  | d                                                                  | e                                                                  | f                                                                  | g                                                                  | h                                                                  |   |
| 8 | c7 чорний король · b5 білий король · f4 білий кінь · f2 білий слон | c7 чорний король · b5 білий король · f4 білий кінь · f2 білий слон | c7 чорний король · b5 білий король · f4 білий кінь · f2 білий слон | c7 чорний король · b5 білий король · f4 білий кінь · f2 білий слон | c7 чорний король · b5 білий король · f4 білий кінь · f2 білий слон | c7 чорний король · b5 білий король · f4 білий кінь · f2 білий слон | c7 чорний король · b5 білий король · f4 білий кінь · f2 білий слон | c7 чорний король · b5 білий король · f4 білий кінь · f2 білий слон | 8 |
| 7 | c7 чорний король · b5 білий король · f4 білий кінь · f2 білий слон | c7 чорний король · b5 білий король · f4 білий кінь · f2 білий слон | c7 чорний король · b5 білий король · f4 білий кінь · f2 білий слон | c7 чорний король · b5 білий король · f4 білий кінь · f2 білий слон | c7 чорний король · b5 білий король · f4 білий кінь · f2 білий слон | c7 чорний король · b5 білий король · f4 білий кінь · f2 білий слон | c7 чорний король · b5 білий король · f4 білий кінь · f2 білий слон | c7 чорний король · b5 білий король · f4 білий кінь · f2 білий слон | 7 |
| 6 | c7 чорний король · b5 білий король · f4 білий кінь · f2 білий слон | c7 чорний король · b5 білий король · f4 білий кінь · f2 білий слон | c7 чорний король · b5 білий король · f4 білий кінь · f2 білий слон | c7 чорний король · b5 білий король · f4 білий кінь · f2 білий слон | c7 чорний король · b5 білий король · f4 білий кінь · f2 білий слон | c7 чорний король · b5 білий король · f4 білий кінь · f2 білий слон | c7 чорний король · b5 білий король · f4 білий кінь · f2 білий слон | c7 чорний король · b5 білий король · f4 білий кінь · f2 білий слон | 6 |
| 5 | c7 чорний король · b5 білий король · f4 білий кінь · f2 білий слон | c7 чорний король · b5 білий король · f4 білий кінь · f2 білий слон | c7 чорний король · b5 білий король · f4 білий кінь · f2 білий слон | c7 чорний король · b5 білий король · f4 білий кінь · f2 білий слон | c7 чорний король · b5 білий король · f4 білий кінь · f2 білий слон | c7 чорний король · b5 білий король · f4 білий кінь · f2 білий слон | c7 чорний король · b5 білий король · f4 білий кінь · f2 білий слон | c7 чорний король · b5 білий король · f4 білий кінь · f2 білий слон | 5 |
| 4 | c7 чорний король · b5 білий король · f4 білий кінь · f2 білий слон | c7 чорний король · b5 білий король · f4 білий кінь · f2 білий слон | c7 чорний король · b5 білий король · f4 білий кінь · f2 білий слон | c7 чорний король · b5 білий король · f4 білий кінь · f2 білий слон | c7 чорний король · b5 білий король · f4 білий кінь · f2 білий слон | c7 чорний король · b5 білий король · f4 білий кінь · f2 білий слон | c7 чорний король · b5 білий король · f4 білий кінь · f2 білий слон | c7 чорний король · b5 білий король · f4 білий кінь · f2 білий слон | 4 |
| 3 | c7 чорний король · b5 білий король · f4 білий кінь · f2 білий слон | c7 чорний король · b5 білий король · f4 білий кінь · f2 білий слон | c7 чорний король · b5 білий король · f4 білий кінь · f2 білий слон | c7 чорний король · b5 білий король · f4 білий кінь · f2 білий слон | c7 чорний король · b5 білий король · f4 білий кінь · f2 білий слон | c7 чорний король · b5 білий король · f4 білий кінь · f2 білий слон | c7 чорний король · b5 білий король · f4 білий кінь · f2 білий слон | c7 чорний король · b5 білий король · f4 білий кінь · f2 білий слон | 3 |
| 2 | c7 чорний король · b5 білий король · f4 білий кінь · f2 білий слон | c7 чорний король · b5 білий король · f4 білий кінь · f2 білий слон | c7 чорний король · b5 білий король · f4 білий кінь · f2 білий слон | c7 чорний король · b5 білий король · f4 білий кінь · f2 білий слон | c7 чорний король · b5 білий король · f4 білий кінь · f2 білий слон | c7 чорний король · b5 білий король · f4 білий кінь · f2 білий слон | c7 чорний король · b5 білий король · f4 білий кінь · f2 білий слон | c7 чорний король · b5 білий король · f4 білий кінь · f2 білий слон | 2 |
| 1 | c7 чорний король · b5 білий король · f4 білий кінь · f2 білий слон | c7 чорний король · b5 білий король · f4 білий кінь · f2 білий слон | c7 чорний король · b5 білий король · f4 білий кінь · f2 білий слон | c7 чорний король · b5 білий король · f4 білий кінь · f2 білий слон | c7 чорний король · b5 білий король · f4 білий кінь · f2 білий слон | c7 чорний король · b5 білий король · f4 білий кінь · f2 білий слон | c7 чорний король · b5 білий король · f4 білий кінь · f2 білий слон | c7 чорний король · b5 білий король · f4 білий кінь · f2 білий слон | 1 |
|   | a                                                                  | b                                                                  | c                                                                  | d                                                                  | e                                                                  | f                                                                  | g                                                                  | h                                                                  |   |

Ця гра між Мікою Карттуненом і Вітезславом Расіком показує маневр конем «W». Гра продовжилась: 
84. Bc5 Kb7 85. Nd5 Kb8 86. Kc6 Ka8 87. Nc7+ Kb8 88. Bd4 Kc8 89. Ba7 Kd8 90. Nd5 Ke8 91. Kd6 Kf7 92. Ne7 Kf6 93. Be3 Kf7 94. Bd4 Ke8 95. Ke6 Kd8 96. Bb6+ Ke8 97. Nf5 Kf8 98. Bc7 Ke8 99. Ng7+ Kf8 100. Kf6 Kg8 101. Bd6 Kh7 102. Nf5 Kg8 103. Kg6 Kh8 104. Bc5 1-0 (Müller та Pajeken, 2008, с. 106—7).
 Далі такий мат 104… Kg8, 105. Nh6+ Kh8 106. Bd4#.

### Гросмейстерська гра, жодна з двох технік
|   | a                                                                    | b                                                                    | c                                                                    | d                                                                    | e                                                                    | f                                                                    | g                                                                    | h                                                                    |   |
| 8 | e7 білий король · g6 чорний кінь · f5 чорний король · e4 чорний слон | e7 білий король · g6 чорний кінь · f5 чорний король · e4 чорний слон | e7 білий король · g6 чорний кінь · f5 чорний король · e4 чорний слон | e7 білий король · g6 чорний кінь · f5 чорний король · e4 чорний слон | e7 білий король · g6 чорний кінь · f5 чорний король · e4 чорний слон | e7 білий король · g6 чорний кінь · f5 чорний король · e4 чорний слон | e7 білий король · g6 чорний кінь · f5 чорний король · e4 чорний слон | e7 білий король · g6 чорний кінь · f5 чорний король · e4 чорний слон | 8 |
| 7 | e7 білий король · g6 чорний кінь · f5 чорний король · e4 чорний слон | e7 білий король · g6 чорний кінь · f5 чорний король · e4 чорний слон | e7 білий король · g6 чорний кінь · f5 чорний король · e4 чорний слон | e7 білий король · g6 чорний кінь · f5 чорний король · e4 чорний слон | e7 білий король · g6 чорний кінь · f5 чорний король · e4 чорний слон | e7 білий король · g6 чорний кінь · f5 чорний король · e4 чорний слон | e7 білий король · g6 чорний кінь · f5 чорний король · e4 чорний слон | e7 білий король · g6 чорний кінь · f5 чорний король · e4 чорний слон | 7 |
| 6 | e7 білий король · g6 чорний кінь · f5 чорний король · e4 чорний слон | e7 білий король · g6 чорний кінь · f5 чорний король · e4 чорний слон | e7 білий король · g6 чорний кінь · f5 чорний король · e4 чорний слон | e7 білий король · g6 чорний кінь · f5 чорний король · e4 чорний слон | e7 білий король · g6 чорний кінь · f5 чорний король · e4 чорний слон | e7 білий король · g6 чорний кінь · f5 чорний король · e4 чорний слон | e7 білий король · g6 чорний кінь · f5 чорний король · e4 чорний слон | e7 білий король · g6 чорний кінь · f5 чорний король · e4 чорний слон | 6 |
| 5 | e7 білий король · g6 чорний кінь · f5 чорний король · e4 чорний слон | e7 білий король · g6 чорний кінь · f5 чорний король · e4 чорний слон | e7 білий король · g6 чорний кінь · f5 чорний король · e4 чорний слон | e7 білий король · g6 чорний кінь · f5 чорний король · e4 чорний слон | e7 білий король · g6 чорний кінь · f5 чорний король · e4 чорний слон | e7 білий король · g6 чорний кінь · f5 чорний король · e4 чорний слон | e7 білий король · g6 чорний кінь · f5 чорний король · e4 чорний слон | e7 білий король · g6 чорний кінь · f5 чорний король · e4 чорний слон | 5 |
| 4 | e7 білий король · g6 чорний кінь · f5 чорний король · e4 чорний слон | e7 білий король · g6 чорний кінь · f5 чорний король · e4 чорний слон | e7 білий король · g6 чорний кінь · f5 чорний король · e4 чорний слон | e7 білий король · g6 чорний кінь · f5 чорний король · e4 чорний слон | e7 білий король · g6 чорний кінь · f5 чорний король · e4 чорний слон | e7 білий король · g6 чорний кінь · f5 чорний король · e4 чорний слон | e7 білий король · g6 чорний кінь · f5 чорний король · e4 чорний слон | e7 білий король · g6 чорний кінь · f5 чорний король · e4 чорний слон | 4 |
| 3 | e7 білий король · g6 чорний кінь · f5 чорний король · e4 чорний слон | e7 білий король · g6 чорний кінь · f5 чорний король · e4 чорний слон | e7 білий король · g6 чорний кінь · f5 чорний король · e4 чорний слон | e7 білий король · g6 чорний кінь · f5 чорний король · e4 чорний слон | e7 білий король · g6 чорний кінь · f5 чорний король · e4 чорний слон | e7 білий король · g6 чорний кінь · f5 чорний король · e4 чорний слон | e7 білий король · g6 чорний кінь · f5 чорний король · e4 чорний слон | e7 білий король · g6 чорний кінь · f5 чорний король · e4 чорний слон | 3 |
| 2 | e7 білий король · g6 чорний кінь · f5 чорний король · e4 чорний слон | e7 білий король · g6 чорний кінь · f5 чорний король · e4 чорний слон | e7 білий король · g6 чорний кінь · f5 чорний король · e4 чорний слон | e7 білий король · g6 чорний кінь · f5 чорний король · e4 чорний слон | e7 білий король · g6 чорний кінь · f5 чорний король · e4 чорний слон | e7 білий король · g6 чорний кінь · f5 чорний король · e4 чорний слон | e7 білий король · g6 чорний кінь · f5 чорний король · e4 чорний слон | e7 білий король · g6 чорний кінь · f5 чорний король · e4 чорний слон | 2 |
| 1 | e7 білий король · g6 чорний кінь · f5 чорний король · e4 чорний слон | e7 білий король · g6 чорний кінь · f5 чорний король · e4 чорний слон | e7 білий король · g6 чорний кінь · f5 чорний король · e4 чорний слон | e7 білий король · g6 чорний кінь · f5 чорний король · e4 чорний слон | e7 білий король · g6 чорний кінь · f5 чорний король · e4 чорний слон | e7 білий король · g6 чорний кінь · f5 чорний король · e4 чорний слон | e7 білий король · g6 чорний кінь · f5 чорний король · e4 чорний слон | e7 білий король · g6 чорний кінь · f5 чорний король · e4 чорний слон | 1 |
|   | a                                                                    | b                                                                    | c                                                                    | d                                                                    | e                                                                    | f                                                                    | g                                                                    | h                                                                    |   |

Це позиція з гри наосліп між Любомиром Любоєвичем і Юдіт Полгар, Монако Амбер 1994. Полгар не застосовувала жодної з двох технік, але скоординувала свої фігури вправно. Гра продовжилась:
84.Kd6 Kf6 85.Kc5 Ke5 86.Kc4 Bd5+ 87.Kd3 Nf4+ 88.Ke3 (Білі можуть відтягнути мат ще на сім ходів, походивши 88. Kc3) Be4 89.Kd2 Kd4 90.Kc1 Kc3 91.Kd1 Bc2+ 92.Ke1 Kd3 93.Kf2 Ke4 94.Kg3 Bd1 95.Kf2 Nd3+ 96.Kg3 Ke3 97.Kh4 Kf4 98.Kh3 Ne1 99.Kh4 Ng2+ 100.Kh3 Kf3 101.Kh2 Kf2 102.Kh3 Be2 103.Kh2 Bg4 104.Kh1 Ne3 105.Kh2 Nf1+ 106.Kh1 Bf3# 0-1

### Гросмейстери не можуть поставити мат
|   | a                                                                    | b                                                                    | c                                                                    | d                                                                    | e                                                                    | f                                                                    | g                                                                    | h                                                                    |   |
| 8 | e4 білий король · c3 чорний король · d3 чорний кінь · f2 чорний слон | e4 білий король · c3 чорний король · d3 чорний кінь · f2 чорний слон | e4 білий король · c3 чорний король · d3 чорний кінь · f2 чорний слон | e4 білий король · c3 чорний король · d3 чорний кінь · f2 чорний слон | e4 білий король · c3 чорний король · d3 чорний кінь · f2 чорний слон | e4 білий король · c3 чорний король · d3 чорний кінь · f2 чорний слон | e4 білий король · c3 чорний король · d3 чорний кінь · f2 чорний слон | e4 білий король · c3 чорний король · d3 чорний кінь · f2 чорний слон | 8 |
| 7 | e4 білий король · c3 чорний король · d3 чорний кінь · f2 чорний слон | e4 білий король · c3 чорний король · d3 чорний кінь · f2 чорний слон | e4 білий король · c3 чорний король · d3 чорний кінь · f2 чорний слон | e4 білий король · c3 чорний король · d3 чорний кінь · f2 чорний слон | e4 білий король · c3 чорний король · d3 чорний кінь · f2 чорний слон | e4 білий король · c3 чорний король · d3 чорний кінь · f2 чорний слон | e4 білий король · c3 чорний король · d3 чорний кінь · f2 чорний слон | e4 білий король · c3 чорний король · d3 чорний кінь · f2 чорний слон | 7 |
| 6 | e4 білий король · c3 чорний король · d3 чорний кінь · f2 чорний слон | e4 білий король · c3 чорний король · d3 чорний кінь · f2 чорний слон | e4 білий король · c3 чорний король · d3 чорний кінь · f2 чорний слон | e4 білий король · c3 чорний король · d3 чорний кінь · f2 чорний слон | e4 білий король · c3 чорний король · d3 чорний кінь · f2 чорний слон | e4 білий король · c3 чорний король · d3 чорний кінь · f2 чорний слон | e4 білий король · c3 чорний король · d3 чорний кінь · f2 чорний слон | e4 білий король · c3 чорний король · d3 чорний кінь · f2 чорний слон | 6 |
| 5 | e4 білий король · c3 чорний король · d3 чорний кінь · f2 чорний слон | e4 білий король · c3 чорний король · d3 чорний кінь · f2 чорний слон | e4 білий король · c3 чорний король · d3 чорний кінь · f2 чорний слон | e4 білий король · c3 чорний король · d3 чорний кінь · f2 чорний слон | e4 білий король · c3 чорний король · d3 чорний кінь · f2 чорний слон | e4 білий король · c3 чорний король · d3 чорний кінь · f2 чорний слон | e4 білий король · c3 чорний король · d3 чорний кінь · f2 чорний слон | e4 білий король · c3 чорний король · d3 чорний кінь · f2 чорний слон | 5 |
| 4 | e4 білий король · c3 чорний король · d3 чорний кінь · f2 чорний слон | e4 білий король · c3 чорний король · d3 чорний кінь · f2 чорний слон | e4 білий король · c3 чорний король · d3 чорний кінь · f2 чорний слон | e4 білий король · c3 чорний король · d3 чорний кінь · f2 чорний слон | e4 білий король · c3 чорний король · d3 чорний кінь · f2 чорний слон | e4 білий король · c3 чорний король · d3 чорний кінь · f2 чорний слон | e4 білий король · c3 чорний король · d3 чорний кінь · f2 чорний слон | e4 білий король · c3 чорний король · d3 чорний кінь · f2 чорний слон | 4 |
| 3 | e4 білий король · c3 чорний король · d3 чорний кінь · f2 чорний слон | e4 білий король · c3 чорний король · d3 чорний кінь · f2 чорний слон | e4 білий король · c3 чорний король · d3 чорний кінь · f2 чорний слон | e4 білий король · c3 чорний король · d3 чорний кінь · f2 чорний слон | e4 білий король · c3 чорний король · d3 чорний кінь · f2 чорний слон | e4 білий король · c3 чорний король · d3 чорний кінь · f2 чорний слон | e4 білий король · c3 чорний король · d3 чорний кінь · f2 чорний слон | e4 білий король · c3 чорний король · d3 чорний кінь · f2 чорний слон | 3 |
| 2 | e4 білий король · c3 чорний король · d3 чорний кінь · f2 чорний слон | e4 білий король · c3 чорний король · d3 чорний кінь · f2 чорний слон | e4 білий король · c3 чорний король · d3 чорний кінь · f2 чорний слон | e4 білий король · c3 чорний король · d3 чорний кінь · f2 чорний слон | e4 білий король · c3 чорний король · d3 чорний кінь · f2 чорний слон | e4 білий король · c3 чорний король · d3 чорний кінь · f2 чорний слон | e4 білий король · c3 чорний король · d3 чорний кінь · f2 чорний слон | e4 білий король · c3 чорний король · d3 чорний кінь · f2 чорний слон | 2 |
| 1 | e4 білий король · c3 чорний король · d3 чорний кінь · f2 чорний слон | e4 білий король · c3 чорний король · d3 чорний кінь · f2 чорний слон | e4 білий король · c3 чорний король · d3 чорний кінь · f2 чорний слон | e4 білий король · c3 чорний король · d3 чорний кінь · f2 чорний слон | e4 білий король · c3 чорний король · d3 чорний кінь · f2 чорний слон | e4 білий король · c3 чорний король · d3 чорний кінь · f2 чорний слон | e4 білий король · c3 чорний король · d3 чорний кінь · f2 чорний слон | e4 білий король · c3 чорний король · d3 чорний кінь · f2 чорний слон | 1 |
|   | a                                                                    | b                                                                    | c                                                                    | d                                                                    | e                                                                    | f                                                                    | g                                                                    | h                                                                    |   |

|   | a                                                                    | b                                                                    | c                                                                    | d                                                                    | e                                                                    | f                                                                    | g                                                                    | h                                                                    |   |
| 8 | a8 білий король · c7 чорний слон · c6 чорний король · d6 чорний кінь | a8 білий король · c7 чорний слон · c6 чорний король · d6 чорний кінь | a8 білий король · c7 чорний слон · c6 чорний король · d6 чорний кінь | a8 білий король · c7 чорний слон · c6 чорний король · d6 чорний кінь | a8 білий король · c7 чорний слон · c6 чорний король · d6 чорний кінь | a8 білий король · c7 чорний слон · c6 чорний король · d6 чорний кінь | a8 білий король · c7 чорний слон · c6 чорний король · d6 чорний кінь | a8 білий король · c7 чорний слон · c6 чорний король · d6 чорний кінь | 8 |
| 7 | a8 білий король · c7 чорний слон · c6 чорний король · d6 чорний кінь | a8 білий король · c7 чорний слон · c6 чорний король · d6 чорний кінь | a8 білий король · c7 чорний слон · c6 чорний король · d6 чорний кінь | a8 білий король · c7 чорний слон · c6 чорний король · d6 чорний кінь | a8 білий король · c7 чорний слон · c6 чорний король · d6 чорний кінь | a8 білий король · c7 чорний слон · c6 чорний король · d6 чорний кінь | a8 білий король · c7 чорний слон · c6 чорний король · d6 чорний кінь | a8 білий король · c7 чорний слон · c6 чорний король · d6 чорний кінь | 7 |
| 6 | a8 білий король · c7 чорний слон · c6 чорний король · d6 чорний кінь | a8 білий король · c7 чорний слон · c6 чорний король · d6 чорний кінь | a8 білий король · c7 чорний слон · c6 чорний король · d6 чорний кінь | a8 білий король · c7 чорний слон · c6 чорний король · d6 чорний кінь | a8 білий король · c7 чорний слон · c6 чорний король · d6 чорний кінь | a8 білий король · c7 чорний слон · c6 чорний король · d6 чорний кінь | a8 білий король · c7 чорний слон · c6 чорний король · d6 чорний кінь | a8 білий король · c7 чорний слон · c6 чорний король · d6 чорний кінь | 6 |
| 5 | a8 білий король · c7 чорний слон · c6 чорний король · d6 чорний кінь | a8 білий король · c7 чорний слон · c6 чорний король · d6 чорний кінь | a8 білий король · c7 чорний слон · c6 чорний король · d6 чорний кінь | a8 білий король · c7 чорний слон · c6 чорний король · d6 чорний кінь | a8 білий король · c7 чорний слон · c6 чорний король · d6 чорний кінь | a8 білий король · c7 чорний слон · c6 чорний король · d6 чорний кінь | a8 білий король · c7 чорний слон · c6 чорний король · d6 чорний кінь | a8 білий король · c7 чорний слон · c6 чорний король · d6 чорний кінь | 5 |
| 4 | a8 білий король · c7 чорний слон · c6 чорний король · d6 чорний кінь | a8 білий король · c7 чорний слон · c6 чорний король · d6 чорний кінь | a8 білий король · c7 чорний слон · c6 чорний король · d6 чорний кінь | a8 білий король · c7 чорний слон · c6 чорний король · d6 чорний кінь | a8 білий король · c7 чорний слон · c6 чорний король · d6 чорний кінь | a8 білий король · c7 чорний слон · c6 чорний король · d6 чорний кінь | a8 білий король · c7 чорний слон · c6 чорний король · d6 чорний кінь | a8 білий король · c7 чорний слон · c6 чорний король · d6 чорний кінь | 4 |
| 3 | a8 білий король · c7 чорний слон · c6 чорний король · d6 чорний кінь | a8 білий король · c7 чорний слон · c6 чорний король · d6 чорний кінь | a8 білий король · c7 чорний слон · c6 чорний король · d6 чорний кінь | a8 білий король · c7 чорний слон · c6 чорний король · d6 чорний кінь | a8 білий король · c7 чорний слон · c6 чорний король · d6 чорний кінь | a8 білий король · c7 чорний слон · c6 чорний король · d6 чорний кінь | a8 білий король · c7 чорний слон · c6 чорний король · d6 чорний кінь | a8 білий король · c7 чорний слон · c6 чорний король · d6 чорний кінь | 3 |
| 2 | a8 білий король · c7 чорний слон · c6 чорний король · d6 чорний кінь | a8 білий король · c7 чорний слон · c6 чорний король · d6 чорний кінь | a8 білий король · c7 чорний слон · c6 чорний король · d6 чорний кінь | a8 білий король · c7 чорний слон · c6 чорний король · d6 чорний кінь | a8 білий король · c7 чорний слон · c6 чорний король · d6 чорний кінь | a8 білий король · c7 чорний слон · c6 чорний король · d6 чорний кінь | a8 білий король · c7 чорний слон · c6 чорний король · d6 чорний кінь | a8 білий король · c7 чорний слон · c6 чорний король · d6 чорний кінь | 2 |
| 1 | a8 білий король · c7 чорний слон · c6 чорний король · d6 чорний кінь | a8 білий король · c7 чорний слон · c6 чорний король · d6 чорний кінь | a8 білий король · c7 чорний слон · c6 чорний король · d6 чорний кінь | a8 білий король · c7 чорний слон · c6 чорний король · d6 чорний кінь | a8 білий король · c7 чорний слон · c6 чорний король · d6 чорний кінь | a8 білий король · c7 чорний слон · c6 чорний король · d6 чорний кінь | a8 білий король · c7 чорний слон · c6 чорний король · d6 чорний кінь | a8 білий король · c7 чорний слон · c6 чорний король · d6 чорний кінь | 1 |
|   | a                                                                    | b                                                                    | c                                                                    | d                                                                    | e                                                                    | f                                                                    | g                                                                    | h                                                                    |   |

Поставити мат важко, якщо шахіст не вивчав і не практикував його. Навіть гросмейстери, зокрема Володимир Єпішин і чемпіонка світу Ушеніна Анна Юріївна досягнувши такого ендшпілю не змогли його реалізувати.
У грі Кемпіньський — Єпішин обидва суперники робили не найкращі ходи. Сильніша сторона не знала як поставити мат і гра завершилась патом через кілька ходів після того, як слабша сторона могла проголосити нічию за правилом п'ятдесяти ходів.
Роберт Кемпіньський (2498) — Володимир Єпішин (2567) [E60]
Бундесліга 0001 Німеччина (5.3), 07.01.2001
(Позиція на діаграмі зліва) 127.Kf3 Bc5 128.Ke4 Kc4 129.Kf5 Kd5 130.Kf6 Bd6 131.Kf7 Ne5+ 132.Ke8 Ke6 133.Kd8 Nf7+ 134.Kc8 Kd5 135.Kb7 Kc5 136.Ka6 Bc7 137.Kb7 Kd6 138.Ka6 Kc6 139.Ka7 Nd6 140.Ka8 (див. діаграму справа) Bd8? 140…Nc4 141.Ka7 Nb6 142.Ka6 Bb8 — є стандартним виграшем. 141.Ka7 Kb5 142.Kb8 Kb6 143.Ka8 Nb7 144.Kb8 Bc7+ 145.Ka8 Kc6 146.Ka7 Nc5 147.Ka8 Nd7 148.Ka7 Nb6 149.Ka6 Bb8! Досягнувши тієї самої позиції, яку чорні могли форсувати раніше (див. попередню примітку). 150.Ka5 Kc5? 150…Nd5 — є стандартним виграшем. 151.Ka6 Bd6? 152.Kb7 Kb5 153.Ka7 Kc6 154.Ka6 Bb8! Досягнувши тієї самої позиції, як і після 149-го ходу чорних. 155.Ka5 Nd5! З запізненням знайшов виграшний хід, який не побачив п'ять ходів тому. 156.Ka6 Об'єктивно найкращим було 151.Ka4. Bc7? Не побачивши стандартне 156…Nb4+. 157.Ka7 Bb6+ 158.Kb8 Bc5 159.Ka8 Nc7+ 160.Kb8 Nb5 161.Ka8 Kb6 162.Kb8 Na7 163.Ka8 Ka6 164.Kb8 Bb6 165.Ka8 Nb5 166.Kb8 Nd6 167.Ka8 Kb5 168.Kb8 Kc6 169.Ka8 Bc7 170.Ka7 Nb7 171.Ka8 Nc5 172.Ka7 Bb6+ 173.Ka8 Bc7 174.Ka7 Nd7 175.Ka8 Bd6 176.Ka7 Nb6 177.Ka6 Bb8 178.Ka5 Bc7 179.Ka6 Nc8 пат ½-½
Після того, як на шахівниці утворилась базова позиція король, слон і кінь проти короля, білі відступили до останньої горизонталі лише за шість ходів. Але чорні здається намагались заматувати білого короля в «неправильному» куті. Чорні зрештою знайшли стандартну виграшну лінію, то певного ходу, але не змогли знайти 156… Nb4+ і замість цього спробували знову заматувати в неправильному куті.
|   | a                                                                  | b                                                                  | c                                                                  | d                                                                  | e                                                                  | f                                                                  | g                                                                  | h                                                                  |   |
| 8 | a4 білий слон · c3 білий кінь · d3 білий король · b2 чорний король | a4 білий слон · c3 білий кінь · d3 білий король · b2 чорний король | a4 білий слон · c3 білий кінь · d3 білий король · b2 чорний король | a4 білий слон · c3 білий кінь · d3 білий король · b2 чорний король | a4 білий слон · c3 білий кінь · d3 білий король · b2 чорний король | a4 білий слон · c3 білий кінь · d3 білий король · b2 чорний король | a4 білий слон · c3 білий кінь · d3 білий король · b2 чорний король | a4 білий слон · c3 білий кінь · d3 білий король · b2 чорний король | 8 |
| 7 | a4 білий слон · c3 білий кінь · d3 білий король · b2 чорний король | a4 білий слон · c3 білий кінь · d3 білий король · b2 чорний король | a4 білий слон · c3 білий кінь · d3 білий король · b2 чорний король | a4 білий слон · c3 білий кінь · d3 білий король · b2 чорний король | a4 білий слон · c3 білий кінь · d3 білий король · b2 чорний король | a4 білий слон · c3 білий кінь · d3 білий король · b2 чорний король | a4 білий слон · c3 білий кінь · d3 білий король · b2 чорний король | a4 білий слон · c3 білий кінь · d3 білий король · b2 чорний король | 7 |
| 6 | a4 білий слон · c3 білий кінь · d3 білий король · b2 чорний король | a4 білий слон · c3 білий кінь · d3 білий король · b2 чорний король | a4 білий слон · c3 білий кінь · d3 білий король · b2 чорний король | a4 білий слон · c3 білий кінь · d3 білий король · b2 чорний король | a4 білий слон · c3 білий кінь · d3 білий король · b2 чорний король | a4 білий слон · c3 білий кінь · d3 білий король · b2 чорний король | a4 білий слон · c3 білий кінь · d3 білий король · b2 чорний король | a4 білий слон · c3 білий кінь · d3 білий король · b2 чорний король | 6 |
| 5 | a4 білий слон · c3 білий кінь · d3 білий король · b2 чорний король | a4 білий слон · c3 білий кінь · d3 білий король · b2 чорний король | a4 білий слон · c3 білий кінь · d3 білий король · b2 чорний король | a4 білий слон · c3 білий кінь · d3 білий король · b2 чорний король | a4 білий слон · c3 білий кінь · d3 білий король · b2 чорний король | a4 білий слон · c3 білий кінь · d3 білий король · b2 чорний король | a4 білий слон · c3 білий кінь · d3 білий король · b2 чорний король | a4 білий слон · c3 білий кінь · d3 білий король · b2 чорний король | 5 |
| 4 | a4 білий слон · c3 білий кінь · d3 білий король · b2 чорний король | a4 білий слон · c3 білий кінь · d3 білий король · b2 чорний король | a4 білий слон · c3 білий кінь · d3 білий король · b2 чорний король | a4 білий слон · c3 білий кінь · d3 білий король · b2 чорний король | a4 білий слон · c3 білий кінь · d3 білий король · b2 чорний король | a4 білий слон · c3 білий кінь · d3 білий король · b2 чорний король | a4 білий слон · c3 білий кінь · d3 білий король · b2 чорний король | a4 білий слон · c3 білий кінь · d3 білий король · b2 чорний король | 4 |
| 3 | a4 білий слон · c3 білий кінь · d3 білий король · b2 чорний король | a4 білий слон · c3 білий кінь · d3 білий король · b2 чорний король | a4 білий слон · c3 білий кінь · d3 білий король · b2 чорний король | a4 білий слон · c3 білий кінь · d3 білий король · b2 чорний король | a4 білий слон · c3 білий кінь · d3 білий король · b2 чорний король | a4 білий слон · c3 білий кінь · d3 білий король · b2 чорний король | a4 білий слон · c3 білий кінь · d3 білий король · b2 чорний король | a4 білий слон · c3 білий кінь · d3 білий король · b2 чорний король | 3 |
| 2 | a4 білий слон · c3 білий кінь · d3 білий король · b2 чорний король | a4 білий слон · c3 білий кінь · d3 білий король · b2 чорний король | a4 білий слон · c3 білий кінь · d3 білий король · b2 чорний король | a4 білий слон · c3 білий кінь · d3 білий король · b2 чорний король | a4 білий слон · c3 білий кінь · d3 білий король · b2 чорний король | a4 білий слон · c3 білий кінь · d3 білий король · b2 чорний король | a4 білий слон · c3 білий кінь · d3 білий король · b2 чорний король | a4 білий слон · c3 білий кінь · d3 білий король · b2 чорний король | 2 |
| 1 | a4 білий слон · c3 білий кінь · d3 білий король · b2 чорний король | a4 білий слон · c3 білий кінь · d3 білий король · b2 чорний король | a4 білий слон · c3 білий кінь · d3 білий король · b2 чорний король | a4 білий слон · c3 білий кінь · d3 білий король · b2 чорний король | a4 білий слон · c3 білий кінь · d3 білий король · b2 чорний король | a4 білий слон · c3 білий кінь · d3 білий король · b2 чорний король | a4 білий слон · c3 білий кінь · d3 білий король · b2 чорний король | a4 білий слон · c3 білий кінь · d3 білий король · b2 чорний король | 1 |
|   | a                                                                  | b                                                                  | c                                                                  | d                                                                  | e                                                                  | f                                                                  | g                                                                  | h                                                                  |   |

|   | a                                                                  | b                                                                  | c                                                                  | d                                                                  | e                                                                  | f                                                                  | g                                                                  | h                                                                  |   |
| 8 | d4 білий кінь · d3 білий король · a2 білий слон · f2 чорний король | d4 білий кінь · d3 білий король · a2 білий слон · f2 чорний король | d4 білий кінь · d3 білий король · a2 білий слон · f2 чорний король | d4 білий кінь · d3 білий король · a2 білий слон · f2 чорний король | d4 білий кінь · d3 білий король · a2 білий слон · f2 чорний король | d4 білий кінь · d3 білий король · a2 білий слон · f2 чорний король | d4 білий кінь · d3 білий король · a2 білий слон · f2 чорний король | d4 білий кінь · d3 білий король · a2 білий слон · f2 чорний король | 8 |
| 7 | d4 білий кінь · d3 білий король · a2 білий слон · f2 чорний король | d4 білий кінь · d3 білий король · a2 білий слон · f2 чорний король | d4 білий кінь · d3 білий король · a2 білий слон · f2 чорний король | d4 білий кінь · d3 білий король · a2 білий слон · f2 чорний король | d4 білий кінь · d3 білий король · a2 білий слон · f2 чорний король | d4 білий кінь · d3 білий король · a2 білий слон · f2 чорний король | d4 білий кінь · d3 білий король · a2 білий слон · f2 чорний король | d4 білий кінь · d3 білий король · a2 білий слон · f2 чорний король | 7 |
| 6 | d4 білий кінь · d3 білий король · a2 білий слон · f2 чорний король | d4 білий кінь · d3 білий король · a2 білий слон · f2 чорний король | d4 білий кінь · d3 білий король · a2 білий слон · f2 чорний король | d4 білий кінь · d3 білий король · a2 білий слон · f2 чорний король | d4 білий кінь · d3 білий король · a2 білий слон · f2 чорний король | d4 білий кінь · d3 білий король · a2 білий слон · f2 чорний король | d4 білий кінь · d3 білий король · a2 білий слон · f2 чорний король | d4 білий кінь · d3 білий король · a2 білий слон · f2 чорний король | 6 |
| 5 | d4 білий кінь · d3 білий король · a2 білий слон · f2 чорний король | d4 білий кінь · d3 білий король · a2 білий слон · f2 чорний король | d4 білий кінь · d3 білий король · a2 білий слон · f2 чорний король | d4 білий кінь · d3 білий король · a2 білий слон · f2 чорний король | d4 білий кінь · d3 білий король · a2 білий слон · f2 чорний король | d4 білий кінь · d3 білий король · a2 білий слон · f2 чорний король | d4 білий кінь · d3 білий король · a2 білий слон · f2 чорний король | d4 білий кінь · d3 білий король · a2 білий слон · f2 чорний король | 5 |
| 4 | d4 білий кінь · d3 білий король · a2 білий слон · f2 чорний король | d4 білий кінь · d3 білий король · a2 білий слон · f2 чорний король | d4 білий кінь · d3 білий король · a2 білий слон · f2 чорний король | d4 білий кінь · d3 білий король · a2 білий слон · f2 чорний король | d4 білий кінь · d3 білий король · a2 білий слон · f2 чорний король | d4 білий кінь · d3 білий король · a2 білий слон · f2 чорний король | d4 білий кінь · d3 білий король · a2 білий слон · f2 чорний король | d4 білий кінь · d3 білий король · a2 білий слон · f2 чорний король | 4 |
| 3 | d4 білий кінь · d3 білий король · a2 білий слон · f2 чорний король | d4 білий кінь · d3 білий король · a2 білий слон · f2 чорний король | d4 білий кінь · d3 білий король · a2 білий слон · f2 чорний король | d4 білий кінь · d3 білий король · a2 білий слон · f2 чорний король | d4 білий кінь · d3 білий король · a2 білий слон · f2 чорний король | d4 білий кінь · d3 білий король · a2 білий слон · f2 чорний король | d4 білий кінь · d3 білий король · a2 білий слон · f2 чорний король | d4 білий кінь · d3 білий король · a2 білий слон · f2 чорний король | 3 |
| 2 | d4 білий кінь · d3 білий король · a2 білий слон · f2 чорний король | d4 білий кінь · d3 білий король · a2 білий слон · f2 чорний король | d4 білий кінь · d3 білий король · a2 білий слон · f2 чорний король | d4 білий кінь · d3 білий король · a2 білий слон · f2 чорний король | d4 білий кінь · d3 білий король · a2 білий слон · f2 чорний король | d4 білий кінь · d3 білий король · a2 білий слон · f2 чорний король | d4 білий кінь · d3 білий король · a2 білий слон · f2 чорний король | d4 білий кінь · d3 білий король · a2 білий слон · f2 чорний король | 2 |
| 1 | d4 білий кінь · d3 білий король · a2 білий слон · f2 чорний король | d4 білий кінь · d3 білий король · a2 білий слон · f2 чорний король | d4 білий кінь · d3 білий король · a2 білий слон · f2 чорний король | d4 білий кінь · d3 білий король · a2 білий слон · f2 чорний король | d4 білий кінь · d3 білий король · a2 білий слон · f2 чорний король | d4 білий кінь · d3 білий король · a2 білий слон · f2 чорний король | d4 білий кінь · d3 білий король · a2 білий слон · f2 чорний король | d4 білий кінь · d3 білий король · a2 білий слон · f2 чорний король | 1 |
|   | a                                                                  | b                                                                  | c                                                                  | d                                                                  | e                                                                  | f                                                                  | g                                                                  | h                                                                  |   |

У партії між Анною Ушеніною і Ольгою Гірею, яка відбулась на женевському етапі Гран-прі ФІДЕ 2013/2014, білі розпочали маневр W правильно, але двічі не знайшли правильний шлях його завершити.
72… Ka1 73. Nd1 Ka2 74. Bc2 Ka1 75. Kc3 Ka2 76. Bb3+ Ka1 77. Ne3 Kb1 78. Nc2 Kc1 79. Ba2 Kd1 80. Nd4 Ke1 81. Kd3 Kf2 (див. діаграму) 82. Bd5? (Тут білі повинні були продовжити маневр W ходом 82. Ne2! На перший погляд здається, що чорний король може втекти ходом 82…Kf3 або 82…Kg2, але в будь-якому разі 83.Be6 знову його обмежує.) 82…Kg3 83. Ke3 Kg4 84. Be4 Kg5 85. Kf3 Kf6 86. Kf4 Kg7 87. Kg5 Kf7 88. Kf5 Kg7 89. Bd5 Kh6 90. Ne6 Kh7 91. Kf6 Kg8 92. Nf4+ Kh8 93. Be4 Kg8 94. Nh3 Kh8 95. Ng5 Kg8 96. Nf7 Kf8 97. Bh7 Ke8 98. Bf5 Kf8 99. Nh6 Ke8 100. Nf7 Kf8 101. Ne5 Kg8 102. Ng6 Kh7 103. Be6 Kh6 104. Bg8 Kh5 105. Ne5 Kh4 106. Kf5 Kg3 107. Bc4? (Удруге не побачивши шлях продовжити маневр W ходом 107.Ng4!. Після того, як білі пропустили цю можливість, чорні найкращою грою можуть відтягувати мат поки не спрацює правило п'ятдесяти ходів.) 107…Kf2 108. Kf4 Ke1 109. Ke3 Kd1 110. Bd3 Kc1 111. Nc4 Kd1 112. Nb6 Kc1 113. Na4 Kd1 114. Be4 Kc1 115. Bd3 Kd1 116. Nb2+ Kc1 117. Nc4 Kd1 118. Bg6 Kc1 119. Bf5 Kd1 120. Nb6 Kc1 121. Na4 Kd1 122. Nb2+ (Оскільки обидві гравчині тепер зробили 50 послідовних ходів без побиття і ходу пішаком, то чорні можуть проголосити нічию за правилом п'ятдесяти ходів. Гіря походила ще чотири рази перед тим, як проголосити нічию.) 122… Kc1 123. Nc4 Kd1 124. Kd3 Kc1 125. Kc3 Kd1 126. Bd3 ½-½

## Патова пастка
|   | a                                                                    | b                                                                    | c                                                                    | d                                                                    | e                                                                    | f                                                                    | g                                                                    | h                                                                    |   |
| 8 | c8 білий король · e8 чорний слон · d6 чорний король · c4 чорний кінь | c8 білий король · e8 чорний слон · d6 чорний король · c4 чорний кінь | c8 білий король · e8 чорний слон · d6 чорний король · c4 чорний кінь | c8 білий король · e8 чорний слон · d6 чорний король · c4 чорний кінь | c8 білий король · e8 чорний слон · d6 чорний король · c4 чорний кінь | c8 білий король · e8 чорний слон · d6 чорний король · c4 чорний кінь | c8 білий король · e8 чорний слон · d6 чорний король · c4 чорний кінь | c8 білий король · e8 чорний слон · d6 чорний король · c4 чорний кінь | 8 |
| 7 | c8 білий король · e8 чорний слон · d6 чорний король · c4 чорний кінь | c8 білий король · e8 чорний слон · d6 чорний король · c4 чорний кінь | c8 білий король · e8 чорний слон · d6 чорний король · c4 чорний кінь | c8 білий король · e8 чорний слон · d6 чорний король · c4 чорний кінь | c8 білий король · e8 чорний слон · d6 чорний король · c4 чорний кінь | c8 білий король · e8 чорний слон · d6 чорний король · c4 чорний кінь | c8 білий король · e8 чорний слон · d6 чорний король · c4 чорний кінь | c8 білий король · e8 чорний слон · d6 чорний король · c4 чорний кінь | 7 |
| 6 | c8 білий король · e8 чорний слон · d6 чорний король · c4 чорний кінь | c8 білий король · e8 чорний слон · d6 чорний король · c4 чорний кінь | c8 білий король · e8 чорний слон · d6 чорний король · c4 чорний кінь | c8 білий король · e8 чорний слон · d6 чорний король · c4 чорний кінь | c8 білий король · e8 чорний слон · d6 чорний король · c4 чорний кінь | c8 білий король · e8 чорний слон · d6 чорний король · c4 чорний кінь | c8 білий король · e8 чорний слон · d6 чорний король · c4 чорний кінь | c8 білий король · e8 чорний слон · d6 чорний король · c4 чорний кінь | 6 |
| 5 | c8 білий король · e8 чорний слон · d6 чорний король · c4 чорний кінь | c8 білий король · e8 чорний слон · d6 чорний король · c4 чорний кінь | c8 білий король · e8 чорний слон · d6 чорний король · c4 чорний кінь | c8 білий король · e8 чорний слон · d6 чорний король · c4 чорний кінь | c8 білий король · e8 чорний слон · d6 чорний король · c4 чорний кінь | c8 білий король · e8 чорний слон · d6 чорний король · c4 чорний кінь | c8 білий король · e8 чорний слон · d6 чорний король · c4 чорний кінь | c8 білий король · e8 чорний слон · d6 чорний король · c4 чорний кінь | 5 |
| 4 | c8 білий король · e8 чорний слон · d6 чорний король · c4 чорний кінь | c8 білий король · e8 чорний слон · d6 чорний король · c4 чорний кінь | c8 білий король · e8 чорний слон · d6 чорний король · c4 чорний кінь | c8 білий король · e8 чорний слон · d6 чорний король · c4 чорний кінь | c8 білий король · e8 чорний слон · d6 чорний король · c4 чорний кінь | c8 білий король · e8 чорний слон · d6 чорний король · c4 чорний кінь | c8 білий король · e8 чорний слон · d6 чорний король · c4 чорний кінь | c8 білий король · e8 чорний слон · d6 чорний король · c4 чорний кінь | 4 |
| 3 | c8 білий король · e8 чорний слон · d6 чорний король · c4 чорний кінь | c8 білий король · e8 чорний слон · d6 чорний король · c4 чорний кінь | c8 білий король · e8 чорний слон · d6 чорний король · c4 чорний кінь | c8 білий король · e8 чорний слон · d6 чорний король · c4 чорний кінь | c8 білий король · e8 чорний слон · d6 чорний король · c4 чорний кінь | c8 білий король · e8 чорний слон · d6 чорний король · c4 чорний кінь | c8 білий король · e8 чорний слон · d6 чорний король · c4 чорний кінь | c8 білий король · e8 чорний слон · d6 чорний король · c4 чорний кінь | 3 |
| 2 | c8 білий король · e8 чорний слон · d6 чорний король · c4 чорний кінь | c8 білий король · e8 чорний слон · d6 чорний король · c4 чорний кінь | c8 білий король · e8 чорний слон · d6 чорний король · c4 чорний кінь | c8 білий король · e8 чорний слон · d6 чорний король · c4 чорний кінь | c8 білий король · e8 чорний слон · d6 чорний король · c4 чорний кінь | c8 білий король · e8 чорний слон · d6 чорний король · c4 чорний кінь | c8 білий король · e8 чорний слон · d6 чорний король · c4 чорний кінь | c8 білий король · e8 чорний слон · d6 чорний король · c4 чорний кінь | 2 |
| 1 | c8 білий король · e8 чорний слон · d6 чорний король · c4 чорний кінь | c8 білий король · e8 чорний слон · d6 чорний король · c4 чорний кінь | c8 білий король · e8 чорний слон · d6 чорний король · c4 чорний кінь | c8 білий король · e8 чорний слон · d6 чорний король · c4 чорний кінь | c8 білий король · e8 чорний слон · d6 чорний король · c4 чорний кінь | c8 білий король · e8 чорний слон · d6 чорний король · c4 чорний кінь | c8 білий король · e8 чорний слон · d6 чорний король · c4 чорний кінь | c8 білий король · e8 чорний слон · d6 чорний король · c4 чорний кінь | 1 |
|   | a                                                                    | b                                                                    | c                                                                    | d                                                                    | e                                                                    | f                                                                    | g                                                                    | h                                                                    |   |

|   | a | b | c | d | e | f | g | h |   |
| 8 | d8 білий король · e8 чорний слон · a7 чорний кружок · e7 чорний кружок · b6 чорний кінь · d6 чорний король | d8 білий король · e8 чорний слон · a7 чорний кружок · e7 чорний кружок · b6 чорний кінь · d6 чорний король | d8 білий король · e8 чорний слон · a7 чорний кружок · e7 чорний кружок · b6 чорний кінь · d6 чорний король | d8 білий король · e8 чорний слон · a7 чорний кружок · e7 чорний кружок · b6 чорний кінь · d6 чорний король | d8 білий король · e8 чорний слон · a7 чорний кружок · e7 чорний кружок · b6 чорний кінь · d6 чорний король | d8 білий король · e8 чорний слон · a7 чорний кружок · e7 чорний кружок · b6 чорний кінь · d6 чорний король | d8 білий король · e8 чорний слон · a7 чорний кружок · e7 чорний кружок · b6 чорний кінь · d6 чорний король | d8 білий король · e8 чорний слон · a7 чорний кружок · e7 чорний кружок · b6 чорний кінь · d6 чорний король | 8 |
| 7 | d8 білий король · e8 чорний слон · a7 чорний кружок · e7 чорний кружок · b6 чорний кінь · d6 чорний король | d8 білий король · e8 чорний слон · a7 чорний кружок · e7 чорний кружок · b6 чорний кінь · d6 чорний король | d8 білий король · e8 чорний слон · a7 чорний кружок · e7 чорний кружок · b6 чорний кінь · d6 чорний король | d8 білий король · e8 чорний слон · a7 чорний кружок · e7 чорний кружок · b6 чорний кінь · d6 чорний король | d8 білий король · e8 чорний слон · a7 чорний кружок · e7 чорний кружок · b6 чорний кінь · d6 чорний король | d8 білий король · e8 чорний слон · a7 чорний кружок · e7 чорний кружок · b6 чорний кінь · d6 чорний король | d8 білий король · e8 чорний слон · a7 чорний кружок · e7 чорний кружок · b6 чорний кінь · d6 чорний король | d8 білий король · e8 чорний слон · a7 чорний кружок · e7 чорний кружок · b6 чорний кінь · d6 чорний король | 7 |
| 6 | d8 білий король · e8 чорний слон · a7 чорний кружок · e7 чорний кружок · b6 чорний кінь · d6 чорний король | d8 білий король · e8 чорний слон · a7 чорний кружок · e7 чорний кружок · b6 чорний кінь · d6 чорний король | d8 білий король · e8 чорний слон · a7 чорний кружок · e7 чорний кружок · b6 чорний кінь · d6 чорний король | d8 білий король · e8 чорний слон · a7 чорний кружок · e7 чорний кружок · b6 чорний кінь · d6 чорний король | d8 білий король · e8 чорний слон · a7 чорний кружок · e7 чорний кружок · b6 чорний кінь · d6 чорний король | d8 білий король · e8 чорний слон · a7 чорний кружок · e7 чорний кружок · b6 чорний кінь · d6 чорний король | d8 білий король · e8 чорний слон · a7 чорний кружок · e7 чорний кружок · b6 чорний кінь · d6 чорний король | d8 білий король · e8 чорний слон · a7 чорний кружок · e7 чорний кружок · b6 чорний кінь · d6 чорний король | 6 |
| 5 | d8 білий король · e8 чорний слон · a7 чорний кружок · e7 чорний кружок · b6 чорний кінь · d6 чорний король | d8 білий король · e8 чорний слон · a7 чорний кружок · e7 чорний кружок · b6 чорний кінь · d6 чорний король | d8 білий король · e8 чорний слон · a7 чорний кружок · e7 чорний кружок · b6 чорний кінь · d6 чорний король | d8 білий король · e8 чорний слон · a7 чорний кружок · e7 чорний кружок · b6 чорний кінь · d6 чорний король | d8 білий король · e8 чорний слон · a7 чорний кружок · e7 чорний кружок · b6 чорний кінь · d6 чорний король | d8 білий король · e8 чорний слон · a7 чорний кружок · e7 чорний кружок · b6 чорний кінь · d6 чорний король | d8 білий король · e8 чорний слон · a7 чорний кружок · e7 чорний кружок · b6 чорний кінь · d6 чорний король | d8 білий король · e8 чорний слон · a7 чорний кружок · e7 чорний кружок · b6 чорний кінь · d6 чорний король | 5 |
| 4 | d8 білий король · e8 чорний слон · a7 чорний кружок · e7 чорний кружок · b6 чорний кінь · d6 чорний король | d8 білий король · e8 чорний слон · a7 чорний кружок · e7 чорний кружок · b6 чорний кінь · d6 чорний король | d8 білий король · e8 чорний слон · a7 чорний кружок · e7 чорний кружок · b6 чорний кінь · d6 чорний король | d8 білий король · e8 чорний слон · a7 чорний кружок · e7 чорний кружок · b6 чорний кінь · d6 чорний король | d8 білий король · e8 чорний слон · a7 чорний кружок · e7 чорний кружок · b6 чорний кінь · d6 чорний король | d8 білий король · e8 чорний слон · a7 чорний кружок · e7 чорний кружок · b6 чорний кінь · d6 чорний король | d8 білий король · e8 чорний слон · a7 чорний кружок · e7 чорний кружок · b6 чорний кінь · d6 чорний король | d8 білий король · e8 чорний слон · a7 чорний кружок · e7 чорний кружок · b6 чорний кінь · d6 чорний король | 4 |
| 3 | d8 білий король · e8 чорний слон · a7 чорний кружок · e7 чорний кружок · b6 чорний кінь · d6 чорний король | d8 білий король · e8 чорний слон · a7 чорний кружок · e7 чорний кружок · b6 чорний кінь · d6 чорний король | d8 білий король · e8 чорний слон · a7 чорний кружок · e7 чорний кружок · b6 чорний кінь · d6 чорний король | d8 білий король · e8 чорний слон · a7 чорний кружок · e7 чорний кружок · b6 чорний кінь · d6 чорний король | d8 білий король · e8 чорний слон · a7 чорний кружок · e7 чорний кружок · b6 чорний кінь · d6 чорний король | d8 білий король · e8 чорний слон · a7 чорний кружок · e7 чорний кружок · b6 чорний кінь · d6 чорний король | d8 білий король · e8 чорний слон · a7 чорний кружок · e7 чорний кружок · b6 чорний кінь · d6 чорний король | d8 білий король · e8 чорний слон · a7 чорний кружок · e7 чорний кружок · b6 чорний кінь · d6 чорний король | 3 |
| 2 | d8 білий король · e8 чорний слон · a7 чорний кружок · e7 чорний кружок · b6 чорний кінь · d6 чорний король | d8 білий король · e8 чорний слон · a7 чорний кружок · e7 чорний кружок · b6 чорний кінь · d6 чорний король | d8 білий король · e8 чорний слон · a7 чорний кружок · e7 чорний кружок · b6 чорний кінь · d6 чорний король | d8 білий король · e8 чорний слон · a7 чорний кружок · e7 чорний кружок · b6 чорний кінь · d6 чорний король | d8 білий король · e8 чорний слон · a7 чорний кружок · e7 чорний кружок · b6 чорний кінь · d6 чорний король | d8 білий король · e8 чорний слон · a7 чорний кружок · e7 чорний кружок · b6 чорний кінь · d6 чорний король | d8 білий король · e8 чорний слон · a7 чорний кружок · e7 чорний кружок · b6 чорний кінь · d6 чорний король | d8 білий король · e8 чорний слон · a7 чорний кружок · e7 чорний кружок · b6 чорний кінь · d6 чорний король | 2 |
| 1 | d8 білий король · e8 чорний слон · a7 чорний кружок · e7 чорний кружок · b6 чорний кінь · d6 чорний король | d8 білий король · e8 чорний слон · a7 чорний кружок · e7 чорний кружок · b6 чорний кінь · d6 чорний король | d8 білий король · e8 чорний слон · a7 чорний кружок · e7 чорний кружок · b6 чорний кінь · d6 чорний король | d8 білий король · e8 чорний слон · a7 чорний кружок · e7 чорний кружок · b6 чорний кінь · d6 чорний король | d8 білий король · e8 чорний слон · a7 чорний кружок · e7 чорний кружок · b6 чорний кінь · d6 чорний король | d8 білий король · e8 чорний слон · a7 чорний кружок · e7 чорний кружок · b6 чорний кінь · d6 чорний король | d8 білий король · e8 чорний слон · a7 чорний кружок · e7 чорний кружок · b6 чорний кінь · d6 чорний король | d8 білий король · e8 чорний слон · a7 чорний кружок · e7 чорний кружок · b6 чорний кінь · d6 чорний король | 1 |
|   | a | b | c | d | e | f | g | h |   |

2000 року американський майстер Фредерік Райн помітив несподіваний пат, який не неведений у працях присвячених ендшпілю і опублікував його в колонці Ларрі Еванса «Який хід найкращий?» у журналі Chess Life. На позиції зліва, після 1…Nb6+?? 2.Kb7?? Nd5, чорні спокійно б продовжували побудову другого трикутника Делетана. Однак білі миттєво досягають нічиєї ходом 2.Kd8! (позиція зліва), оскільки єдиний спосіб для чорних зберегти слона є походити ним, а це означає пат. Позиція справа була б нічиєю і якби кінь перебував натомість на a7 або e7. Ідея пату, по суті та сама, що й на діаграмі справа, присутня в дослідження A. H. Branton, другий приз, New Statesman, 1966 (Roycroft, 1972, с. 246) (білі: король на c1; чорні: король на c3, кінь на a3, слон на d1), хоча про неї можливо було відомо й раніше.
На діаграмі зліва замість 1…Nb6+?? чорні швидко б виграли, побудувавши другий трикутник Делетана шляхом 1…Ne3, наприклад, 2.Kd8 Bb5 3.Kc8 Nd5.

## Цитати
- «… Я бачив як багато шахістів, зокрема й дуже сильних, або не вивчили цю техніку завчасно, або вже її забули.» — Марк Дворецький (Dvoretsky, 2006, с. 279)

- «Деякі майстри вже пішли додому червоними від збентеження, після того, як показали слабку техніку в реалізації цього мату.» — Хесус да ля Вілья (de la Villa, 2008, с. 204)